# Gótico francés

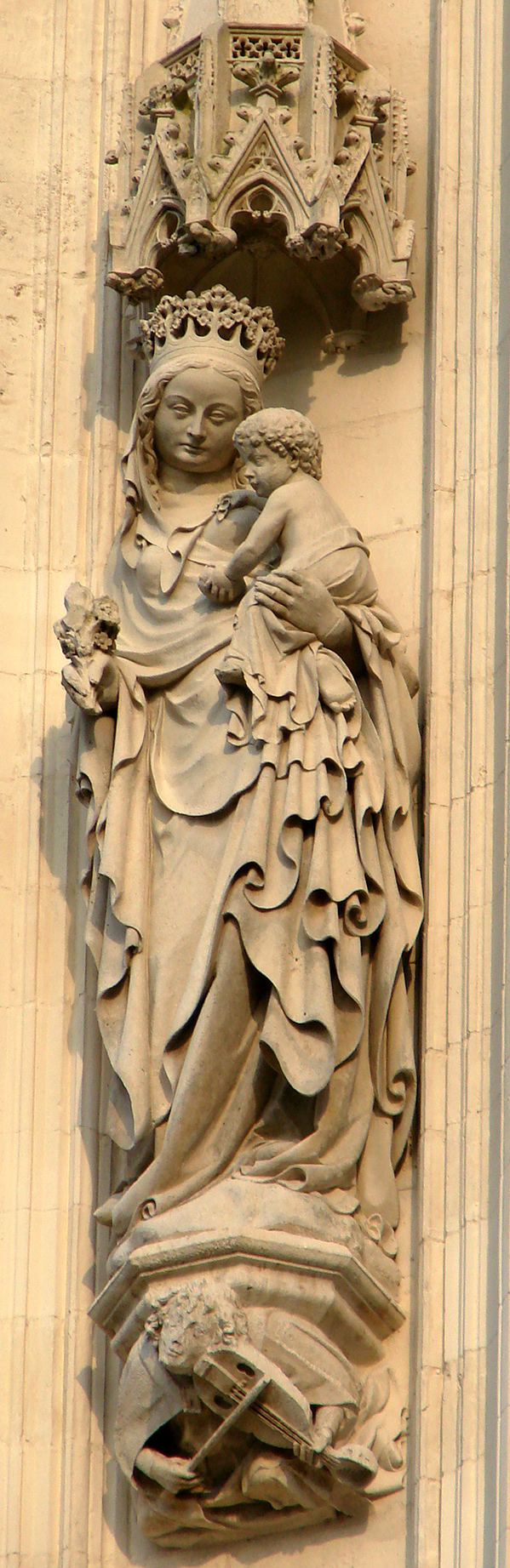
Virgen con el Niño en el Beau pilier («bello pilar») de la catedral de Amiens, del maestro homónimo, 1375.

Gótico francés, gótico de Francia o gótico en Francia son denominaciones historiográficas para referirse a las producciones artísticas del periodo correspondiente al arte gótico (de finales del siglo XII comienzos del siglo XVI) en el espacio del reino de Francia en la Edad Media, cuyas dimensiones eran más reducidas que las de la Francia posterior, limitando hacia el este mucho antes del Rin con el Estado borgoñón y el Sacro Imperio Romano Germánico; hacia el suroeste mucho antes de los Pirineos con el ducado de Aquitania, y hacia el sureste mucho antes de los Alpes con el condado de Provenza. Tampoco Bretaña o Normandía estaban incorporadas a la Corona francesa más que mediante una teórica dependencia vasallática. No obstante, la fuerte homogeneidad cultural de la Europa de la época hacía que las formas artísticas traspasaran con facilidad las fronteras políticas, lo que permite hablar de «estilos internacionales» (como el llamado gótico internacional). Además, el propio gótico nace como estilo arquitectónico en la región parisina, expandiéndose desde allí al resto de Europa.
Muy a menudo el uso del concepto se hace en oposición o en paralelo a los de gótico alemán (o centroeuropeo -dentro del que puede o no situarse el gótico flamenco y el gótico borgoñón gótico de Borgoña o Gótico en Borgoña. Gótico italiano, gótico español (una de las fases de la pintura gótica española se denomina «franco-gótico») o gótico inglés (también se habla de "pintura gótica anglo-francesa").

El Gótico francés tiene belleza de expresión y el Gótico alemán tiene fuerza de expresión.
Wilhelm Worringer

## Gótico final o Renacimiento inicial

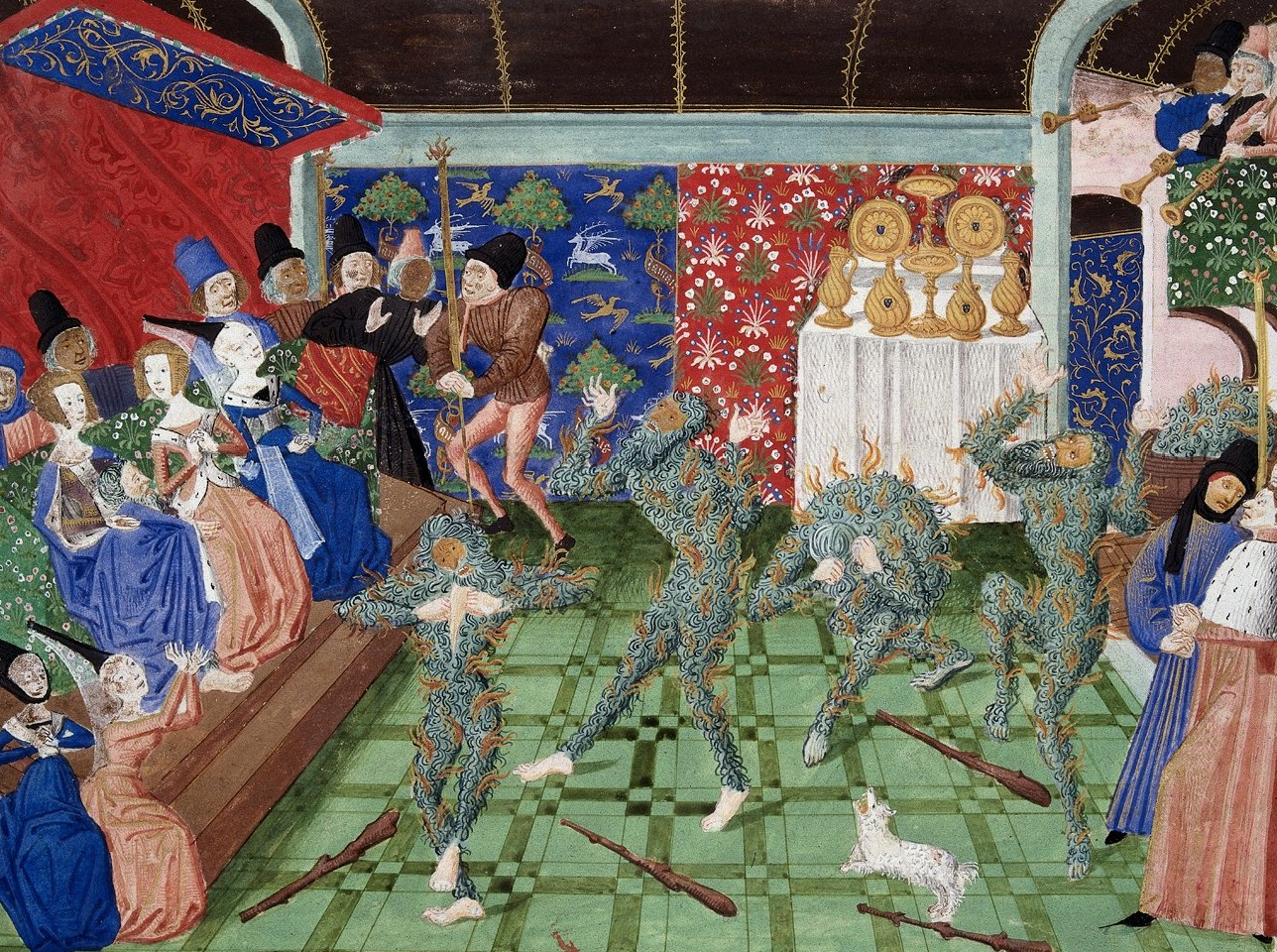
El Bal des Ardents ("baile de los ardientes", extravagante festejo cortesano que acabó en tragedia -28 de enero de 1393-) representado en una ilustración de las Crónicas de Froissart.

La pervivencia del Gótico en Francia coexistió con la recepción de las formas del Renacimiento italiano, que, como en el resto de Europa al norte de los Alpes, dio lugar al denominado Renacimiento nórdico a partir del siglo XVI (en su caso, Renacimiento francés).
El final de la Edad Media (Otoño de la Edad Media, en la expresión acuñada por Huizinga) fue en Francia un periodo de gran turbulencia socioeconómica, político-militar e ideológica (crisis del siglo XIV, Guerra de los Cien Años entre 1337-1453, Peste Negra desde 1348, revueltas urbanas y rurales de 1358 -Étienne Marcel y Grande Jacquerie-, Cisma de Occidente entre 1378-1417 -desde 1309 los papas mantenían su residencia en Aviñón-, Guerra entre los Armagnac y los Borgoñón entre 1407-1435, Guerra de Borgoña entre 1474-1477, Guerra de Sucesión de Borgoña entre 1477–1482, formación de un "Estado moderno" o "nacional" a medida que la monarquía feudal se transforma en una monarquía autoritaria en torno al rey de Francia -distintas ramas de la dinastía Capeto/Valois-, proceso que queda muy avanzado en el reinado de Luis XI, 1461-1483), así como de gran producción artística y de relativamente abundante producción documental. A pesar de ello, la determinación de la autoría de las obras conservadas o citadas en las fuentes es notablemente problemática, produciéndose en muchos casos atribuciones cruzadas entre distintas denominaciones de maestros anónimos (nombrados por las obras utilizadas por los historiadores del arte para determinar sus rasgos estilísticos) o de nombre conocido.
La condición de Gótico final o Renacimiento inicial de la segunda mitad del siglo XV es un asunto no resuelto: el hito histórico fundamental para el triunfo de la influencia del Renacimiento italiano fueron las campañas de Italia de Carlos VIII, a partir de 1494, y el denominado estilo Luis XII; aunque su imposición definitiva no llegó hasta Francisco I y la escuela de Fontainebleau (estilo Francisco I o primer Renacimiento francés). Para momentos anteriores se ha propuesto la batalla de Nancy de 1477, que incorporó buena parte del Estado Borgoñón al reino de Francia e inauguró, al menos para el ducado de Lorena, un periodo pacífico relativamente prolongado y favorable a la creación artística, que habría propiciado la aparición en esa zona de un Primer Renacimiento (no tanto en pintura como en arquitectura: Palacio Ducal de Nancy) y urbanización de la ciudad nueva de Nancy al lado de la medieval, por orden del duque Carlos III).

## Arquitectura
Tanto el arco ojival como la bóveda de crucería existían previamente,  pero la utilización de estos elementos estructurales en el sentido que les dio la arquitectura gótica parece ser una innovación que se produjo a mediados del siglo XII en el entorno de Suger, abad de Saint Denis, en las proximidades de París. La construcción del coro y de la fachada de la basílica de Saint-Denis (14 de julio de 1140) y de la catedral de Sens (desde 1140) se consideran generalmente como los primeros hitos mayores en la génesis de la estética gótica en arquitectura. Su identificación con la región (Île-de-France y Picardía -catedrales de Noyon, desde 1145, y de Laon, desde 1155-) hizo que el estilo, que se difundió en los años siguientes por las regiones colindantes y luego por toda Europa, fuera denominado en la época como opus francigenum.
Tras el Gótico primitivo de la segunda mitad del siglo XII y el pleno o clásico (de la Catedral de Chartres, 1194, a la catedral de Reims, 1210), se señalan diversas fases evolutivas del estilo: rayonnant ("radiante" -Notre-Dame y Sainte Chapelle de París, Saint-Urbain de Troyes, Saint-Thibault-), de mediados del siglo XIII, coincidiendo con el prolongado reinado de San Luis; y flamboyant ("flamígero" -Saintes Chapelles de de Vincennes y de Riom, Saint-Nicolas-de-Port, Saint-Germain-l'Auxerrois-), desde el siglo XIV, identificable con el Gótico tardío o final que pervivió hasta el siglo XVI.
En cuanto a las variantes locales que presentan disparidades con el modelo canónico de Ile de France, son característicos el Gótico angevino de la zona occidental (catedral de Angers, catedral de Burdeos), sin fachada de tres pórticos y con la llamada bóveda angevina; el Gótico normando, con cimborrio central (catedral de Rouen, catedral de Bayeux); y el Gótico meridional, con muros más compactos y sin arbotantes (catedral de Albi, convento de los Jacobinos de Toulouse).

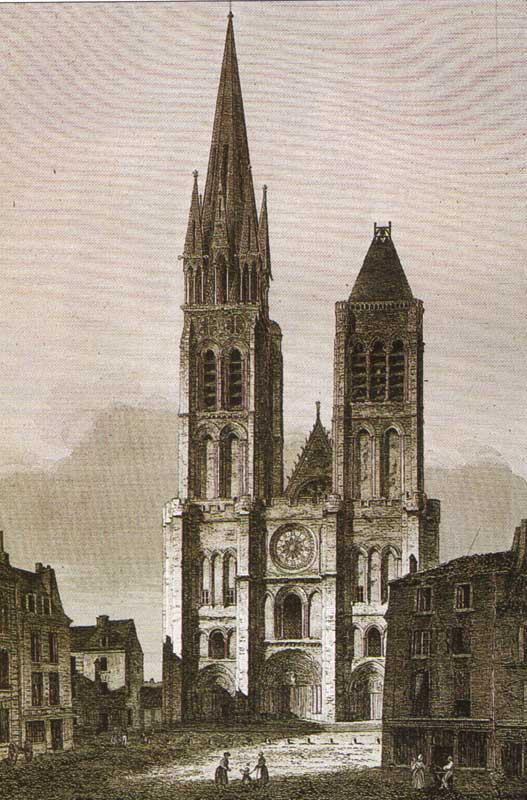
Abadía de Saint Denis (antes de la destrucción de la torre).
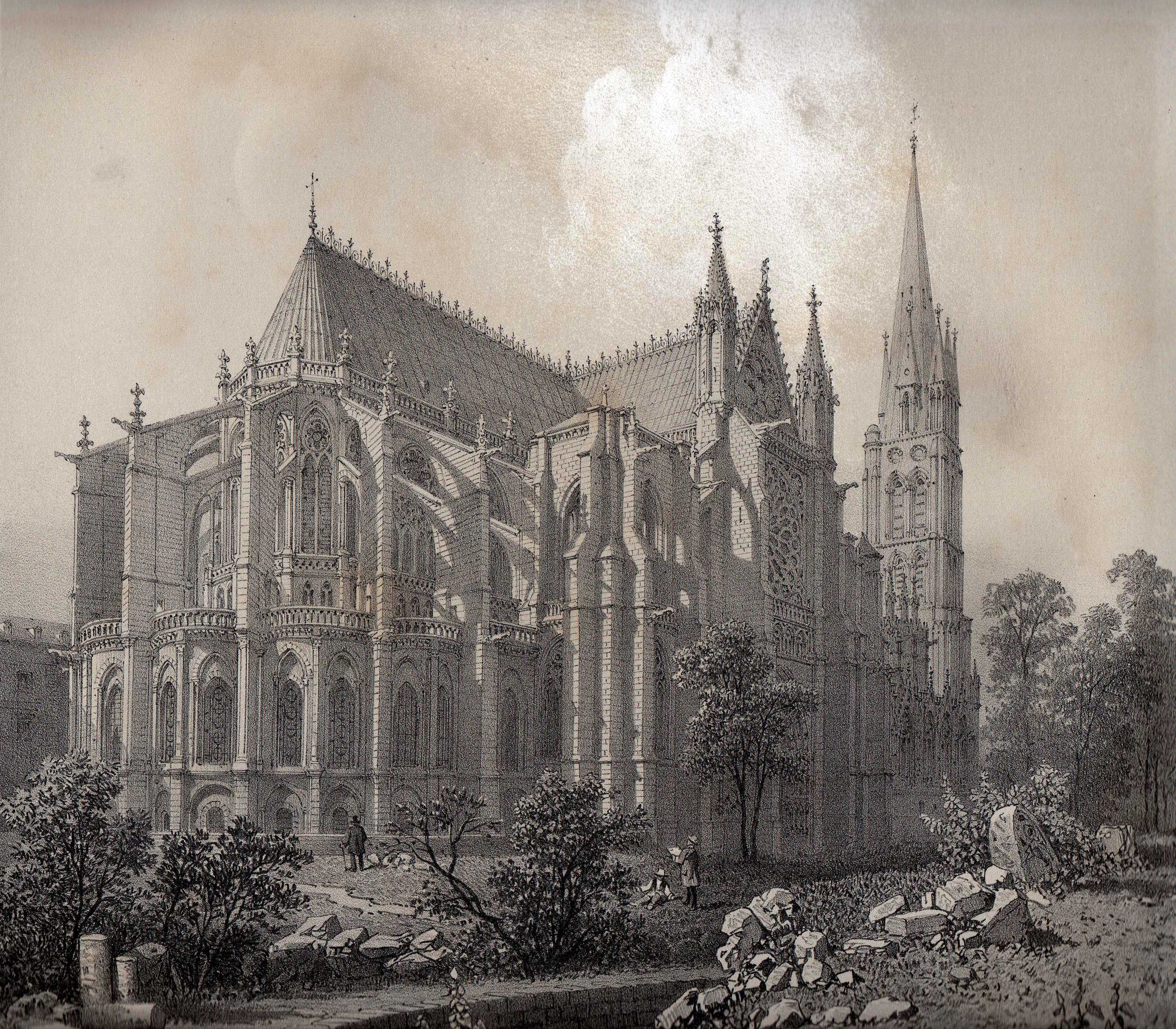
Ídem.
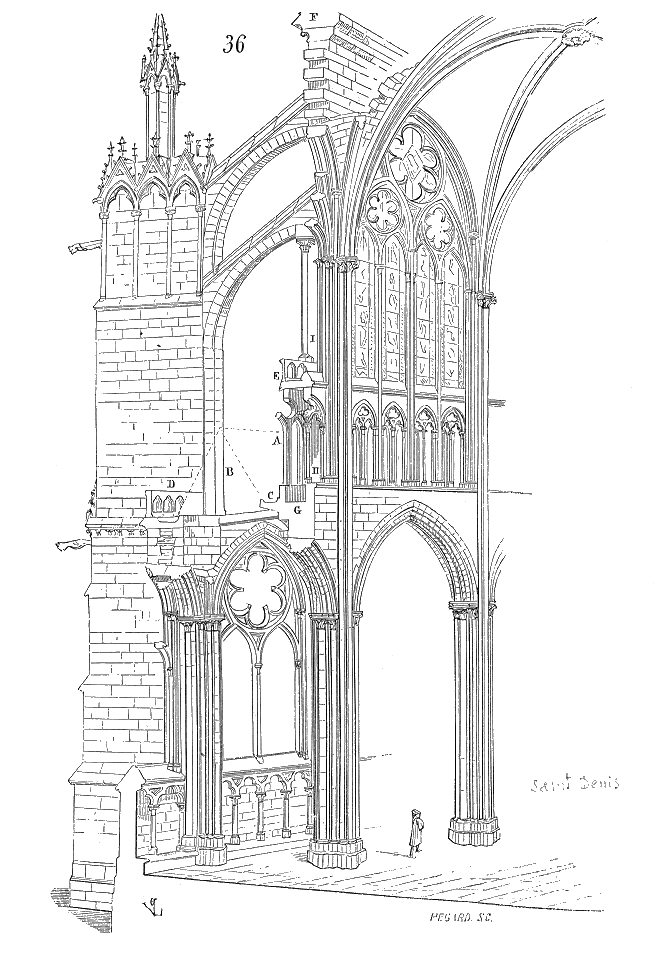
Corte sobre la estructura de Saint Denis (Viollet-le-Duc).
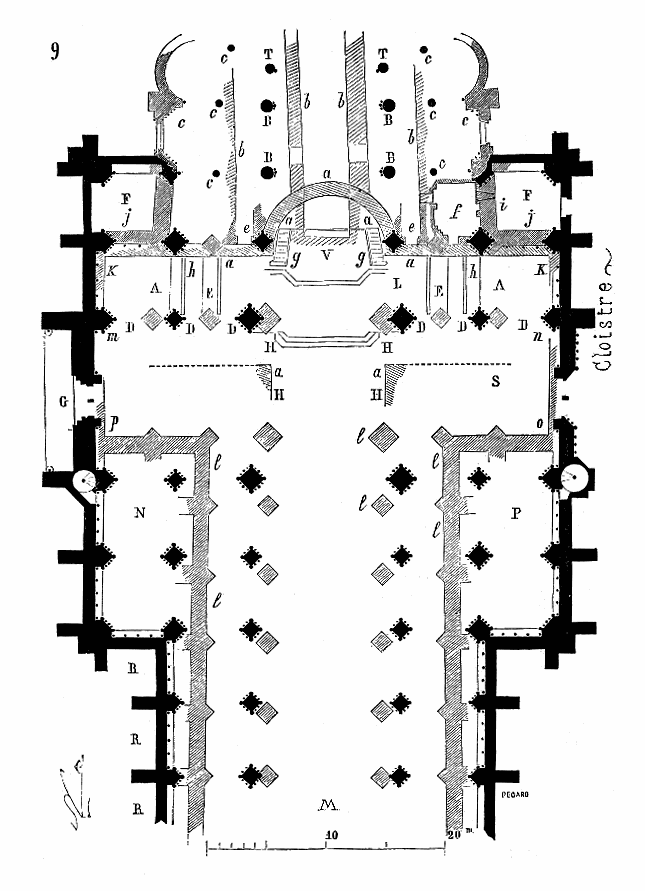
Ídem, planta.

### Gótico civil y urbanismo gótico
Aunque predomina la arquitectura religiosa (eclesial o monástica), hay también un Gótico civil (el inicial Palacio del Louvre y La Conciergerie -muy modificados posteriormente-, la Bastilla, el Hôtel Saint-Pol y el Château de Beauté<-los tres desaparecidos-, los châteaux de Vincennes y de Saumur, los palais de los duques de Borgoña en Dijon, de los condes de Poitou en Poitiers, de Jacques-Coeur,
Con una condición semi-religiosa, hospitales como el de San Juan de Angers o el Hôtel-Dieu de Beaune. También palacios episcopales, como los de Tau (Reims), de la Berbie (Albi), de Amiens, de Fréjus, de Rodez, etc. Algunas ciudades conservan (con mayor o menor grado de modificación) un casco antiguo de época bajomedieval en el que puede apreciarse el urbanismo gótico, como Carcasona o Rouen (Gros-Horloge); mientras que algunos núcleos rurales mantienen su diseño original como bastide. Cordes-sur-Ciel recibe el nombre de cité aux cent ogives ("ciudad de las cien ojivas") por sus numerosas casas góticas -

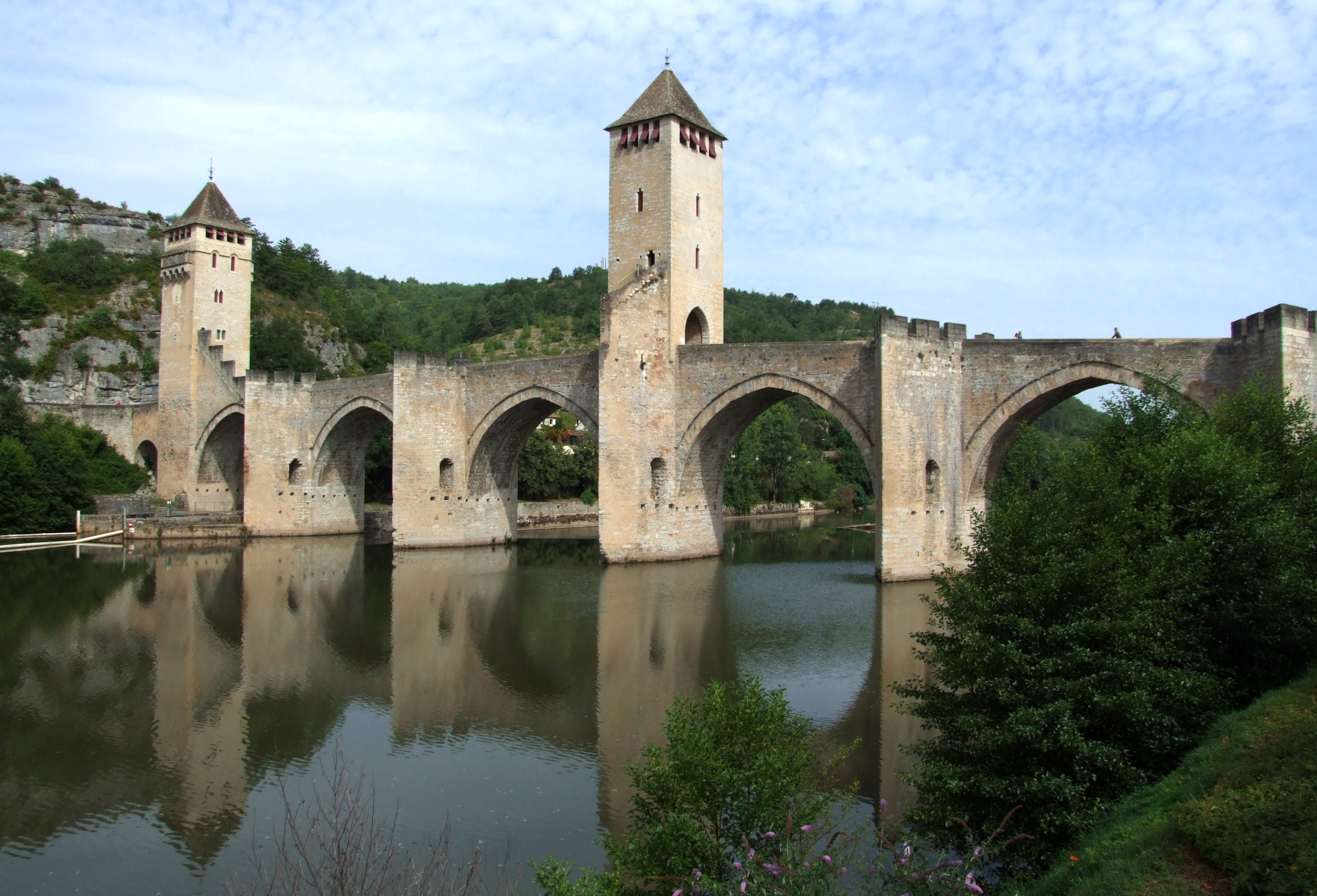
Puente Valentre en Cahors, 1308.
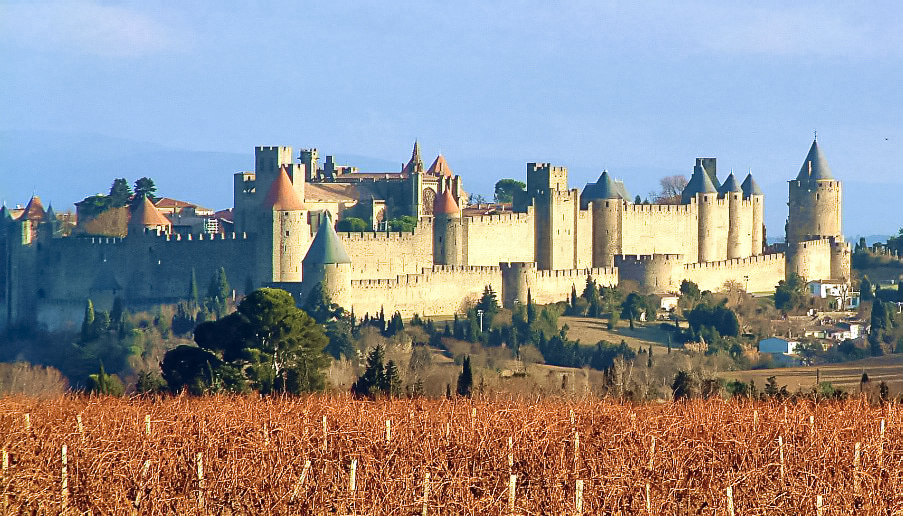
Recinto fortificado de Carcassonne.
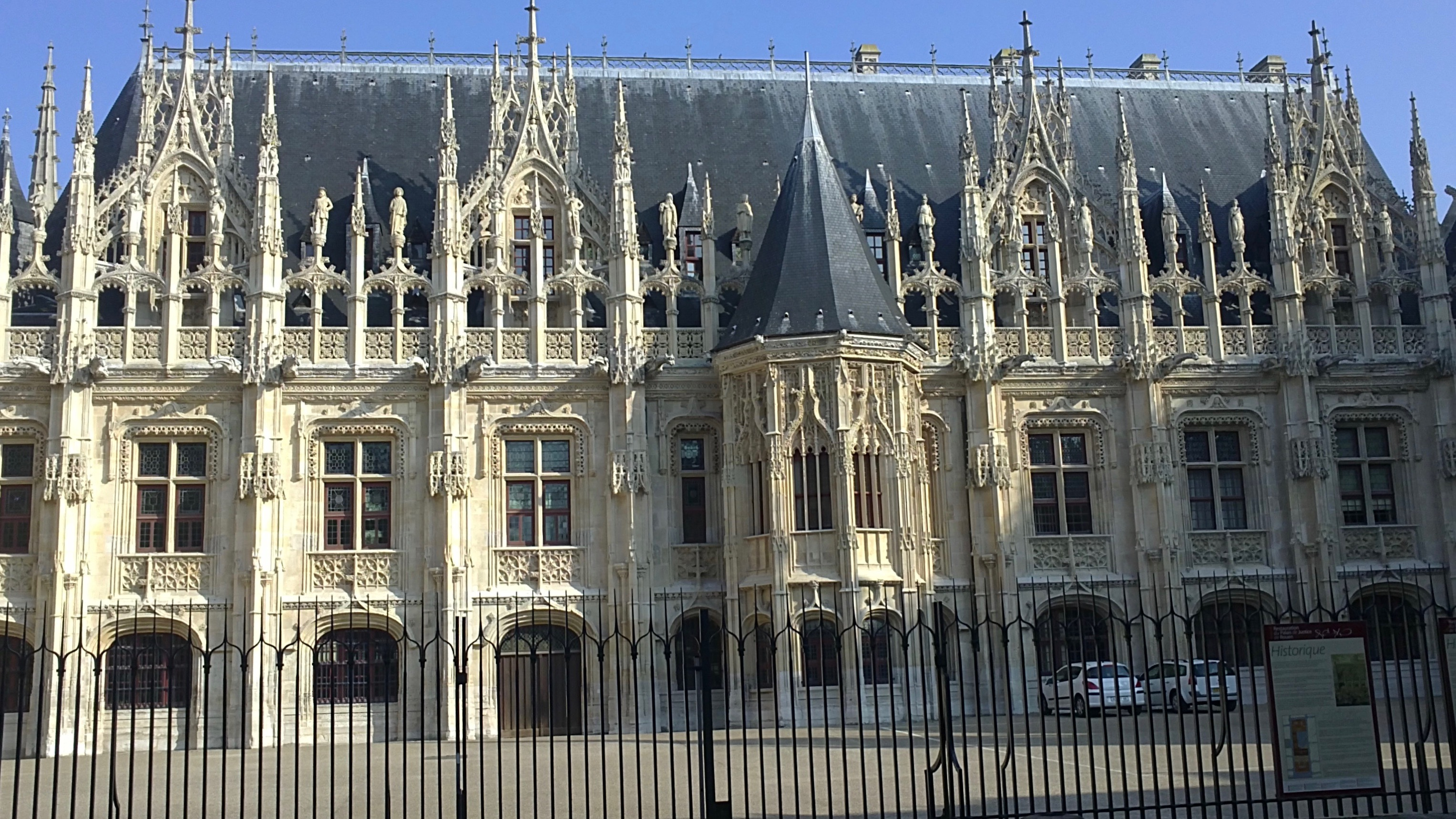
Antiguo Parlamento de Normandía en Rouen.
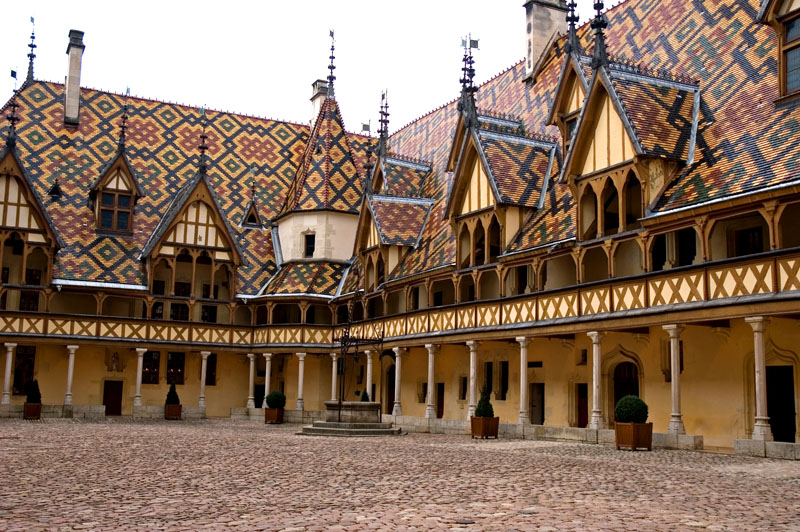
Hôtel-Dieu de Beaune, 1443.
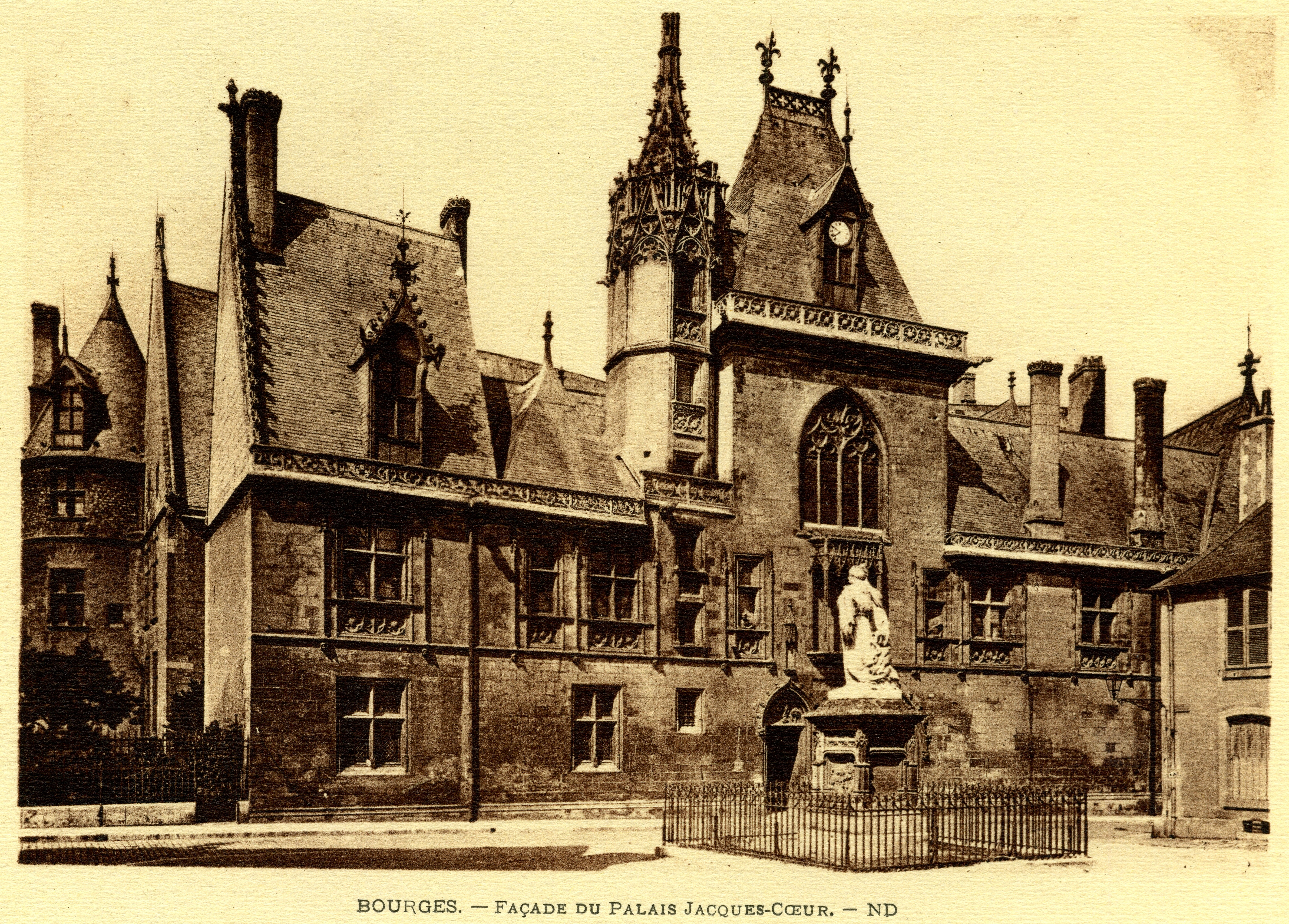
Palais Jacques-Cœur.

## Escultura
Como era propio de la época medieval, los maestros de obras eran tanto escultores como canteros y arquitectos.
La rigidez de la plástica románica se suavizó en un estilo más naturalista, que permite las expresiones faciales y corporales. Las figuras de la Virgen y el Niño abandonan su posición habitual (el trono de la Theotokos) para relacionarse más dinámicamente. La escultura del final de la Edad Media correspondió a las formas retorcidas del estilo flamboyant ("flamígero").

### Pórticos
En los pórticos de tres templos monumentales de la zona de Île de France (Saint-Denis, Etampes y Chartres), se inauguró (entre las décadas de 1130 y 1170 -o bien ya presente en prácticas del arte provincial francés antes de 1140-

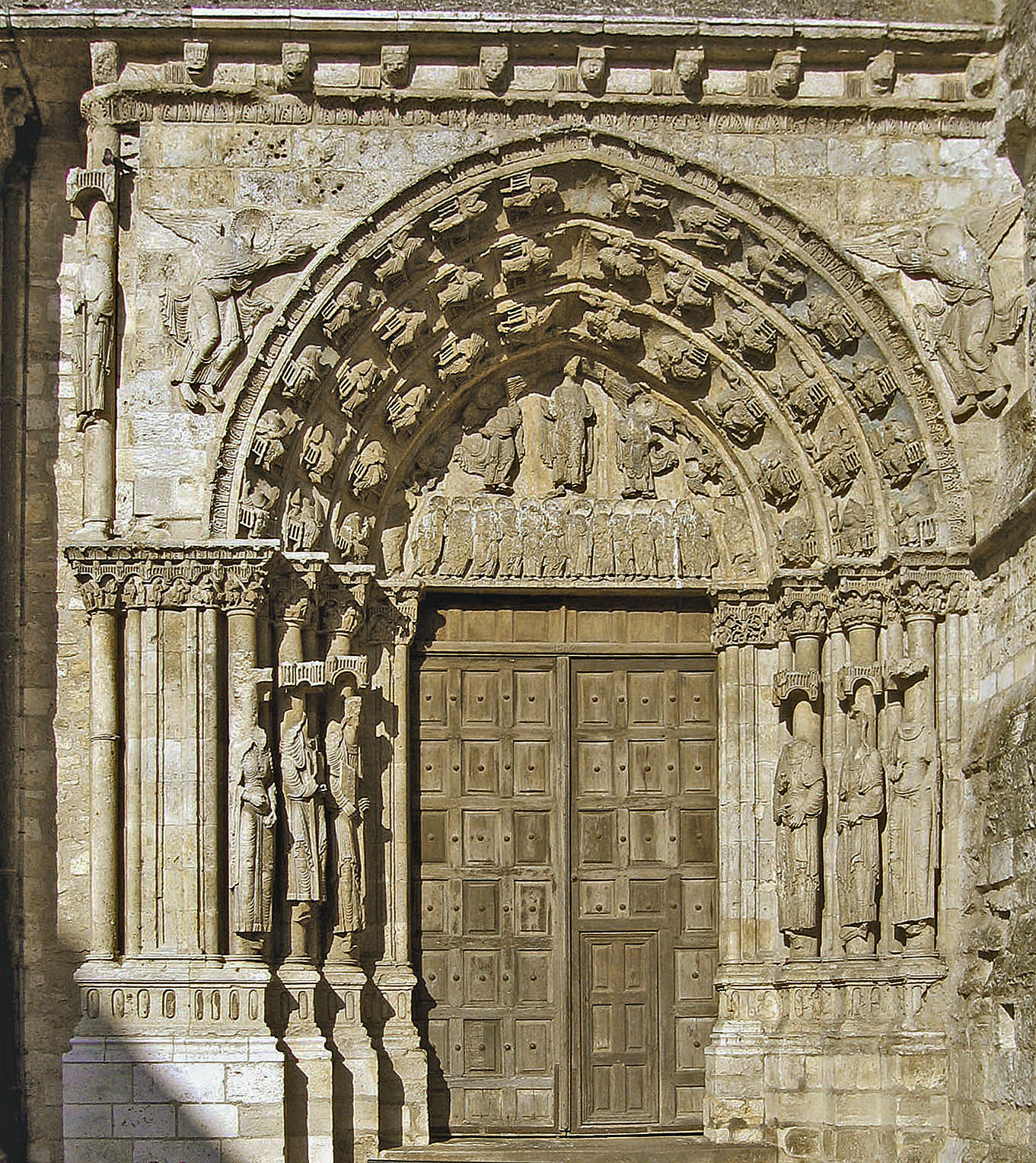
Pórtico real (portail royal) de la colegiata de Notre-Dame-du-Fort de Étampes.
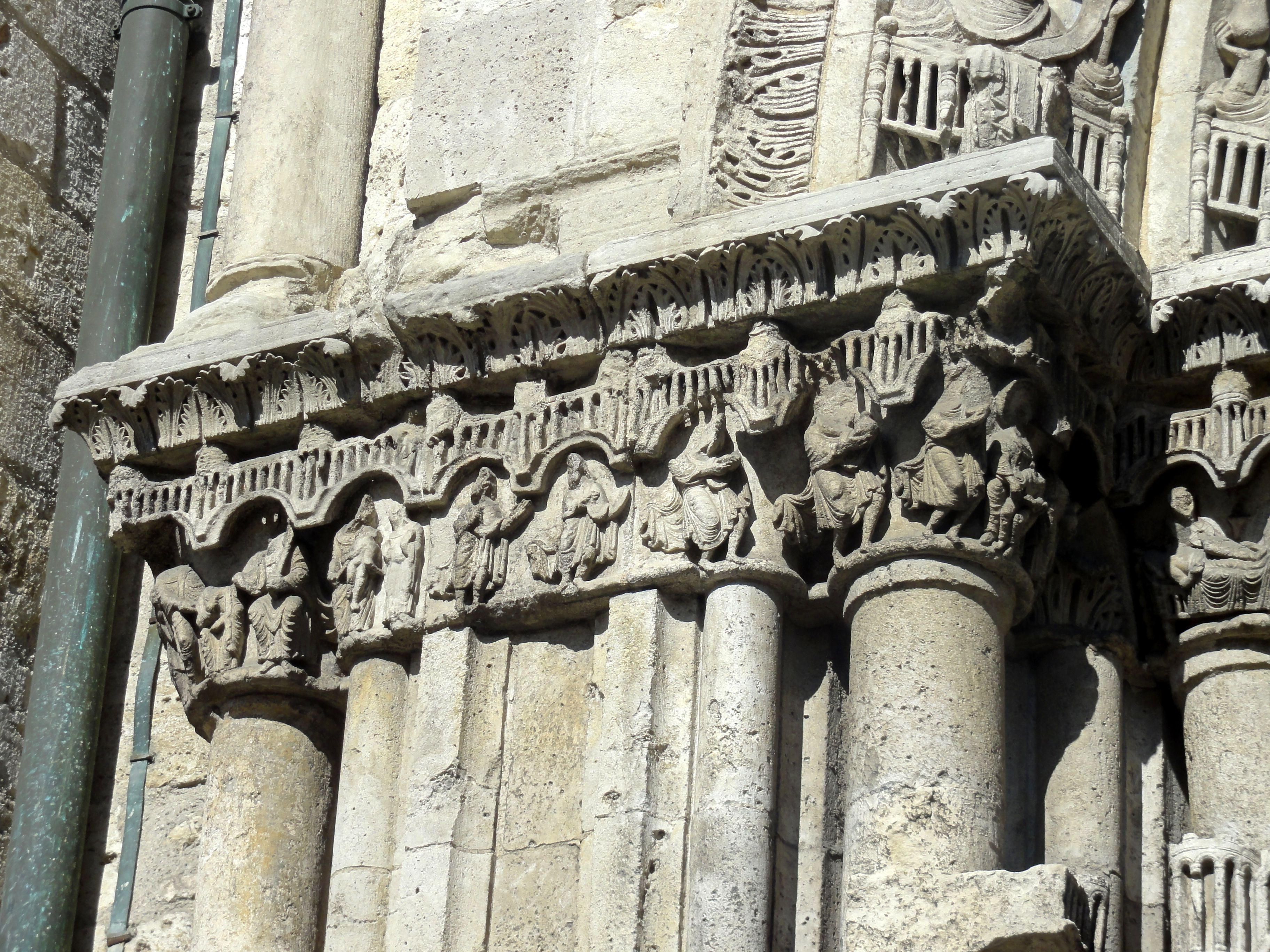
Detalle del friso de la izquierda.
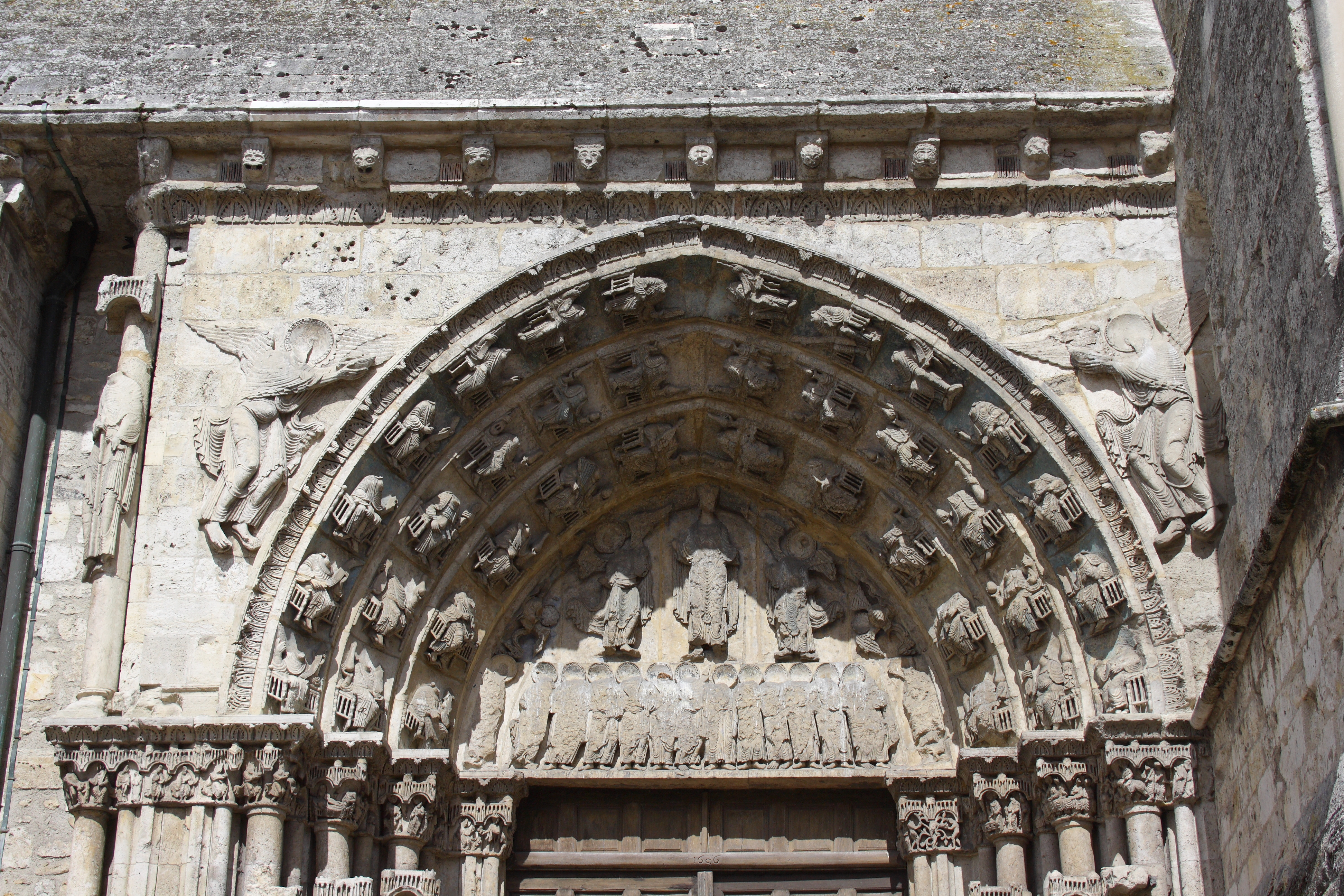
Detalle de la parte superior.
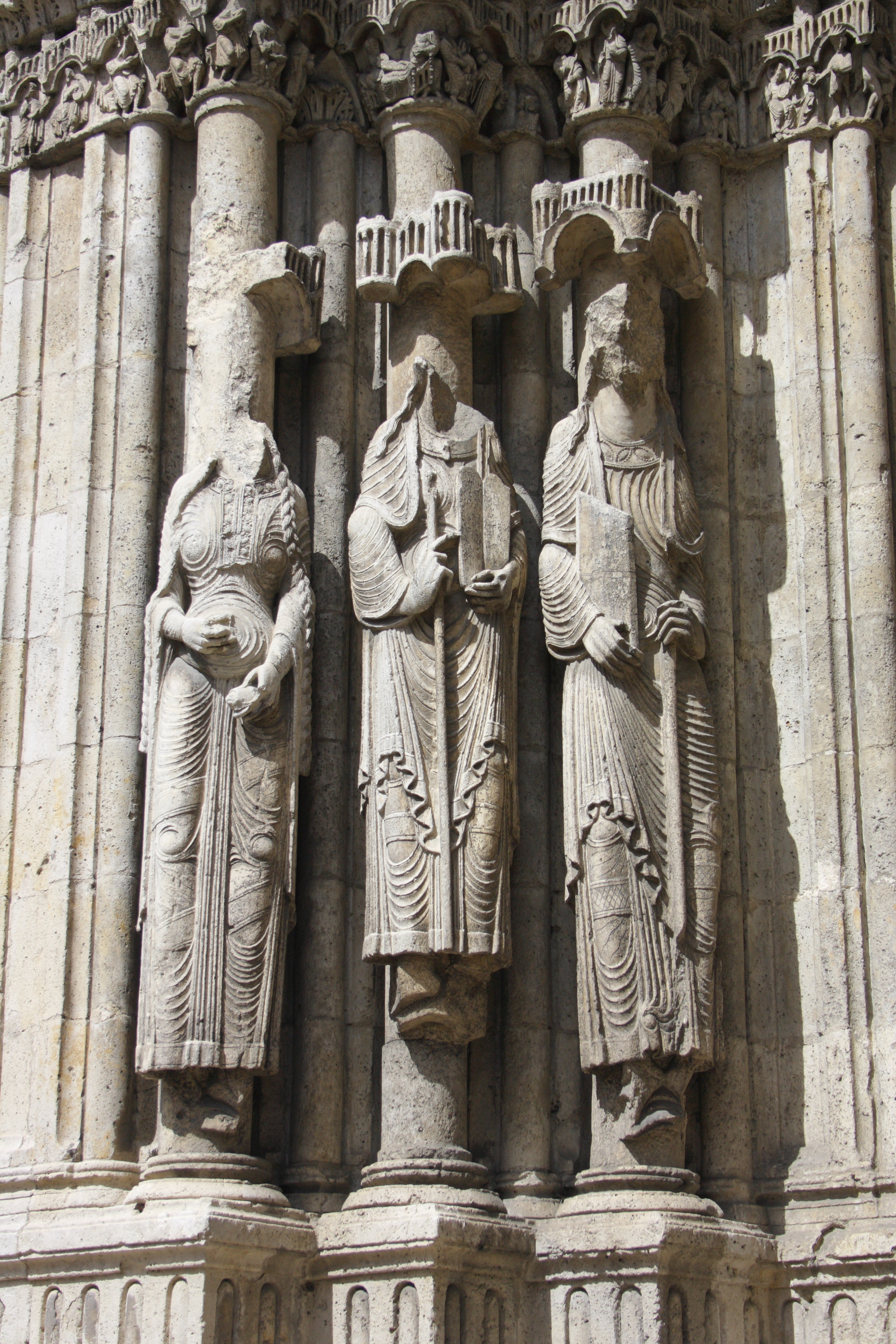
Estatuas-columnas de la izquierda, con el Moisés.
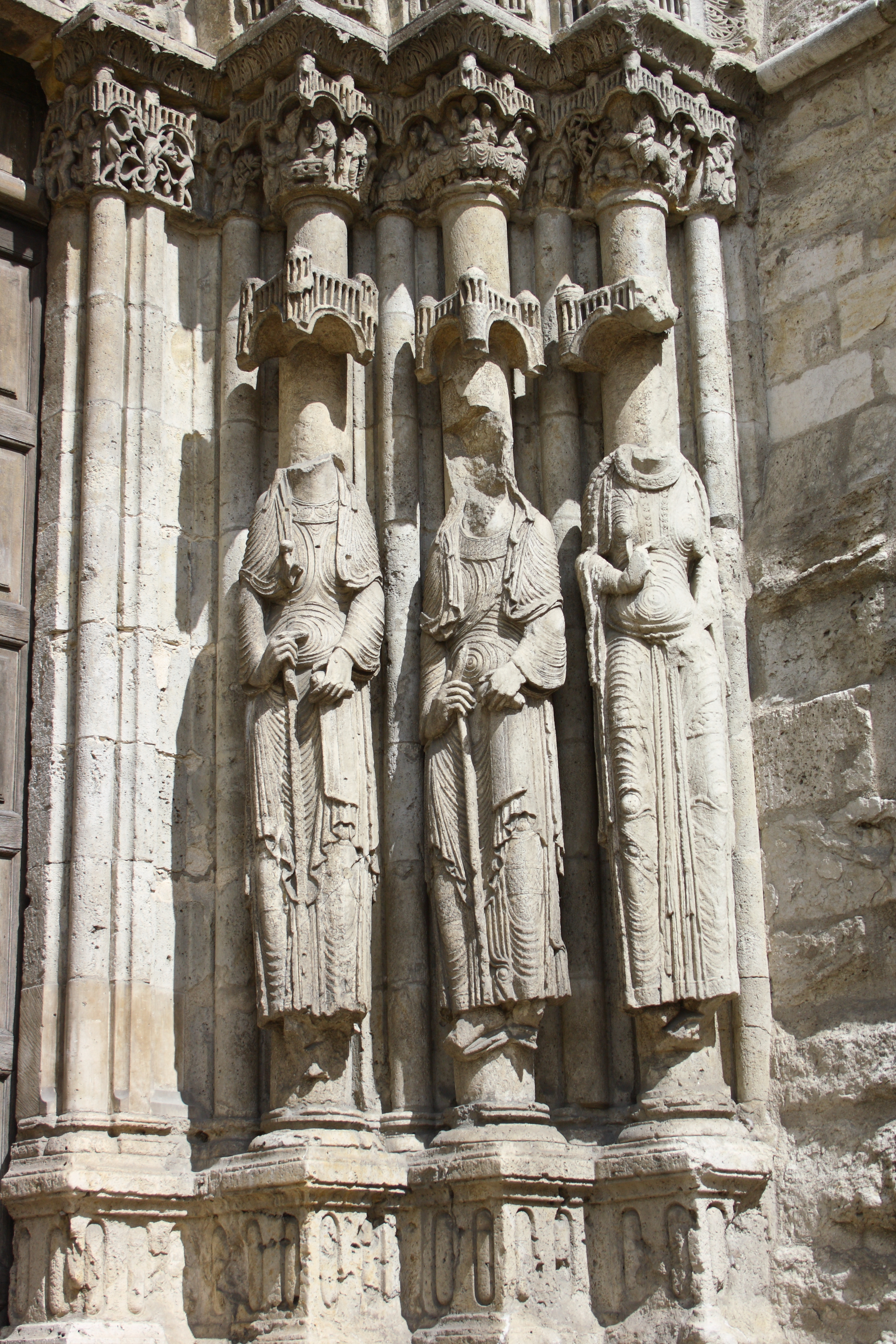
Ídem, derecha.

### Monumentos funerarios
En el interior de los templos, los monumentos funerarios experimentaron un notable desarrollo; los de los reyes de Francia se situaron en la necrópolis real de la basílica de Saint Denis (hay que tener en cuenta que algunos reyes tienen su cuerpo en una sepultura -tombeau de corps- y su corazón -tombeau de coeur- u otras entrañas -tombeau d'entraille-, que incluso llega a haber cenotafios sin cadáver y que muchas sufrieron traslados y deterioros, sobre todo durante la Revolución francesa); mientras que algunos de los reyes de Inglaterra lo hicieron en la abadía de Fontevraud y algunos de los duques de Borgoña lo hicieron en la cartuja de Champmol (hoy conservados en el Palacio Ducal de Dijon -Grand Salle-); los de los duques de Bretaña están dispersos. Los gisants (retratos funerarios en posición yacente sobre un sarcófago, que puede estar adosado a un muro, cobijado bajo un enfeu  o bien exhibirse exento en medio del espacio de una capilla) se hacen menos rígidos y más "naturalistas" que los de época románica; al final de la Edad Media incluso abandonan la posición yacente y se disponen como priant ("orante", arrodillados y con las manos en ademán de rezar). En ocasiones se acompañan de pleurants ("llorantes" o plañideros")

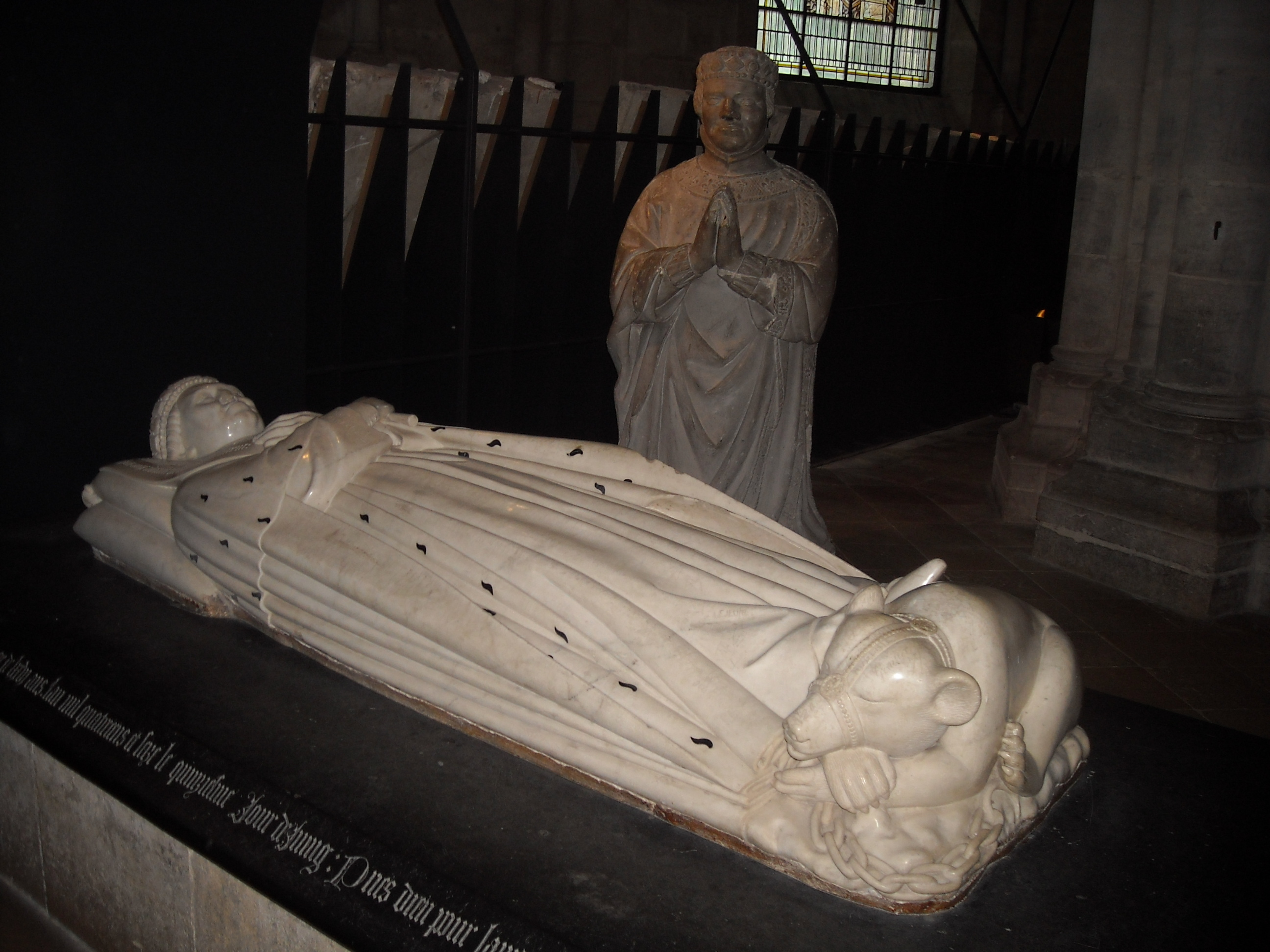
Tumba del Duque de Berry en la Sainte Chapelle de Bourges (1370).
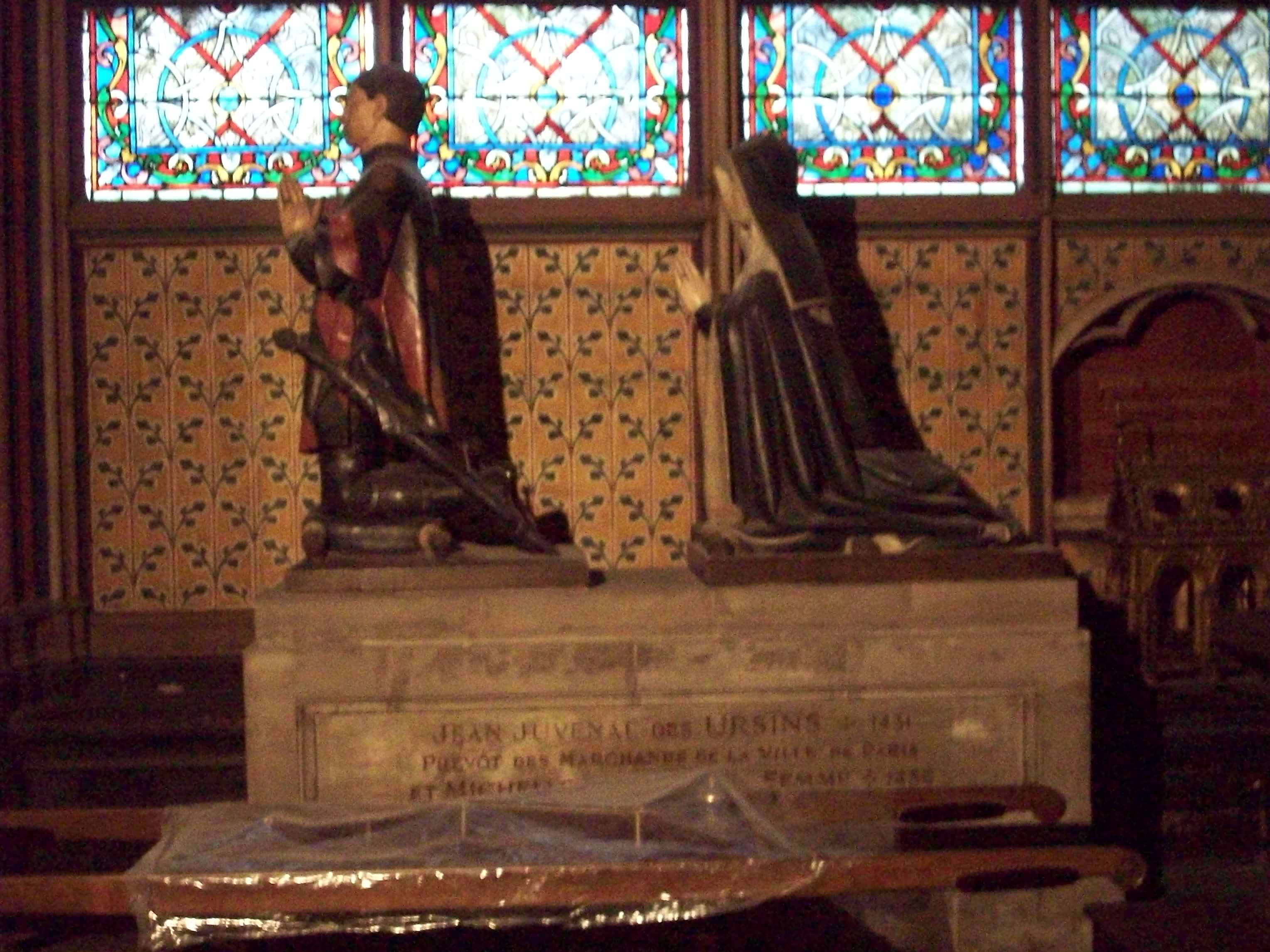
Orants de Jean Juvenal des Ursins  (muerto en 1431) y su mujer Michelle de Vitry, en Notre Dame de París.
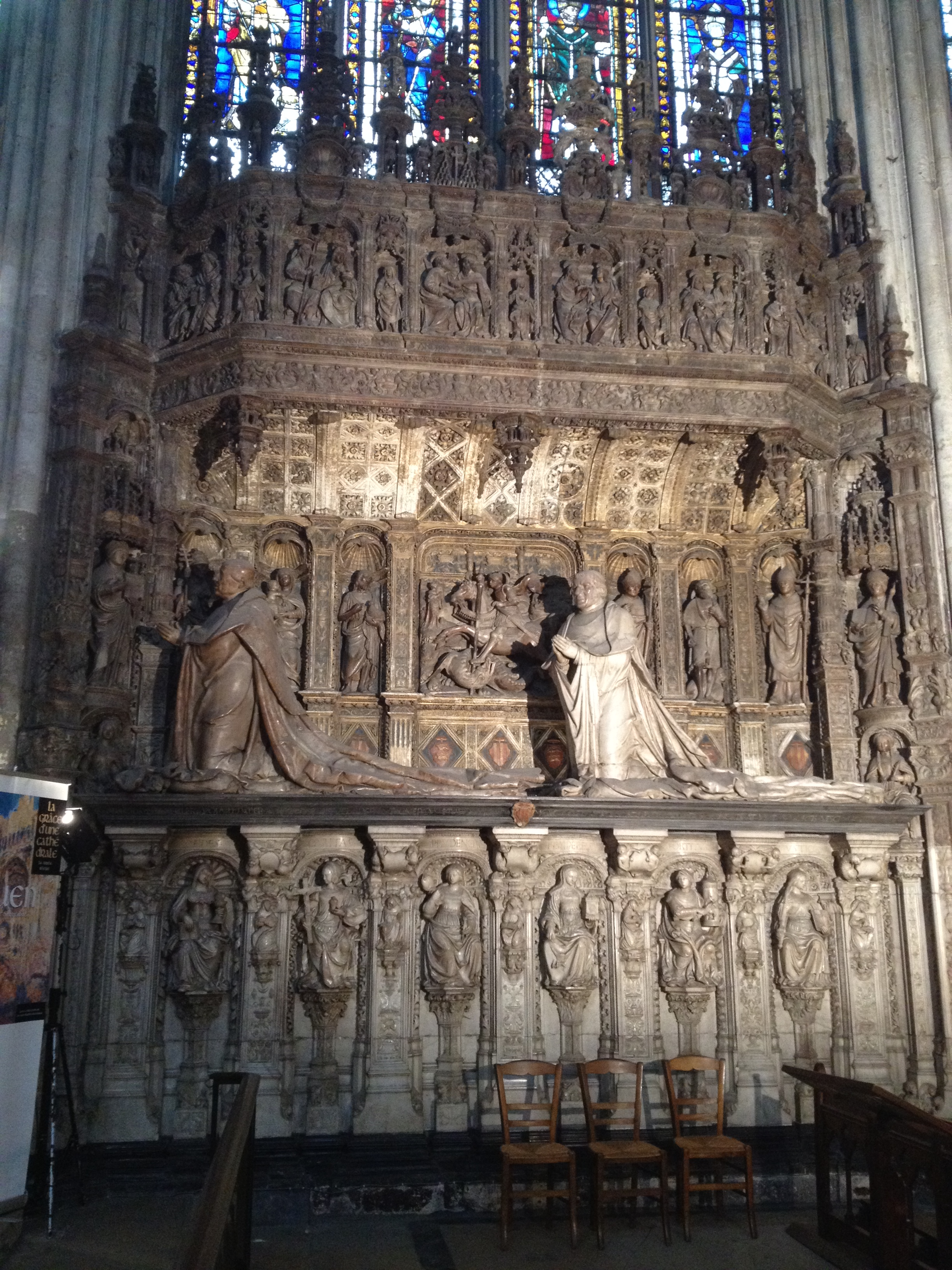
Orants de los cardenales de Amboise en la catedral de Rouen, de Roulland Le Roux y Pierre des Aubeaux -, 1515-1525.
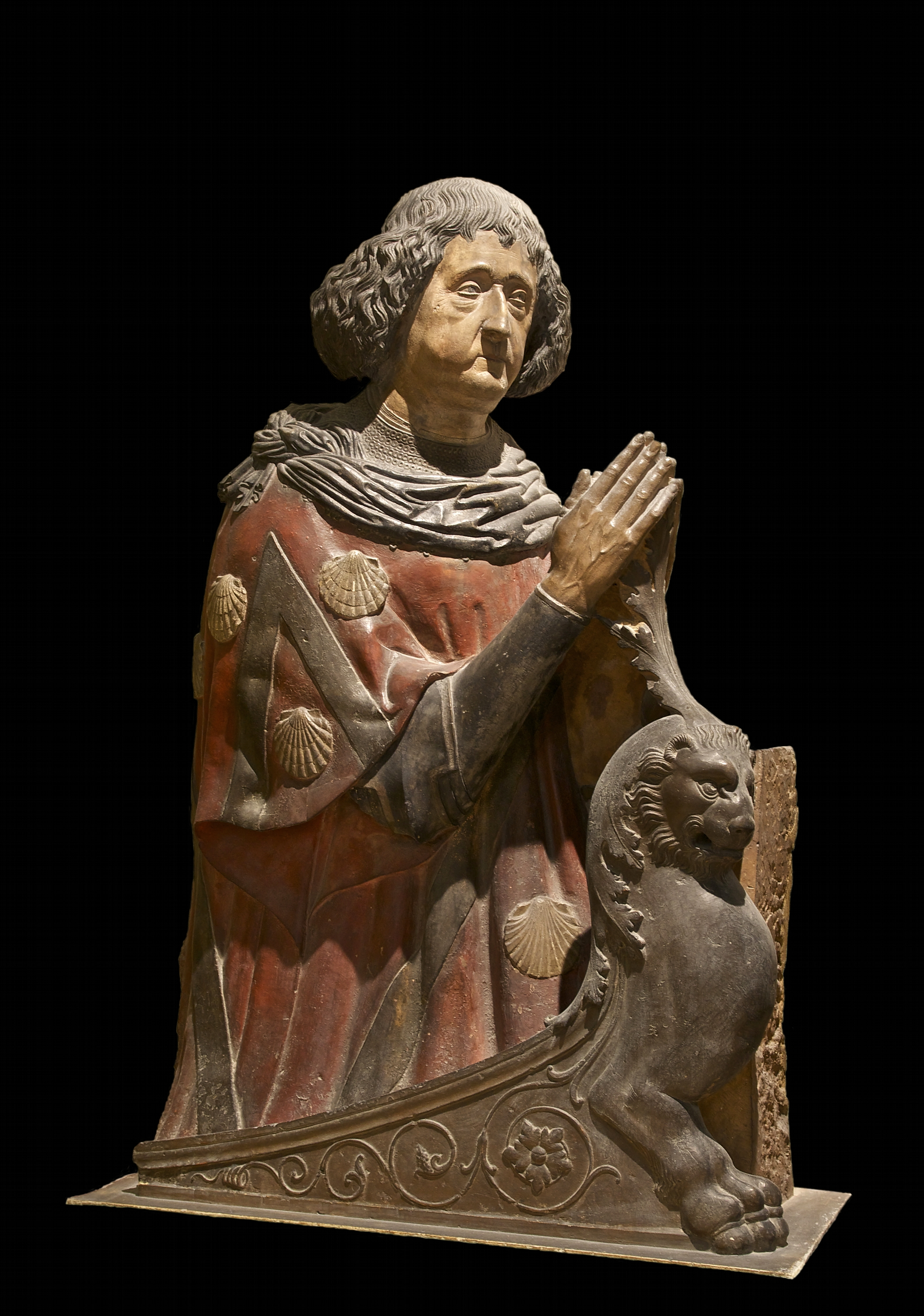
Philippe de Commynes (muerto en 1511), Louvre.
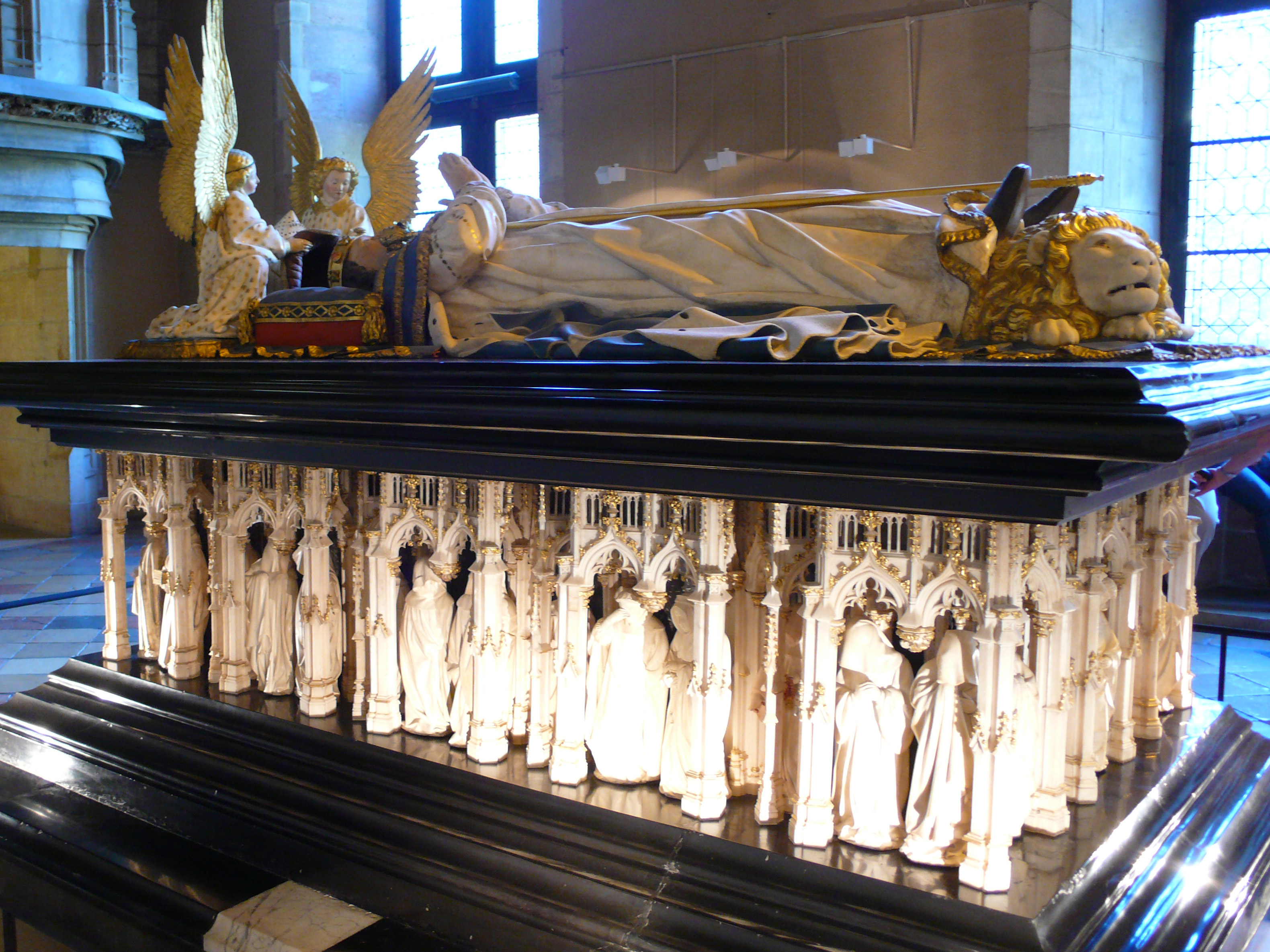
Tumba del duque de Borgoña Felipe el Atrevido, de Jean de Marville, Claus Sluter y Claus de Werve, 1381-1410, actualmente en el Musée des beaux-arts de Dijon

### Escultores delsigloXIII
Maestro de Saint Chéron o de los Santos Guerreros (identificado por esculturas y vidrieras en la catedral de Chartres), Maestro de Naumburgo (posiblemente formado en la región de Picardía, trabajó en Noyon, Amiens y Reims, y puede que en Metz antes de pasar a Maguncia -1230-, Merseburg y Naumburgo) y Pierre Rossignon (posiblemente formado en París, trabajó con el Maestro de Naumburgo en el coro occidental de la catedral de Maguncia).

### Escultores delsigloXIV
Maestro de Saint Chéron o de los Santos Guerreros (identificado por esculturas y vidrieras en la catedral de Chartres), Maestro de Naumburgo (posiblemente formado en la región de Picardía, trabajó en Noyon, Amiens y Reims, y puede que en Metz antes de pasar a Maguncia -1230-, Merseburg y Naumburgo) y Pierre Rossignon (posiblemente formado en París, trabajó con el Maestro de Naumburgo en el coro occidental de la catedral de Maguncia).

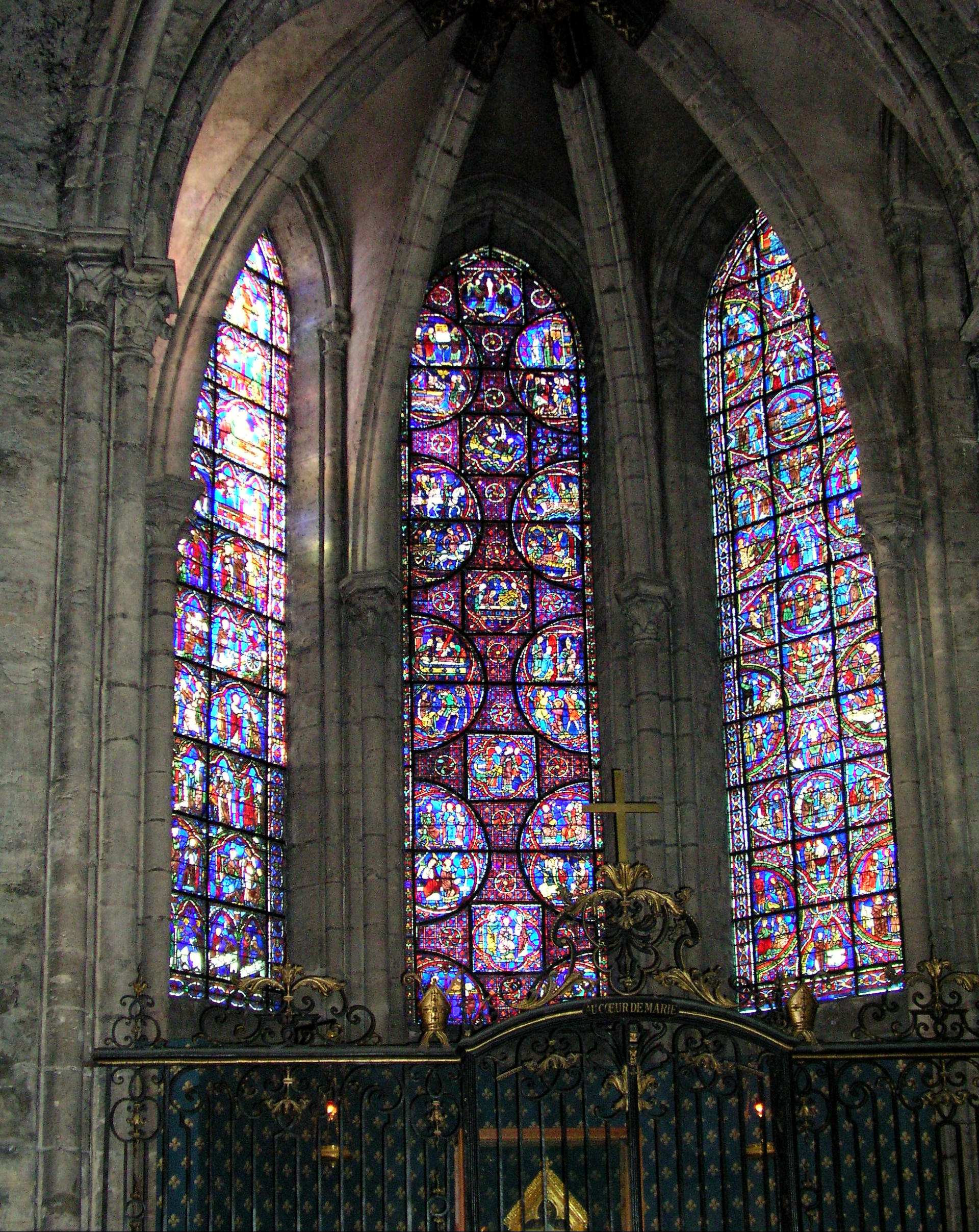
Capilla de los Mártires de Chartres.
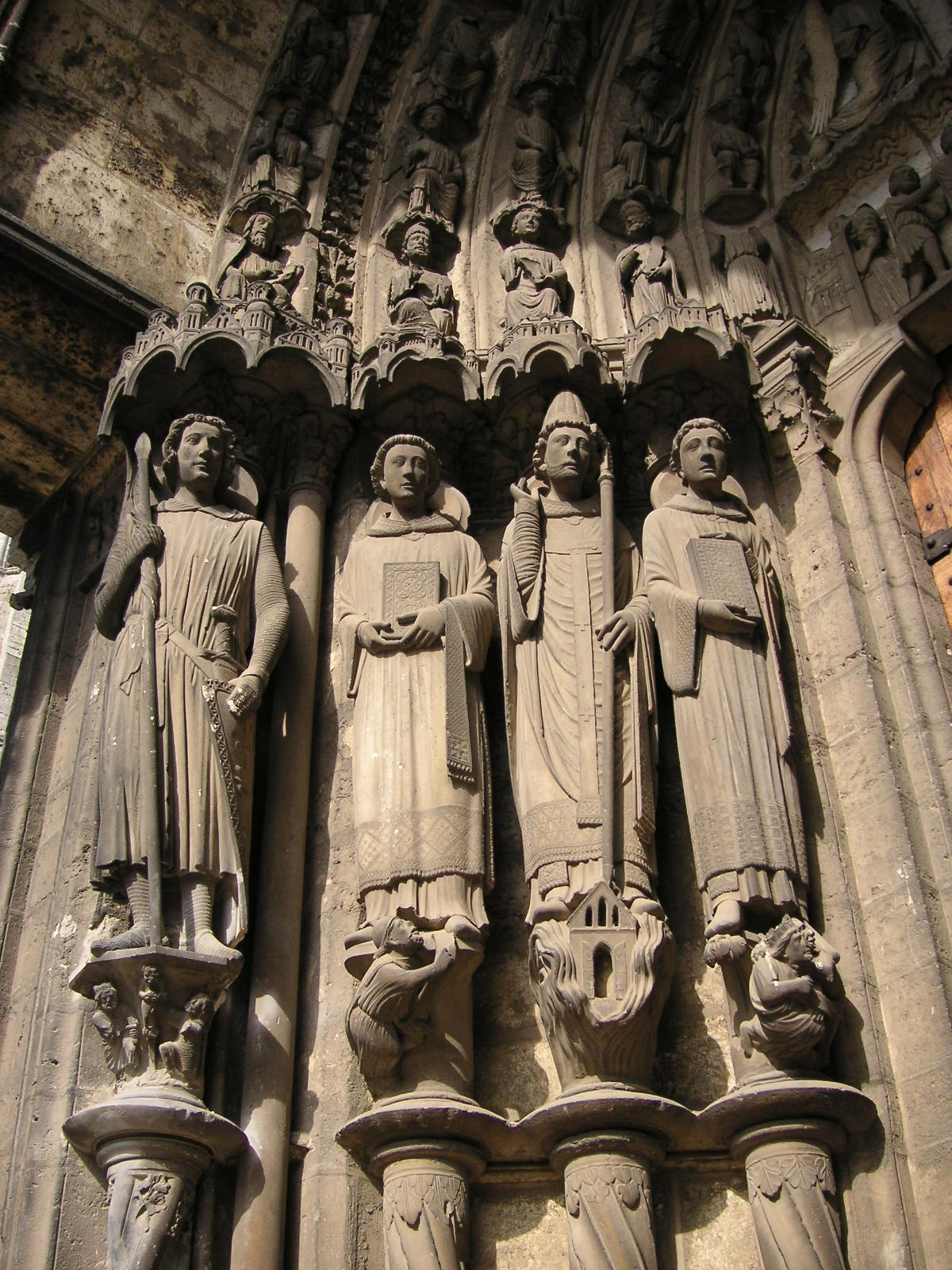
Esculturas de la jamba izquierda del pórtico izquierdo del trasepto sur ("pórtico de los Mártires")
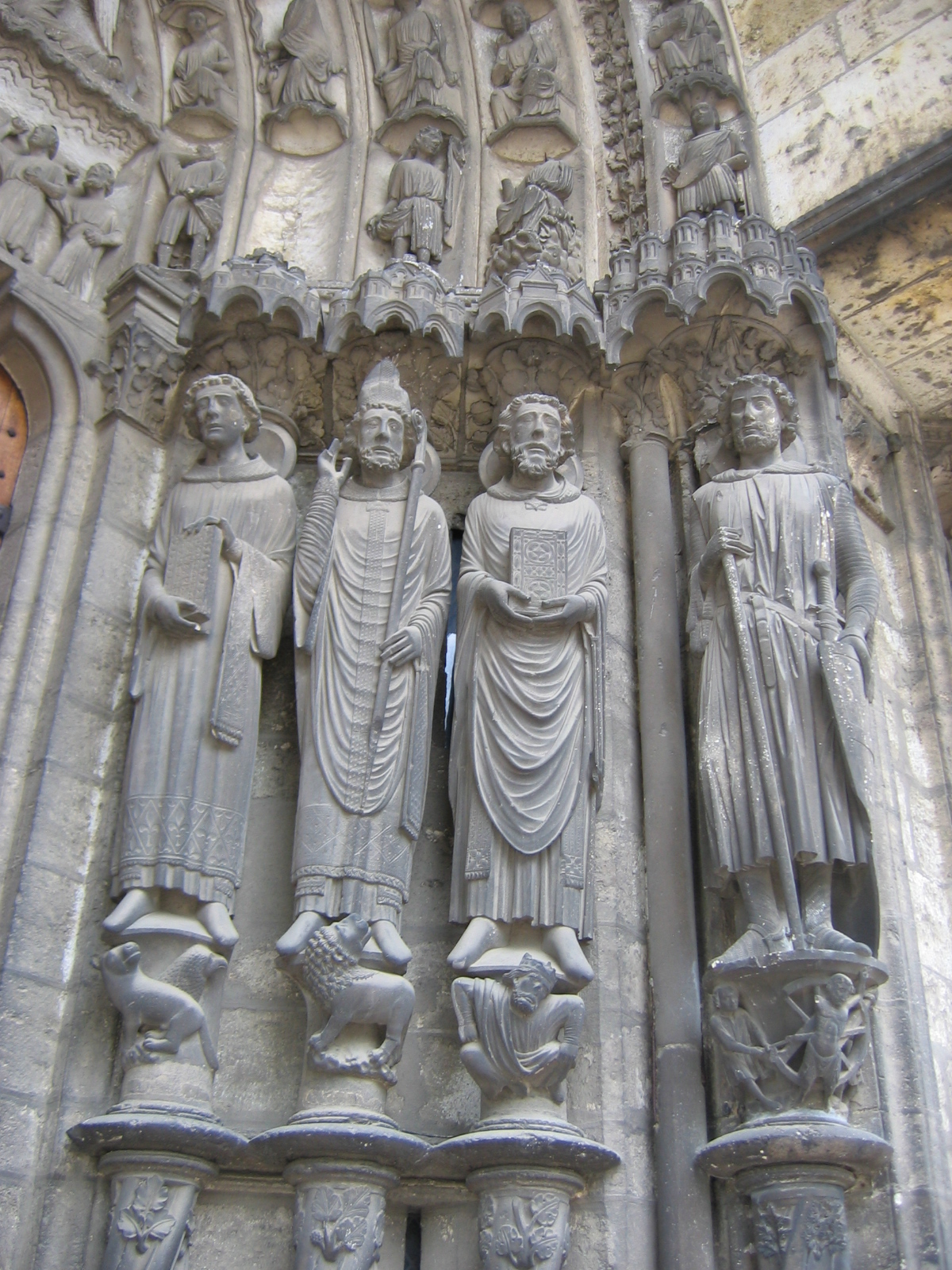
Ídem derecha.

Mathieu d'Arras (tras trabajar en la corte papal de Aviñón, pasó a Praga -catedral de San Vito-), André Beauneveu, Guillaume de Calesio, Drouet de Dammartin y su hermano mayor Guy de Dammartin (Salle de la belle cheminée del Palacio de los condes de Poitou, 1385-1390 -otros miembros de la familia, también arquitectos y escultores, fueron Jean y Huguet-), Juan de Lieja
(de origen flamenco, realizó los gisants de la reina Filipa de Heinaut en Westminster, de Carlos V en Rouen y de Carlos IV y Juana de Evreux en Maubuisson), Maestro de Rieux, Jean de Marville.

Gisants de Carlos IV y Juana de Evreux, procedentes de Maubuisson, actualmente en el Louvre : "Charles IV le Bel (mort en 1328) et Jeanne d'Évreux (morte en 1371), sa femme, tenant chacun un sac contenant leurs entrailles"-.
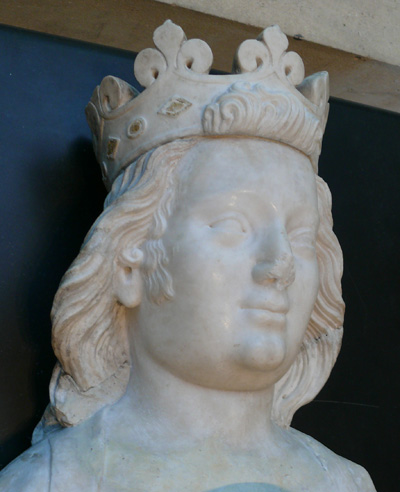
Ídem (en la "lista de gisants" aparece localizado en Saint Denis, entre 1328 y 1329,
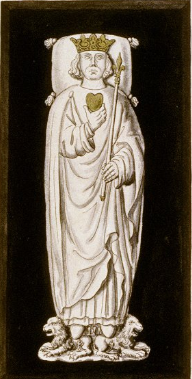
Gisant de Carlos V en Rouen.
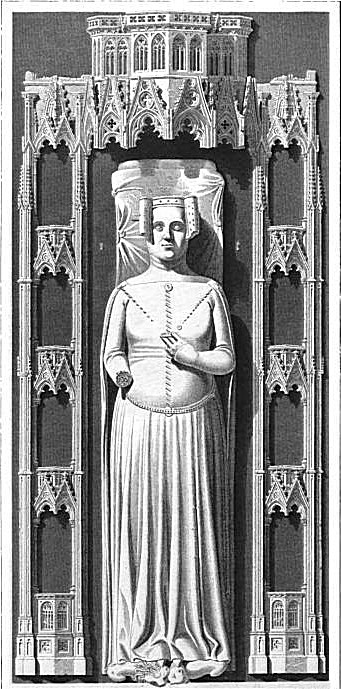
Gisant de Felipa de Hainault en Westminster.

#### Elvisdel Louvre y elbeau pilierde Amiens
Un destacado programa escultórico, realizado entre 1364 y 1366, fue encargado por el rey Carlos V para el Palacio del Louvre de París, pero solo se conserva en descripciones literarias, puesto que fue destruido en las reformas posteriores; era el famoso vis, una escalera en hors d'oeuvre, construida por el arquitecto Raymond du Temple y decorada con diez grandes estatuas de piedra: las del rey y la reina, a cargo de Juan de Lieja, de los duques de Orleans y de Anjou, realizadas conjuntamente por de Jean de Launay y Jean de Saint-Romain, y las de los duques de Berry y Borgoña, por Jacques de Chartres y Guy de Dammartin. El extraordinario taller se dispersó nada más terminarse la obra. Relacionado con la vis del Louvre se considera el Beau pilier (torre norte de la catedral de Amiens, 1375), cuyas figuras se atribuyen a un Maestro del bello pilar de Amiens Jacques Baudoin,

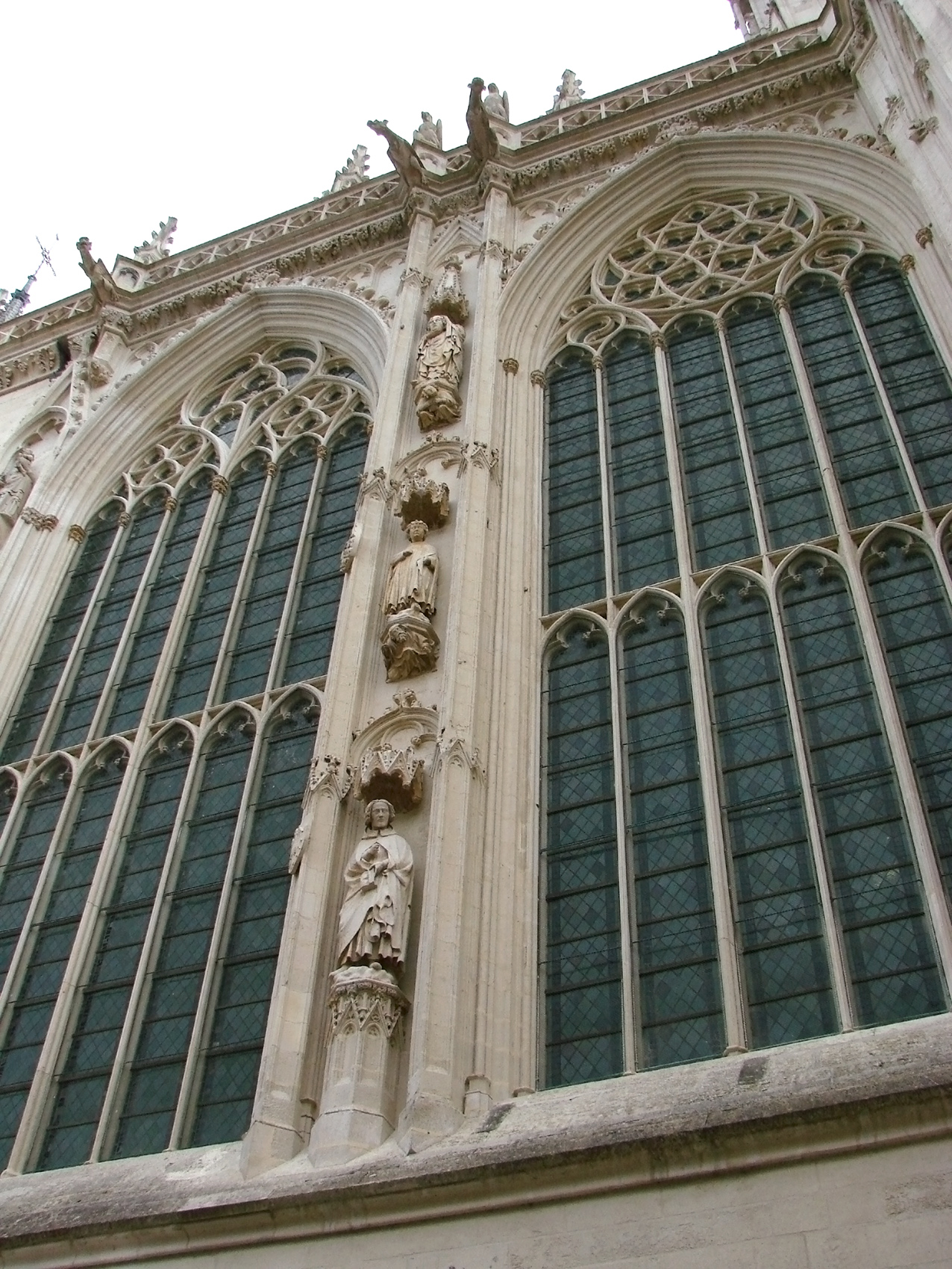
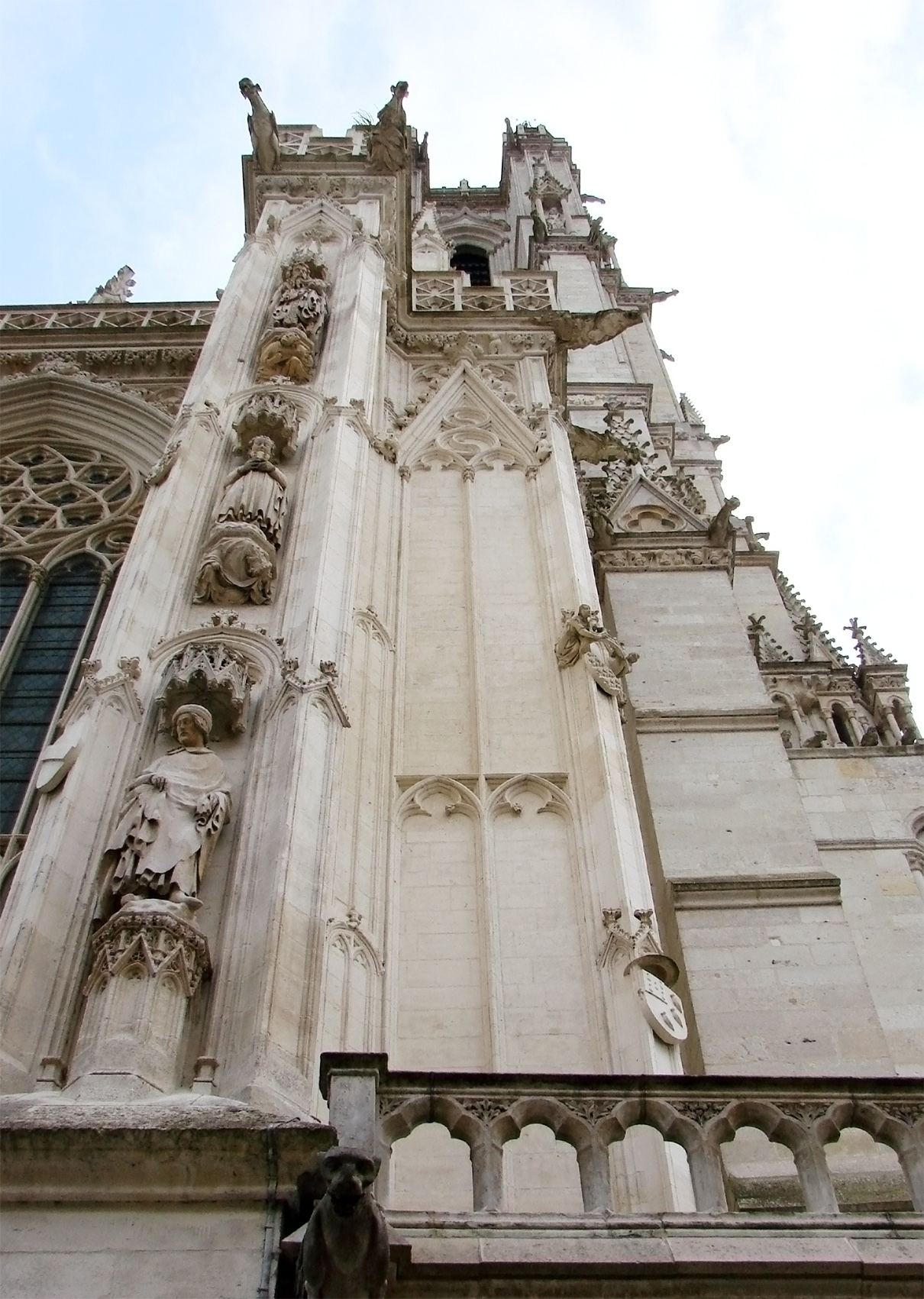
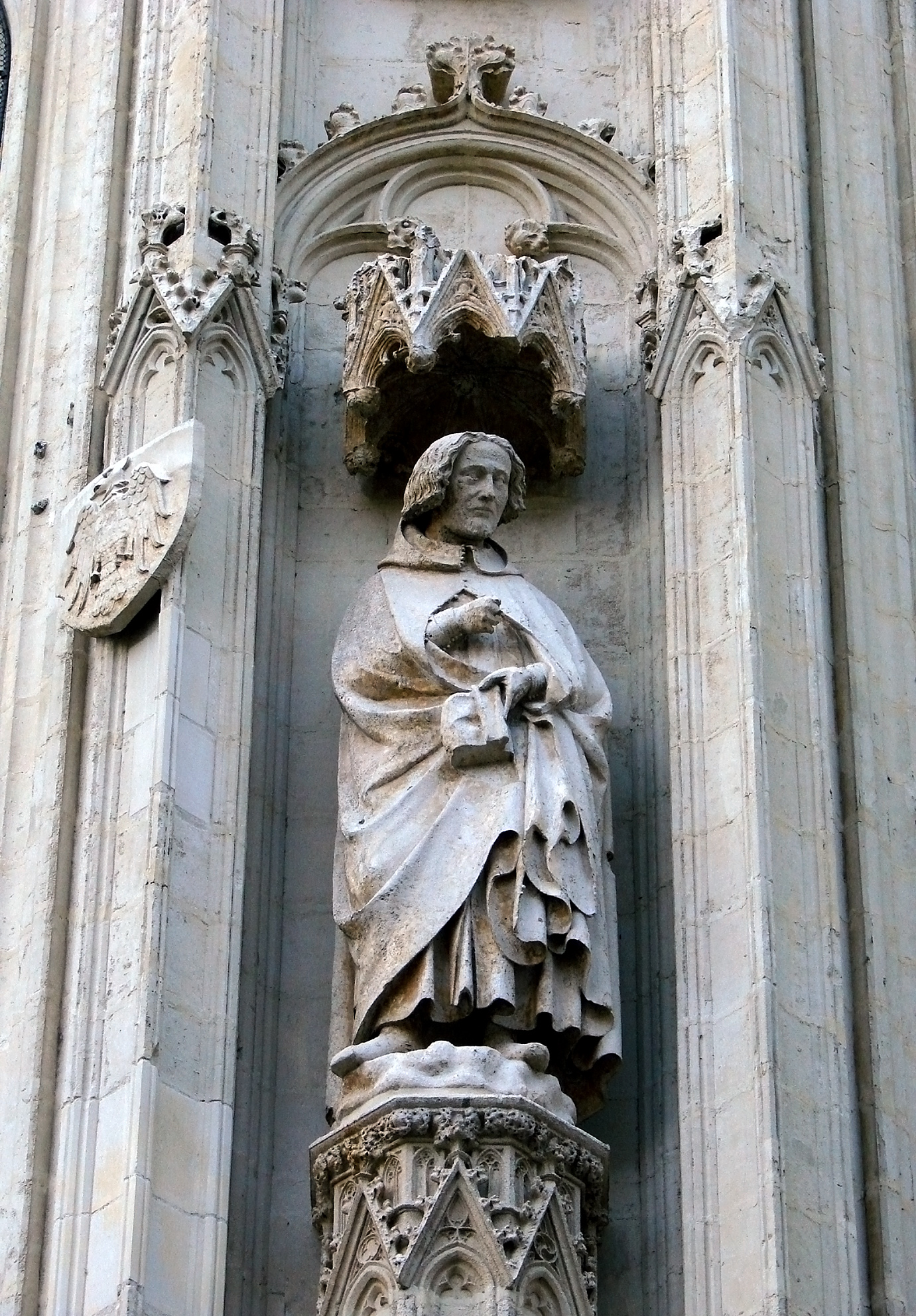
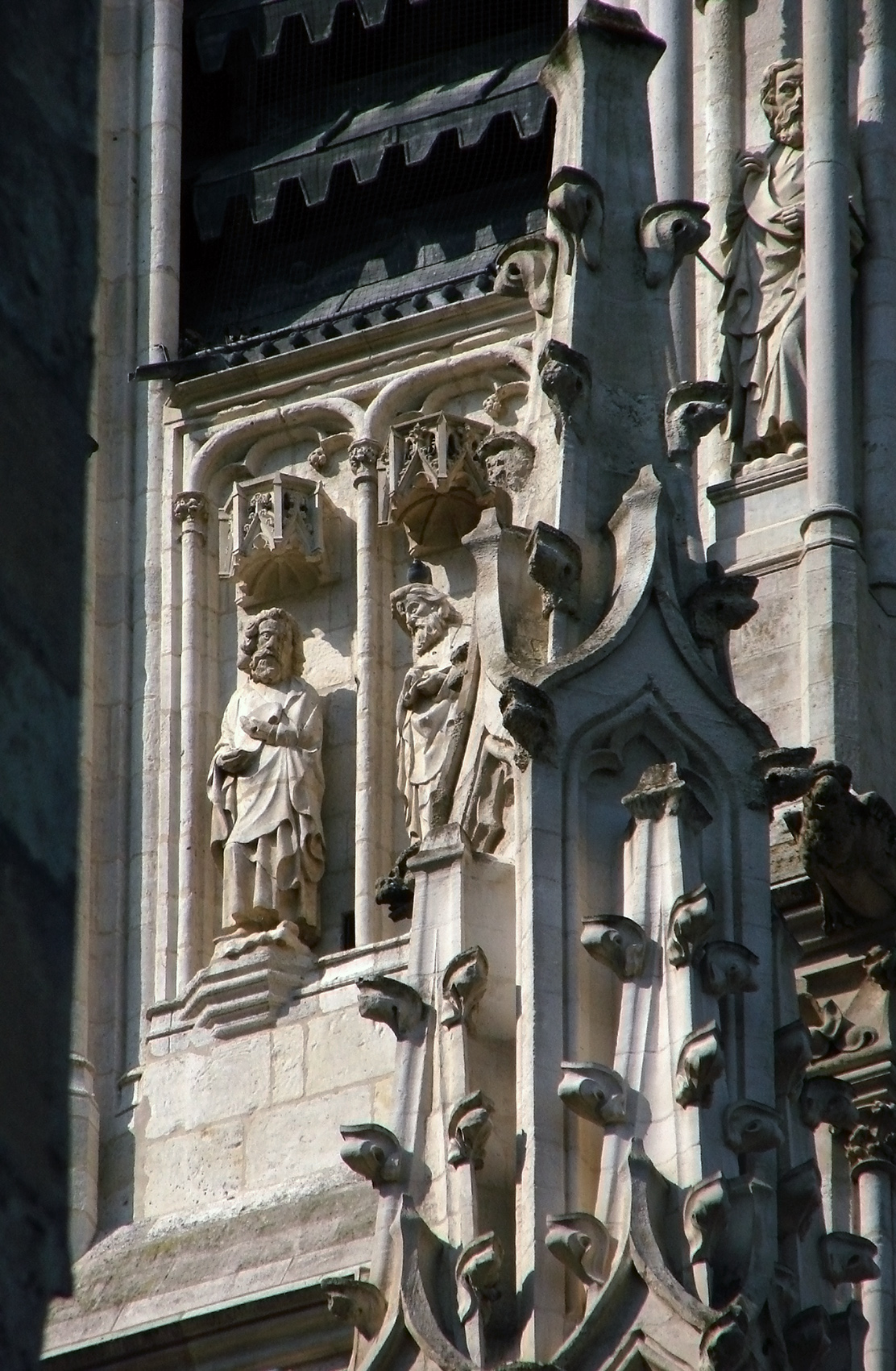
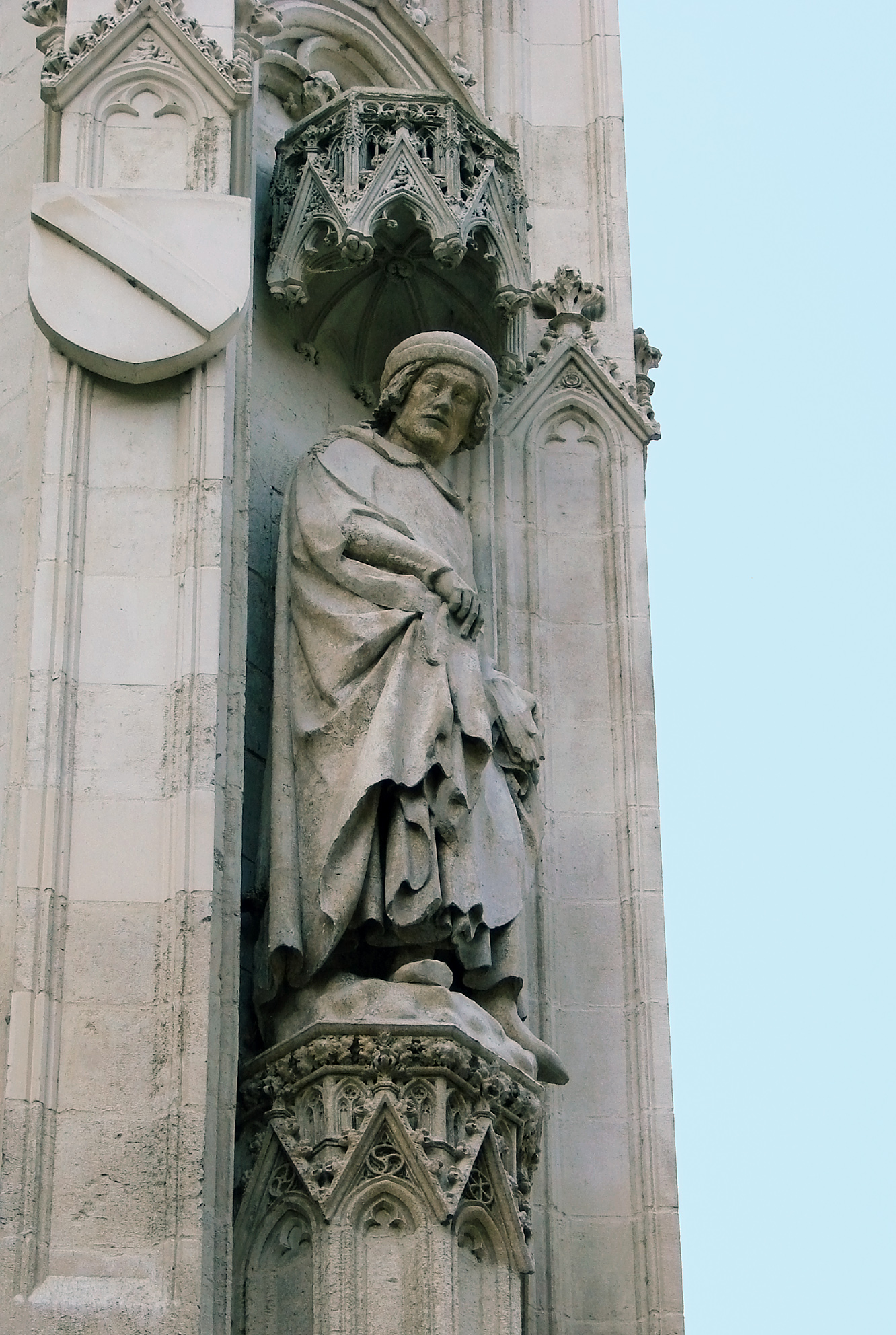
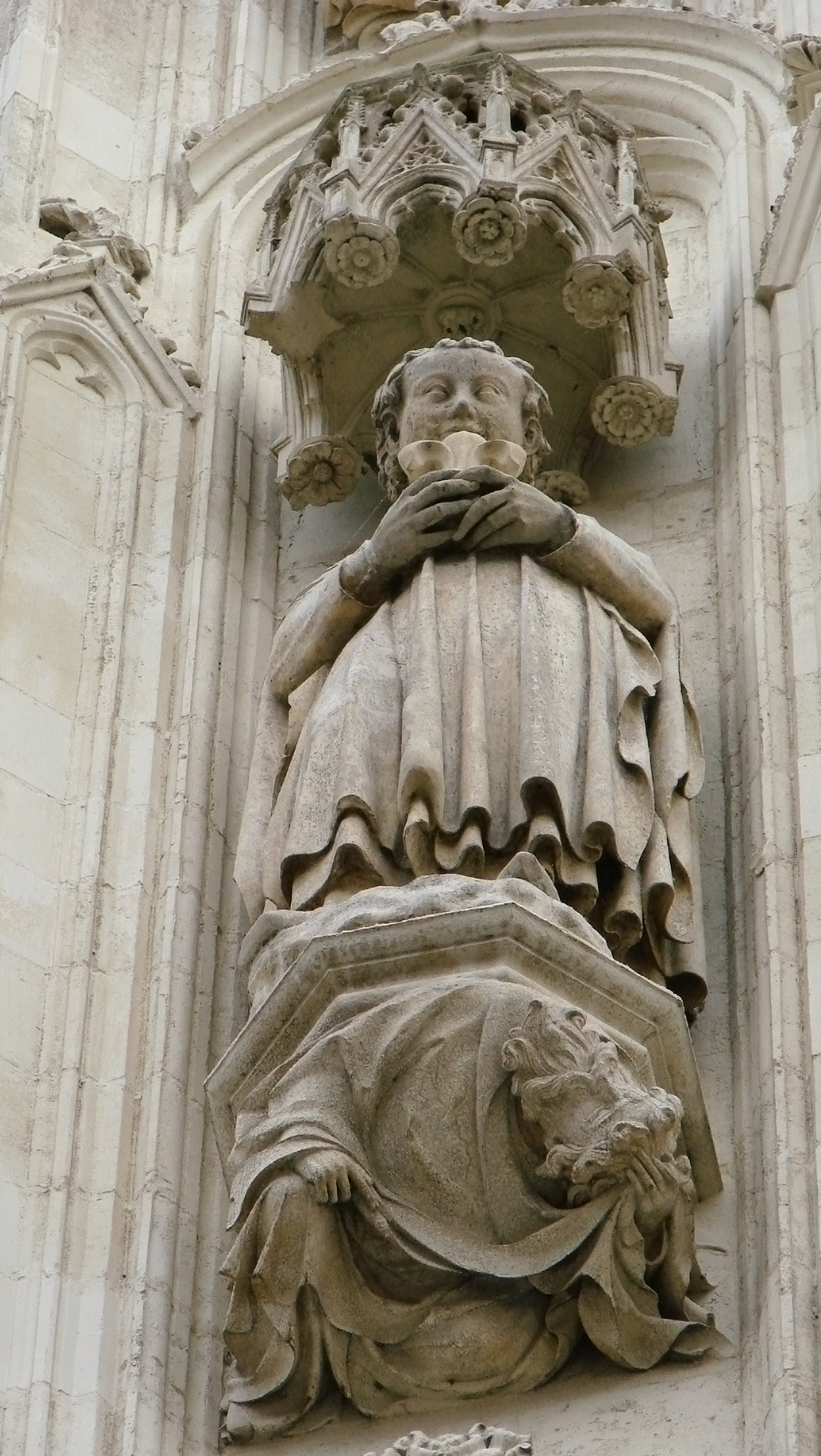

### Escultores delsigloXV
Nicolas Chantereine, Michel Colombe, Jean Crocq, Rémy Faesch, Gonin o Hugonin de Navarra, Antoine Le Moiturier, Maestro de Pont-à-Mousson, Jacques Morel, Jean Prindale, Jean de Thury, Pierre de Thury.

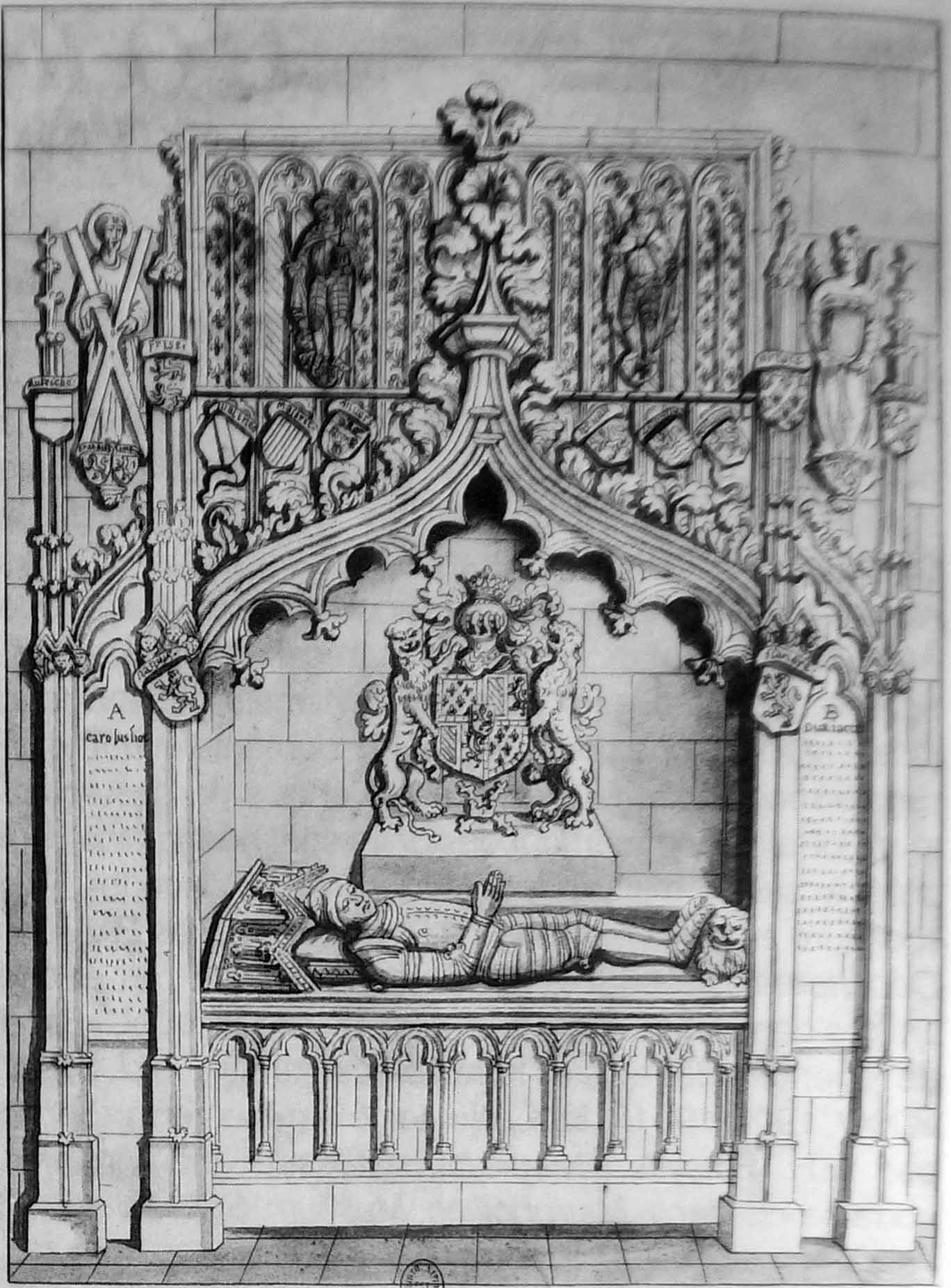
Estampa (Gabinete de estampas de la BNF) de la tumba de Carlos "el Temerario" (duque de Borgoña, muerto en 1477).
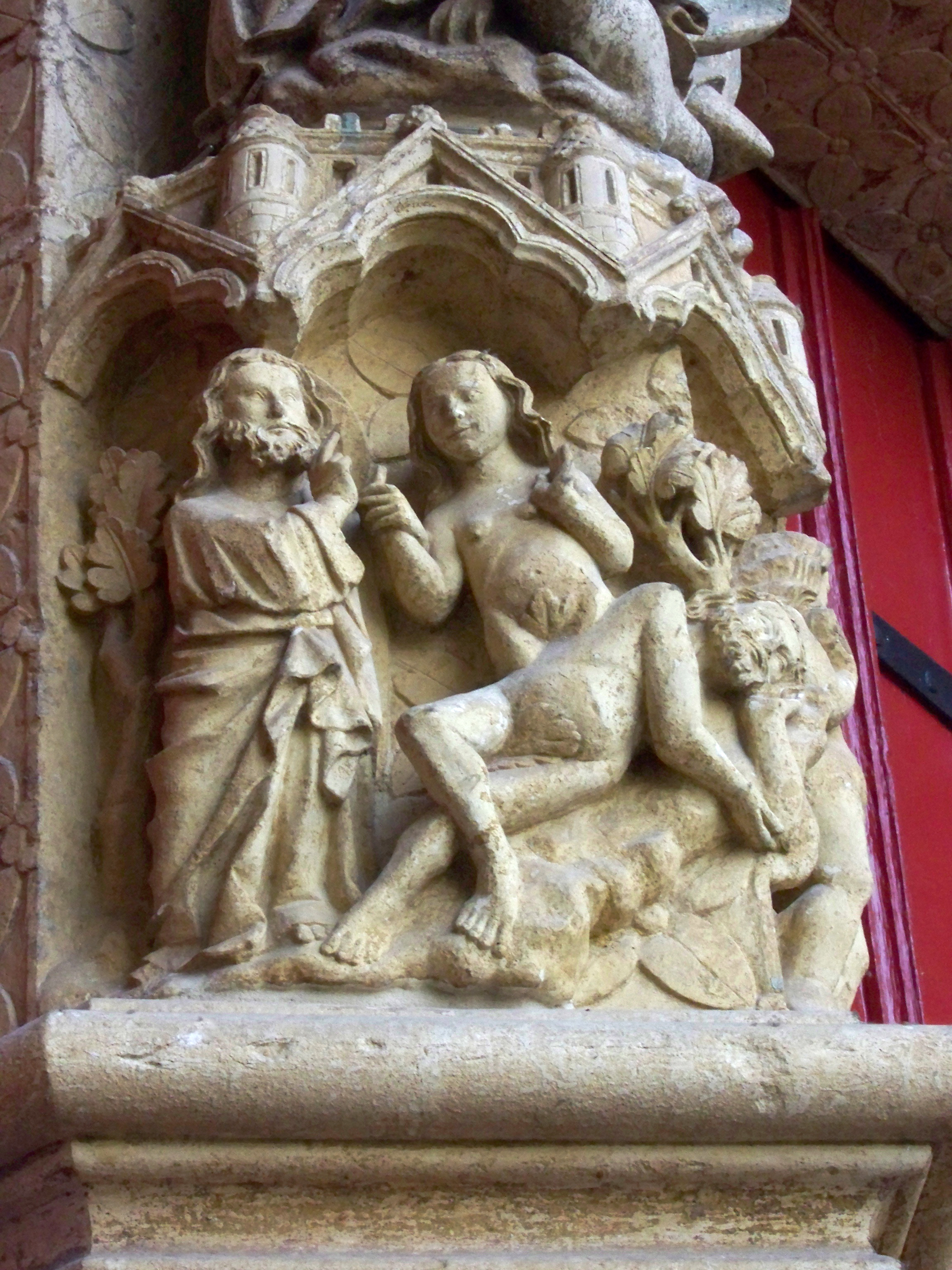
Nacimiento de Eva, en el pórtico de Amiens.
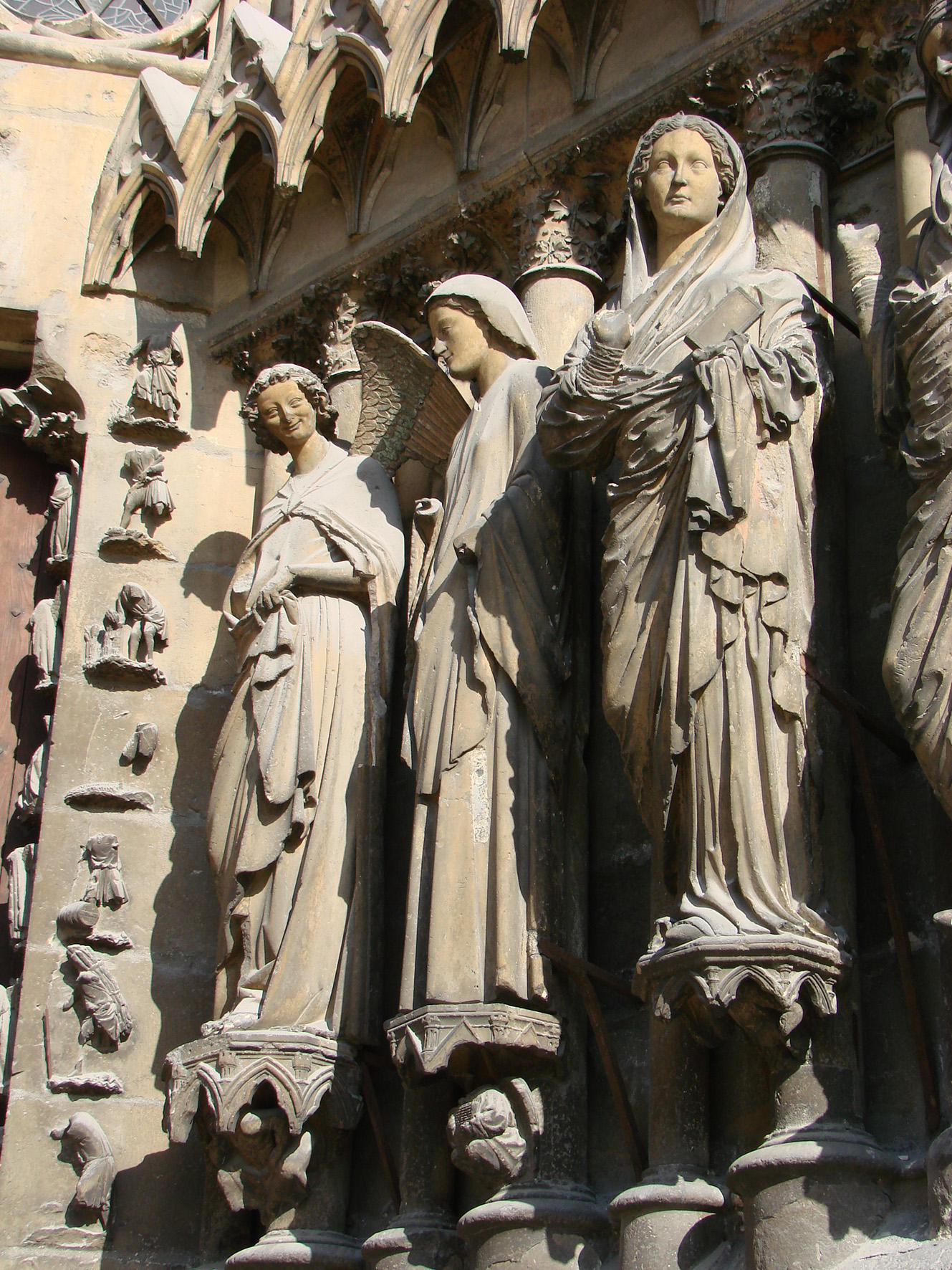
Grupo de la Anunciación del pórtico central de la fachada occidental de la catedral de Reims, con uno de los "ángeles sonrientes" que caracterizan el programa escultórico de todo el edificio. Ca. 1260.
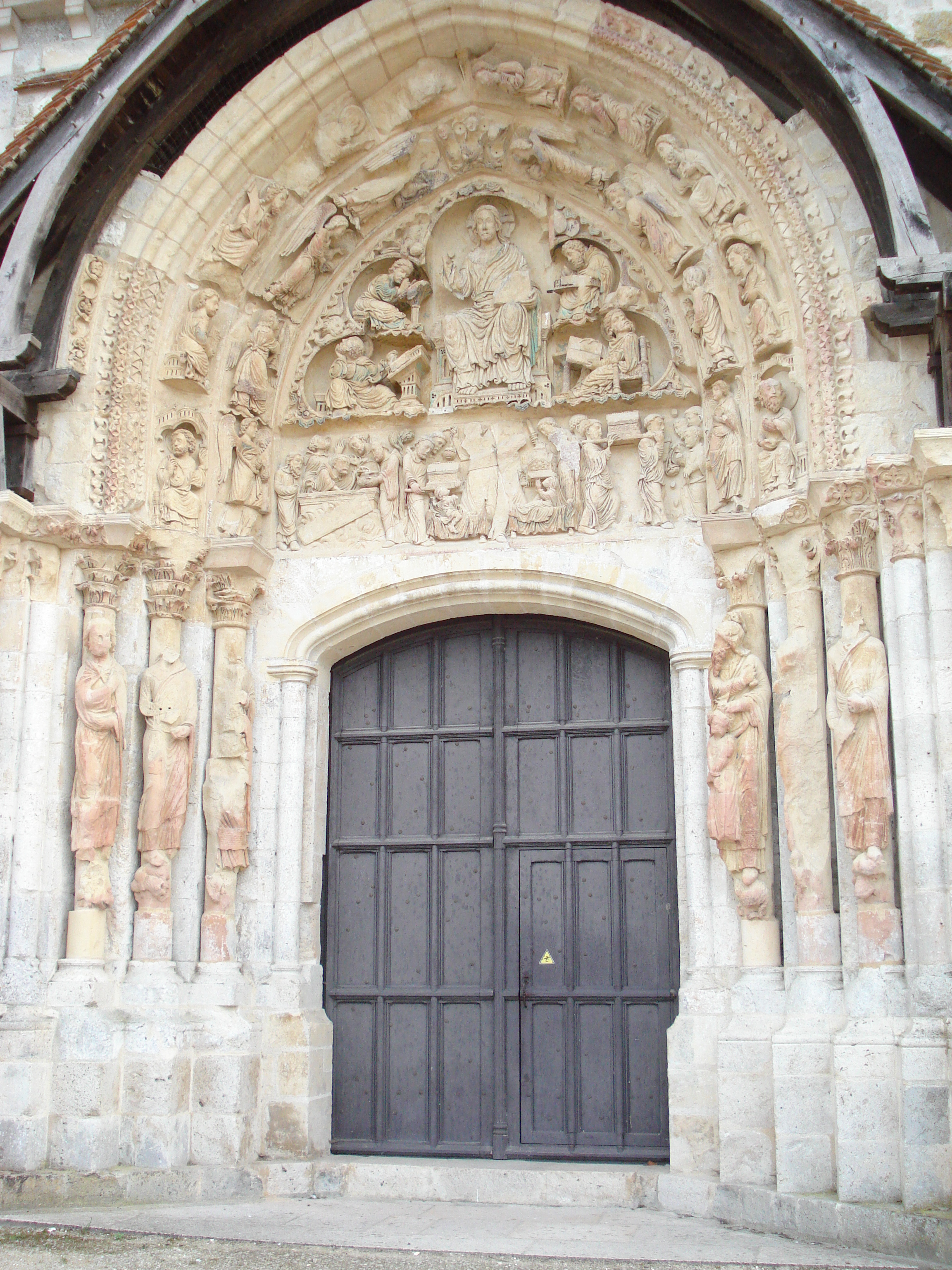
Pórtico norte de la iglesia de la abadía de Fleury (Saint Benoît sur Loire).
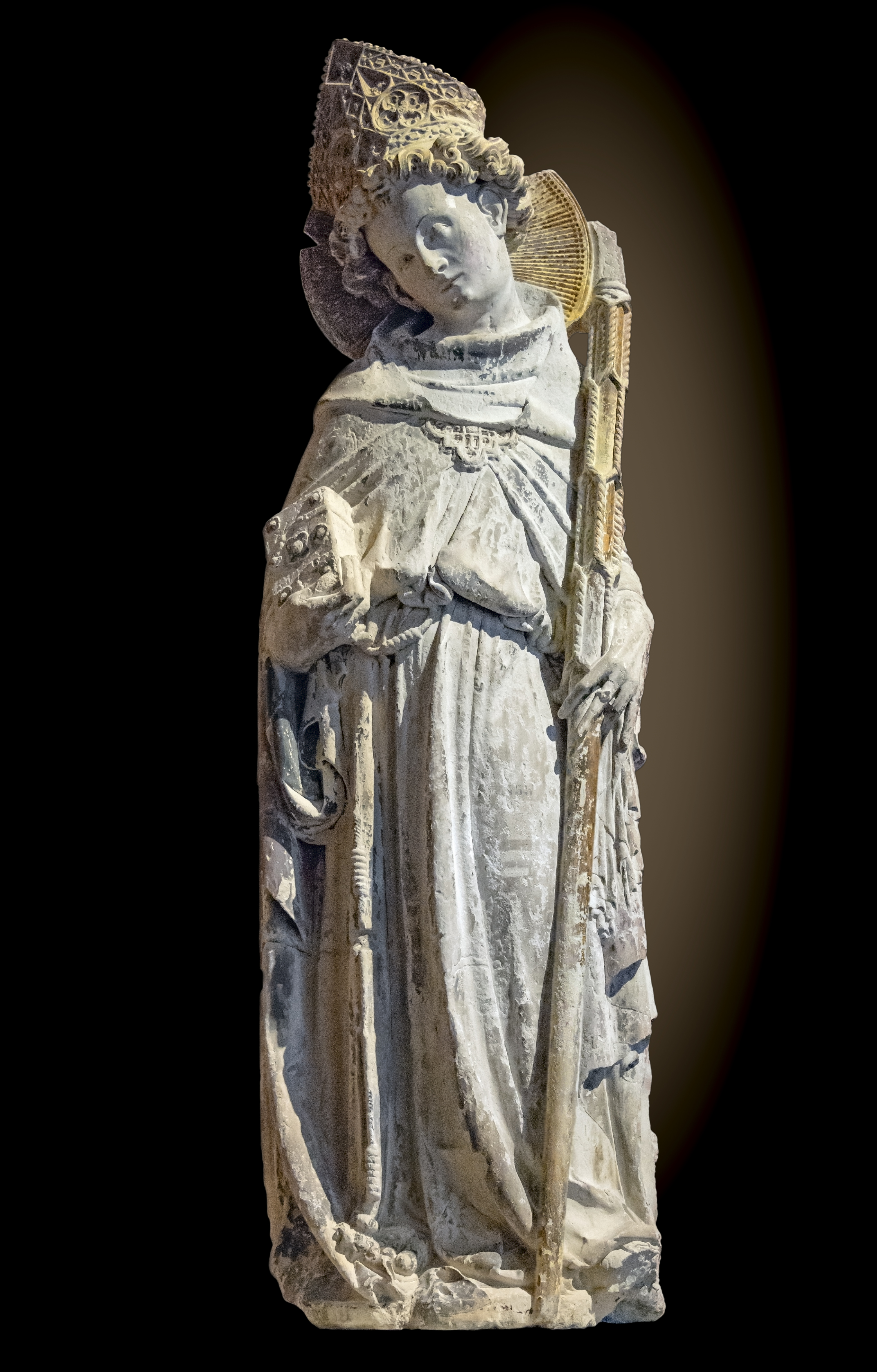
San Luis de Toulouse, del Maestro de Rieux (parte del llamado "ciclo de Rieux", veinte figuras de apóstoles y santos franciscanos en la capilla de Notre-Dame de Rieux), ca. 1330-1350.

### Escuela de Aviñón de escultura
En la escultura flamboyant del siglo XV, una denominada escuela de Aviñón (opuesta a las corrientes nórdicas -Andre Beauneveu, Peter Parler, Claus Sluter, Konrad Kuene y a las denominadas escuela de Colonia y escuela de Estrasburgo -Nicolás de Leyden-), se vincula a dos maestros que eran tanto escultores como arquitectos: Perrin Morel y su hijo Jacques Morel; este último difundió el estilo gracias a sus desplazamientos por buena parte del territorio francés, dejando discípulos en Provenza, Borgoña, Rouergue, Saboya y el Borbonesado. Sus características son la amplitud mesurada del drapeado y el uso generalizado de la frisure bajo forma de crochets. Más adelante, en la zona de Aviñón la escuela continuó con Audinet Stephani, Antoine Le Moiturier y Ferrier Bernard.

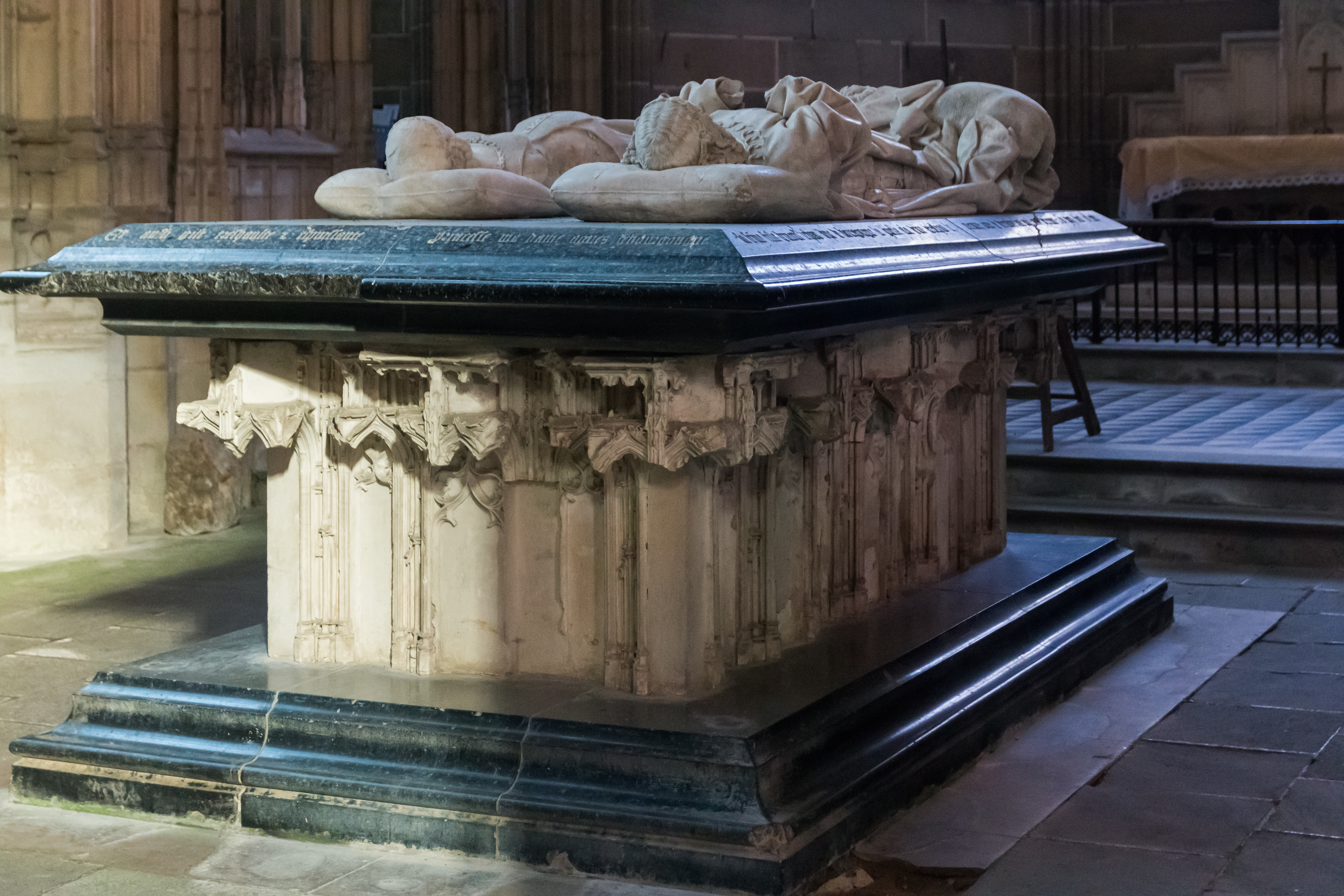
Gisants del duque Carlos I de Borbón (muerto en 1456) y de Inés de Borgoña (muerta en 1476) en la iglesia prioral de Souvigny,
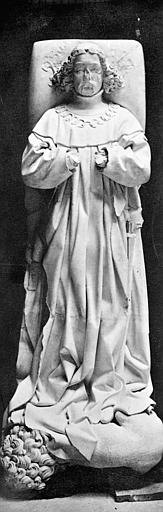
Ídem.
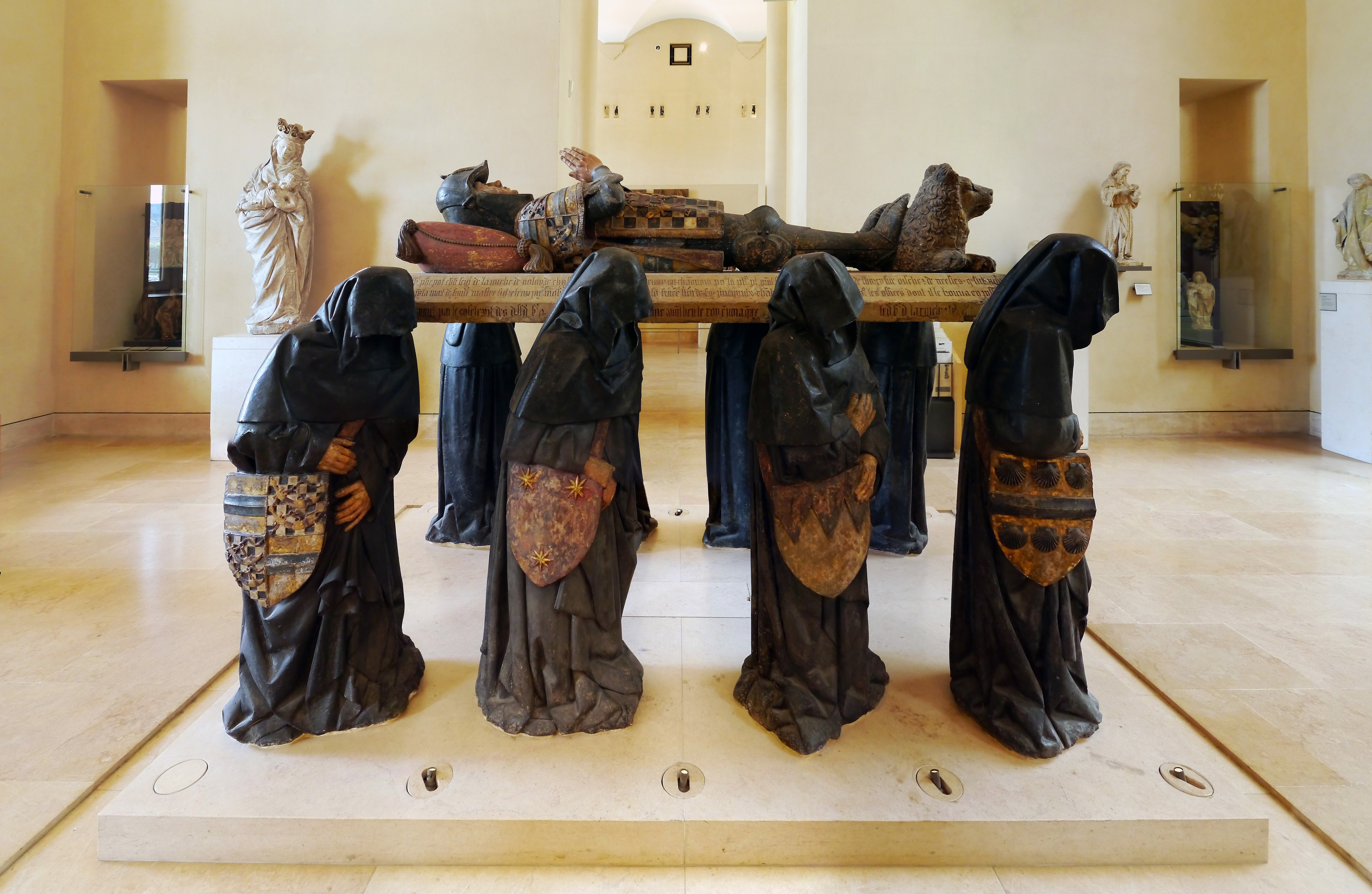
Tumba de Philippe Pot, atribuida a Antoine Le Moiturier, 1477-1483.

### Escuela de Champaña o de Troyes
La escuela de escultura de Champaña o de Troyes, relacionada también con la zona de Borgoña, puede rastrearse hasta el Maestro de Mussy, caracterizado por el realismo expresivo y el uso de los mechones retorcidos que siguen encontrándose en el Maestro de 1508; pero esas tendencias fueron apagadas por el predominio de la influencia de Sluter tras su llegada a Dijon (1385). A finales del siglo XV, la caída del Estado Borgoñón llevó al cierre de sus talleres escultóricos, mientras que la pujanza comercial de la Champaña llevó al auge de los de Troyes, que incluso llegaron a ser contratados para obras en Borgoña a comienzo del siglo XVI (Jean Boudrillet, Jean Damotte). La demanda de escultores champenois se extendió también a Auvernia e incluso a la península ibérica (Felipe Vigarny y Nicolás Chanterenne).
Al Maestro de 1508 atribuye Baudoin el Cristo de Dijon (los restos de un Cristo crucificado que coronaría un Calvario monumental, que habitualmente se identifica con el Pozo de Moisés de Champmol atribuido a Claus Sluter y datado en 1396-1405); propone que provendría del Calvario del Hospital de Dijon, datado en 1508 y considerado su copia. Su razonamiento se basa en la comparación del Cristo del Museo Arqueológico de Dijon con el Cristo de Fleury o Cristo de la Pitié de Fleury, datable después de 1507.

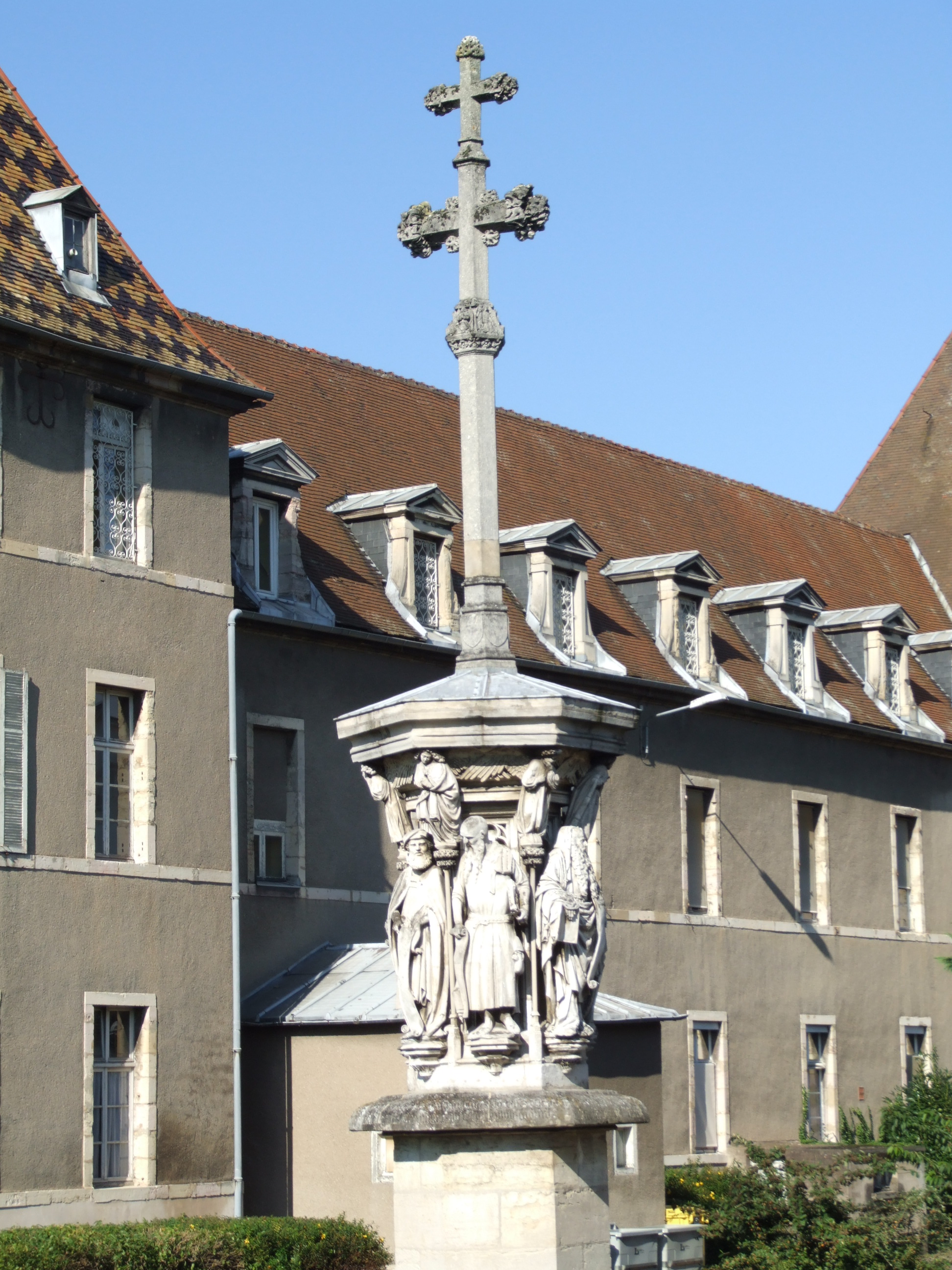
El calvario del Hospital de Dijon
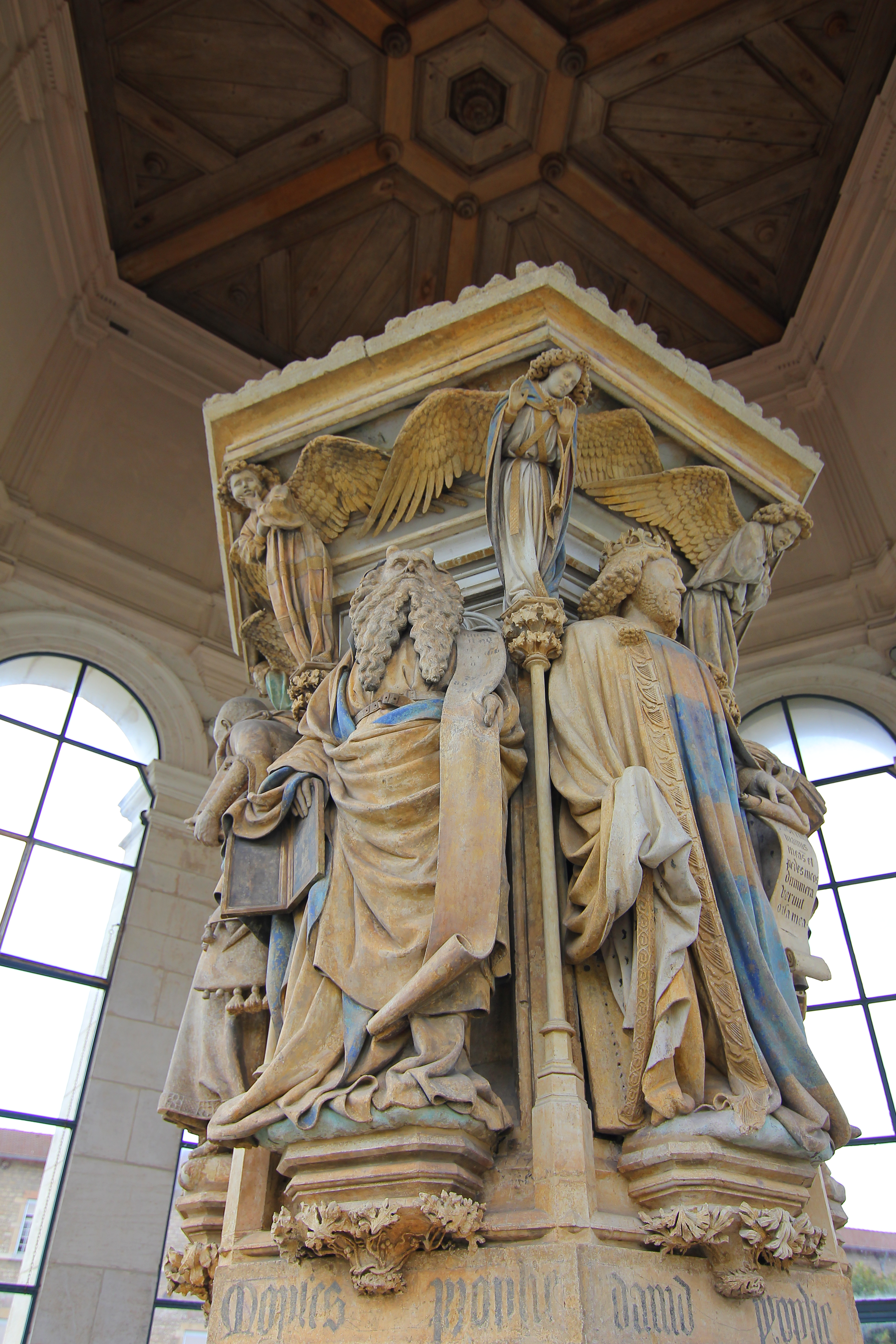
El "Pozo de Moisés".
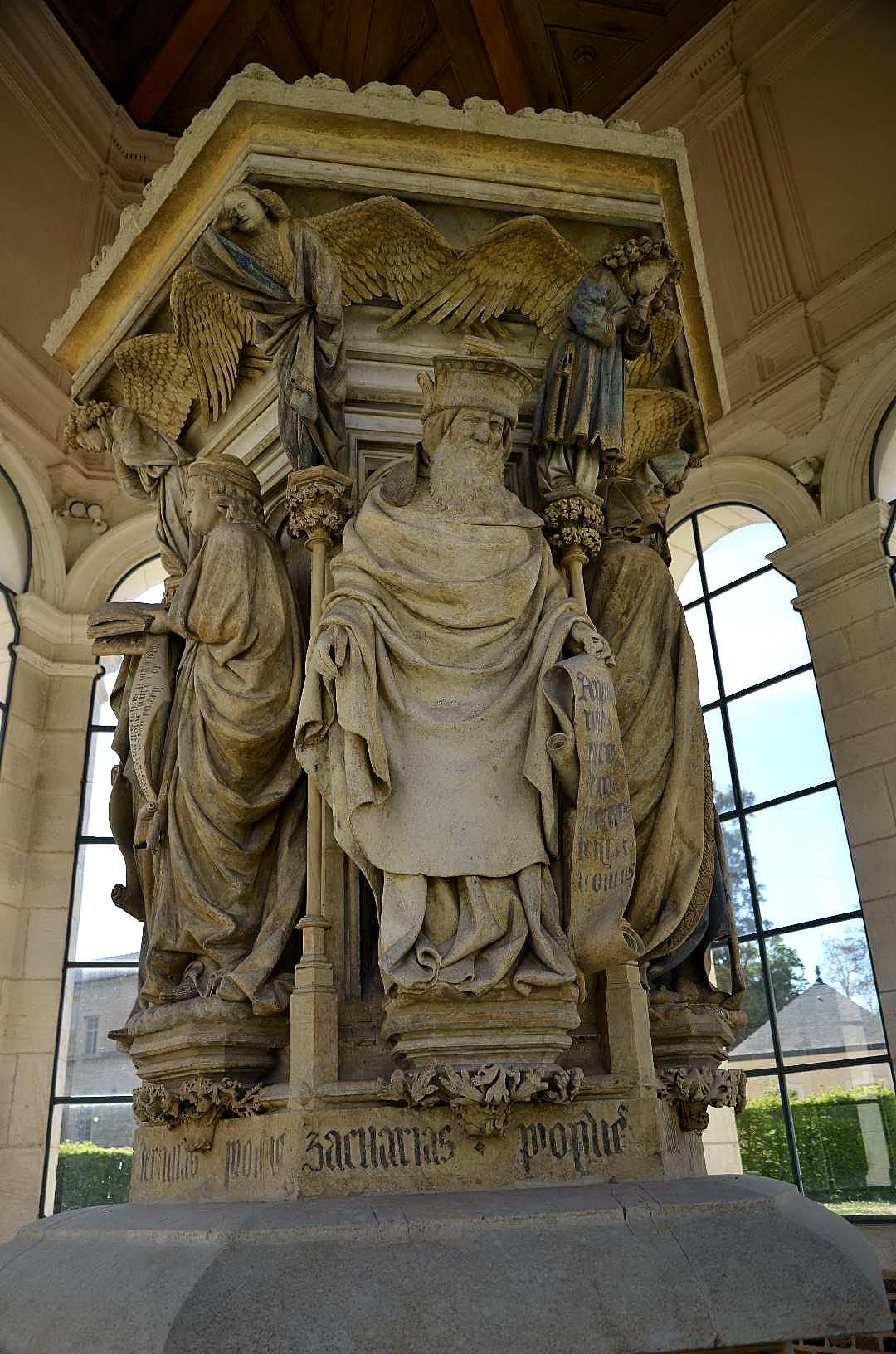
Ídem.
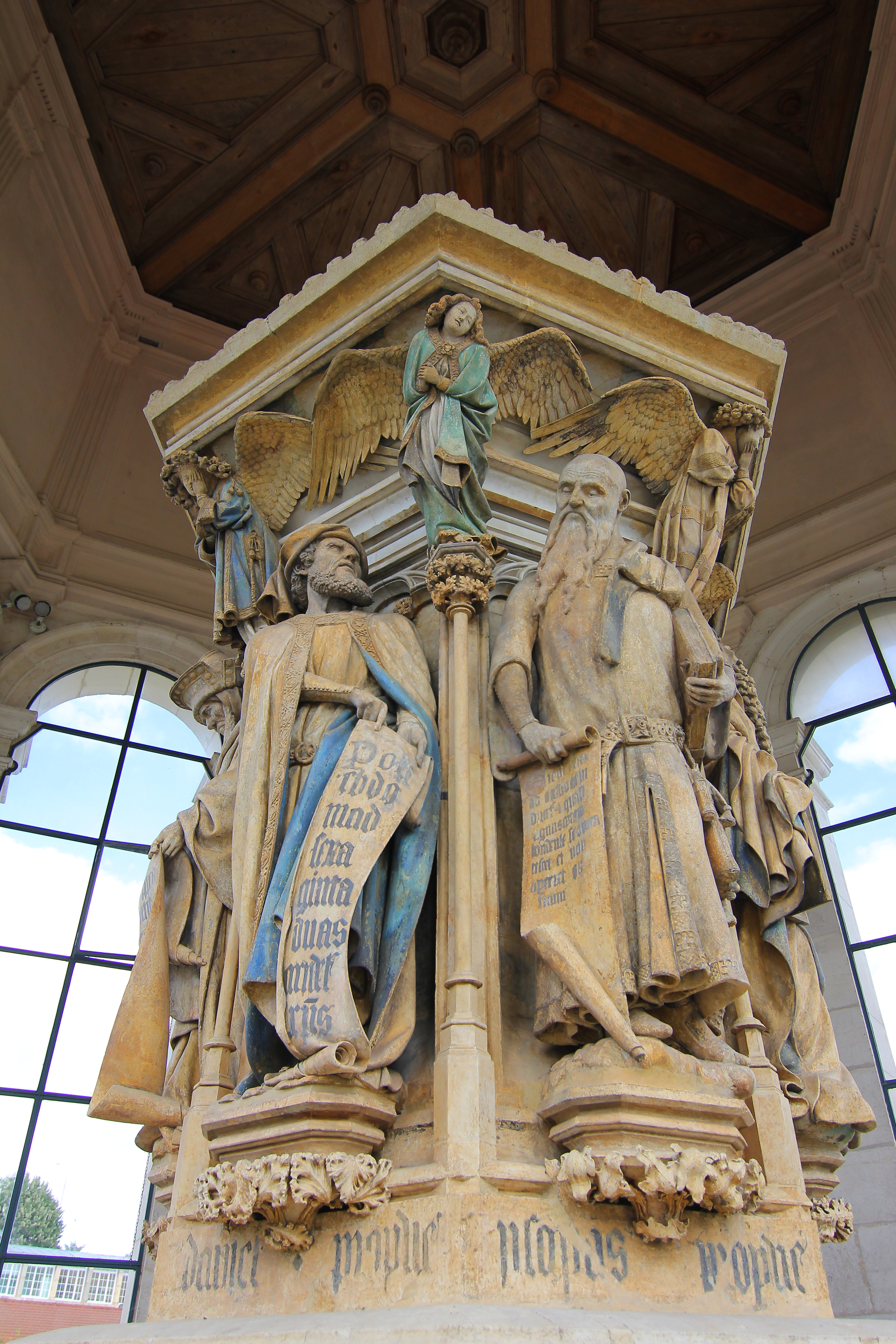
Ídem.
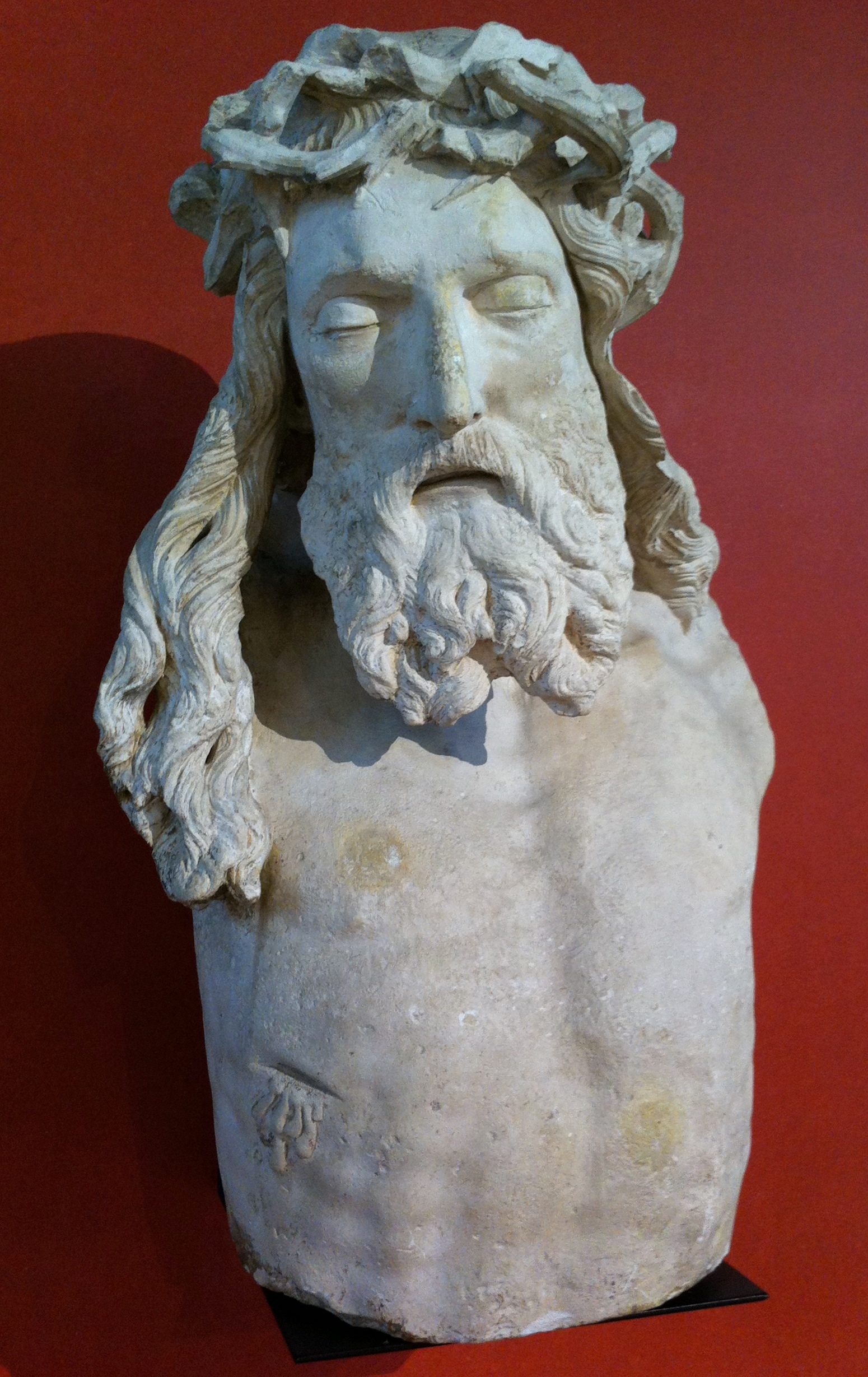
Cristo del Museo Arqueológico de Dijon, habitualmente llamado "Cristo de Sluter".

## Pintura
Inicialmente, a línea sigue predominando sobre los demás elementos pictóricos (especialmente en las vidrieras -con una gran superficie para cubrir gracias al aligeramiento de los muros- y la iluminación de manuscritos). Los colores son inicialmente planos, pero se van introduciendo las gradaciones. Predominan los fondos dorados.
Entre los centros de producción destaca el de la corte, en la región de Ile de France.
Al Gótico lineal le sigue el Gótico internacional, con fuerte influencia italiana.

### Pintores franceses delsigloXIII
Son muy raros los casos de pintores del siglo XIII cuyo nombre se haya conservado:
Es excepcional el cuaderno de Villard de Honnecourt (primera mitad del siglo XIII), que contiene un buen número de croquis arquitectónicos y dibujos de todo tipo.

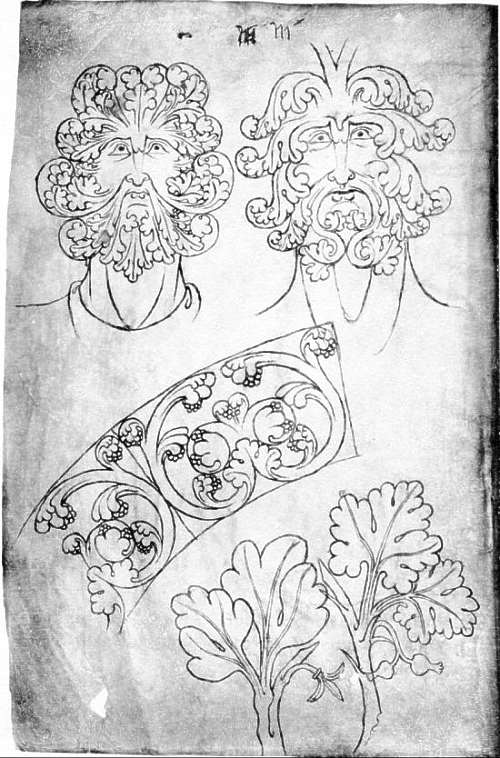
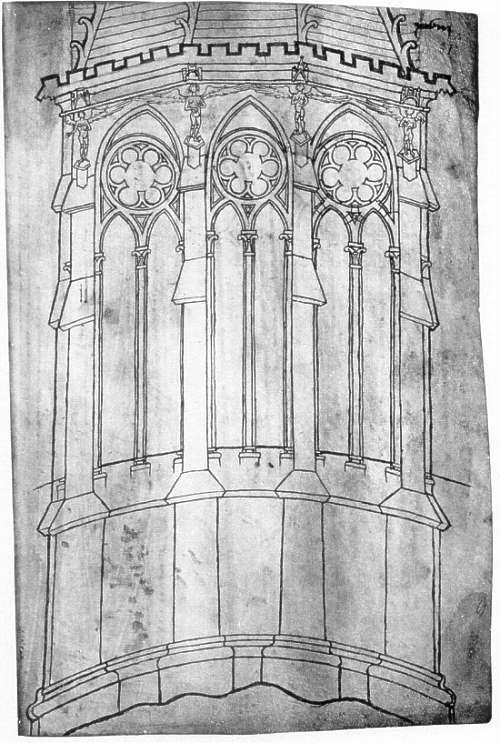
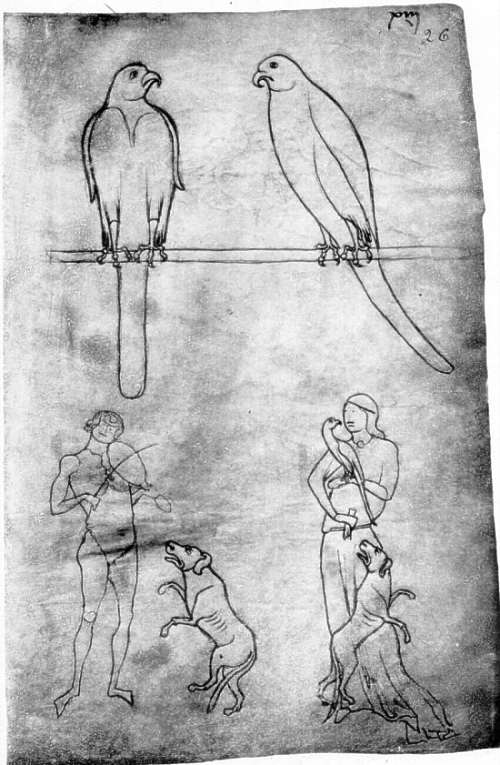

El trovador Guillaume d'Amiens o Guillaume le Peigneur ilustró sus propias composiciones poético-musicales en un manuscrito de finales del siglo XIII.
El Maestro Honoré mantenía su taller de iluminación de manuscritos en el Barrio Latino de París, al frente del cual fue sucedido en 1288 por su yerno Richard de Verdun (también llamado Maestro de la Biblia de Jean de Papleu), que se mantuvo activo hasta 1327. En Lorena trabajó Simón de Orleans (Simon Dorliens, autor de un ejemplar del manual de cetrería de Federico II -De arte venandi cum avibus.

### Pintores franceses delsigloXIV
Desde 1304 hay un cargo en la corte para un pintor del rey (Regis de pictor), y desde 1317 para un pintor de la reina.
Jean d'Arbois (activo entre 1365 y 1399 en Lombardía, Flandes y Francia, fue el primer pintor de Felipe II de Borgoña), André Beauneveu (también escultor), Jean Bondol (Juan de Brujas o Hannequin de Brujas, pintor flamenco que pintó para la corte real francesa desde 1368), Jacquemart de Hesdin, Jean de Beaumetz, Colart de Laon (activo entre 1377 y 1411, fue pintor y valet de chambre de los duques Luis y Carlos de Orleans), Maestro del libro de la coronación de Carlos V(activo en París entre 1350 y 1378), Maestro de Luçon (o Maestro de Étienne Loypeau, activo entre 1390 y 1417, autor del Pontifical-misal de Étienne Loypeau, obispo de Luçon), Jean Malouel, Jean Pucelle, Jean Le Noir, Jean d'Orléans (pintor del rey, activo entre 1356 y 1408, se ha propuesto su identificación con el Maestro del Paramento de Narbona), Maestro de la Biblia de Jean de Sy (también llamado Maestro de los bosquecillos -boqueteaux- y Maestro de los árboles-paraguas -umbrella-trees-) Primer Maestro de la Biblia historial de Jean de Berry

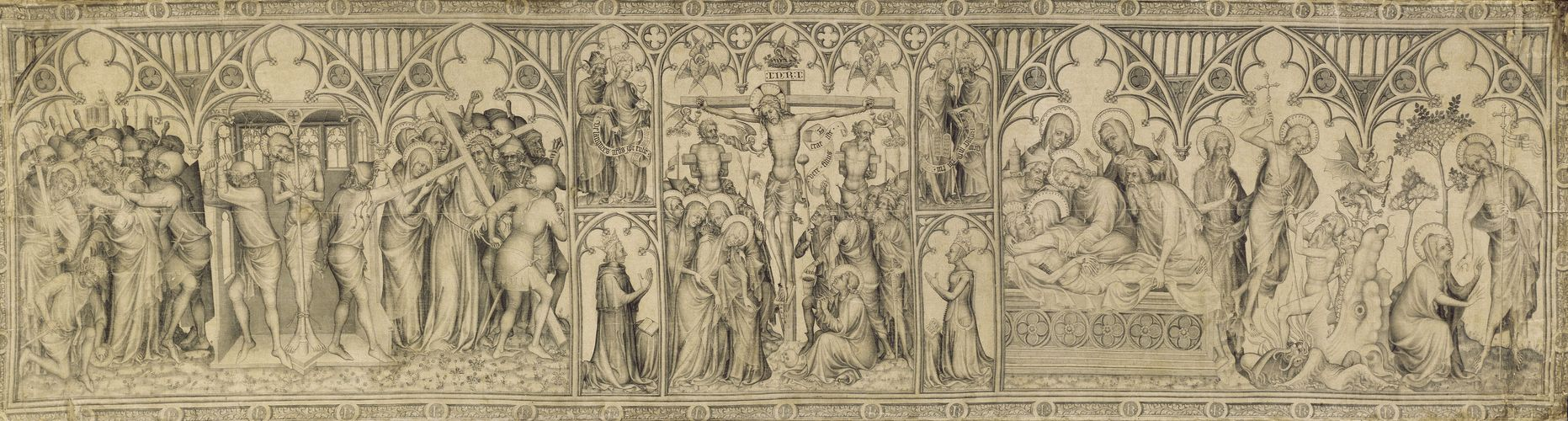
Paramento de Narbona, del maestro homónimo (se ha propuesto su identificación con Jean d'Orléans), ca. 1375.
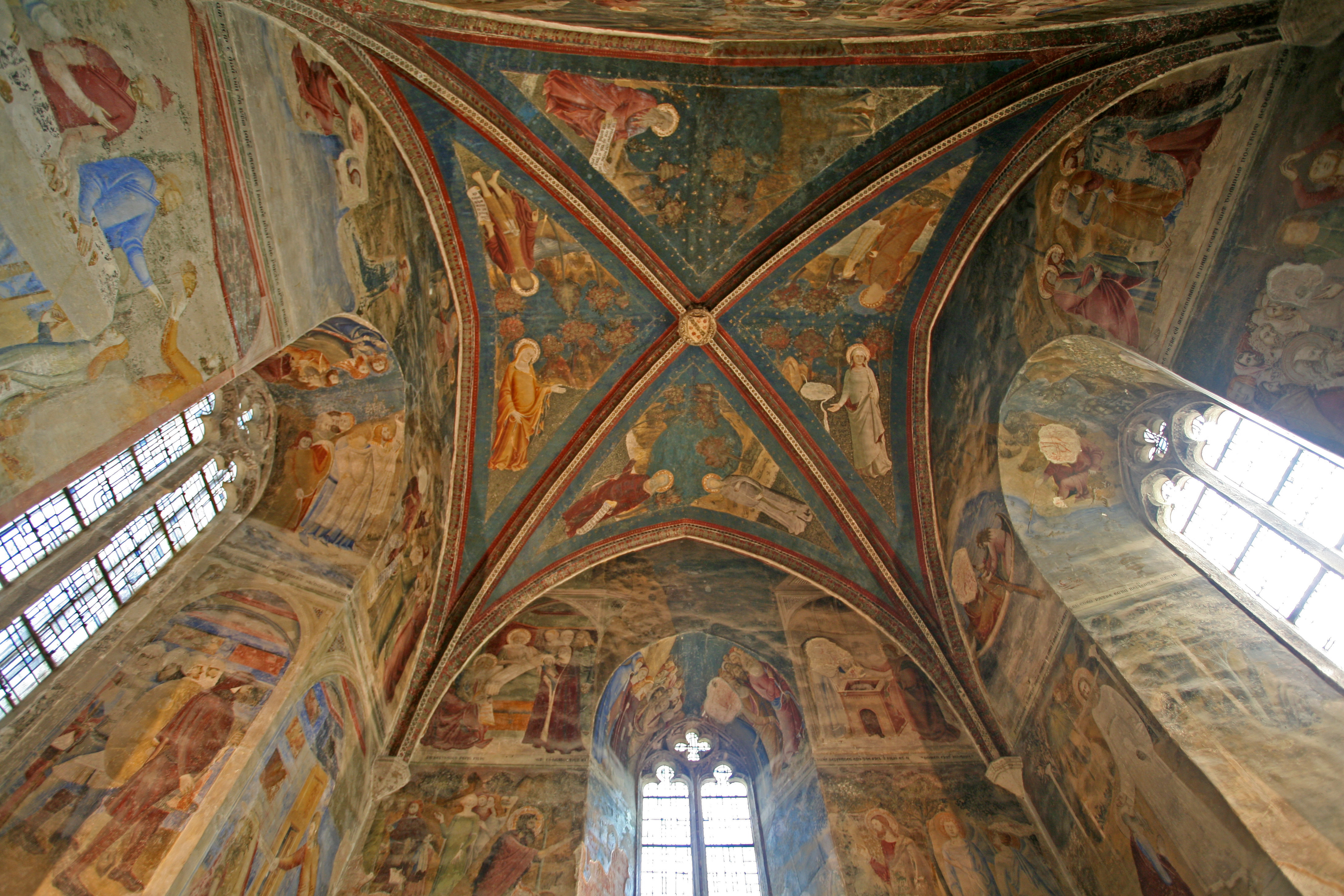
Frescos de la Capilla de San Juan del Palacio papal de Aviñón, del italiano Matteo Giovannetti, 1347-1348.
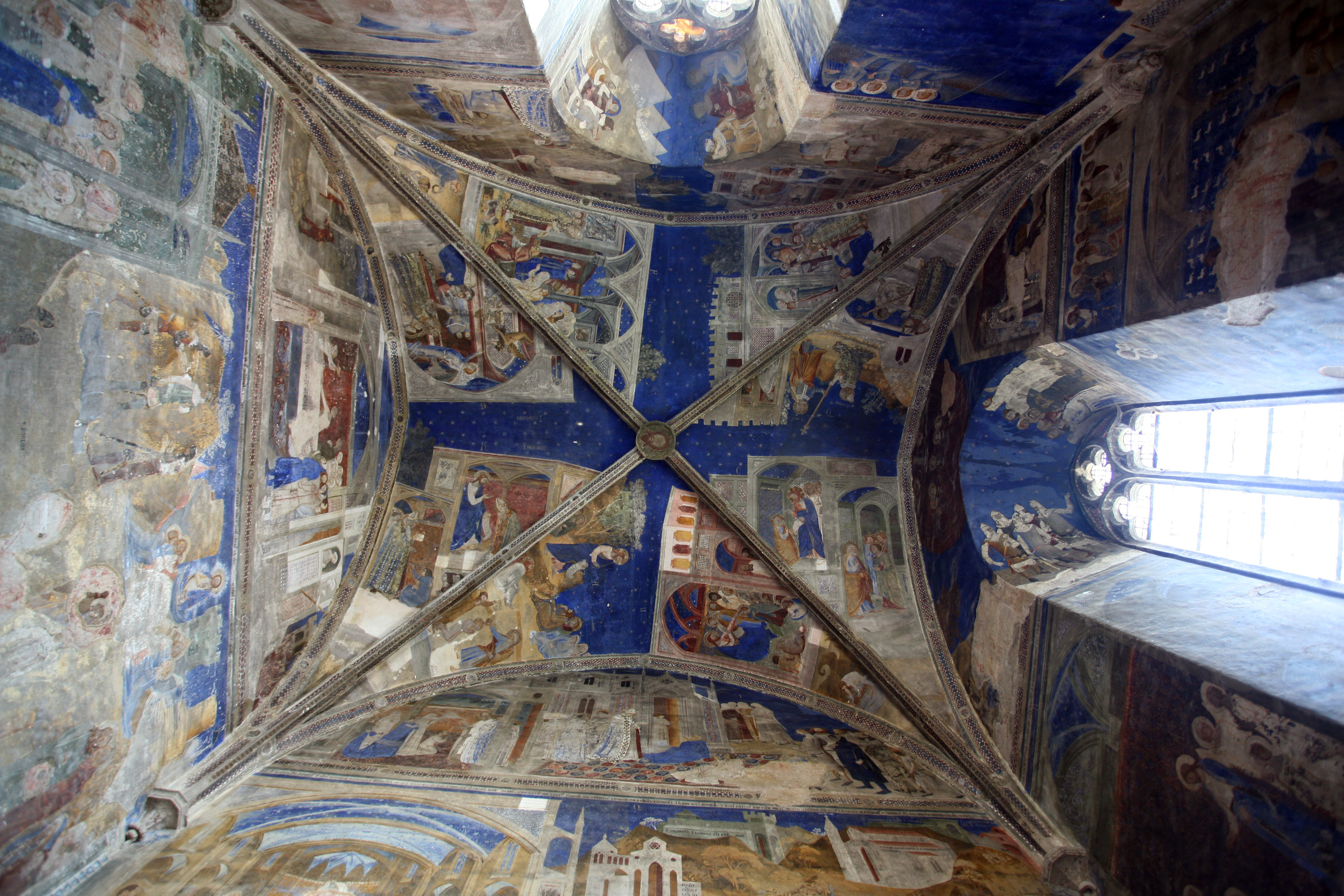
Frescos de la Capilla de San Marcial,del mismo palacio y pintor, 1344-1345.

### Escuela de Aviñón de pintura
La escuela de Aviñón fue una escuela de pintura que se desarrolló en el sureste de Francia (Provenza), particularmente en Aix-en-Provence y sobre todo en el entorno de la corte papal de Aviñón; en el periodo final de la llamada "cautividad de Aviñón" del papado (1309-1377), y que se prolongó hasta la segunda mitad del siglo XV. Estaba sujeta tanto a la influencia de la pintura italiana como a la de la pintura flamenca, en contraste con la pintura que en la época se desarrollaba en el Norte de Francia, que puede considerarse de un carácter totalmente flamenco. Barthélemy d'Eyck, procedente de Flandes (quizá pariente de los van Eyck), y que trabajó en Borgoña e Italia, ilustra estas tendencias, que se manifiestan en rigor compositivo, sentido de los volúmenes simplificado y predilección por una fuerte iluminación que resalta las masas. Otros maestros de la escuela son Guillaume Dombet y los autores anónimos del Retablo de Boulbon y de la Piedad de Tarascón. La primera obra maestra de la escuela se considera que sería la Anunciación de Aix (del maestro homónimo -que se ha propuesto identificar con el propio Eyck-, 1443). A mediados de siglo, alcanza su cénit con la Piedad de Aviñón de Enguerrand Quarton; mientras que para comienzos del siglo XVI se impone el gusto del Renacimiento pleno italiano. Una buena muestra de la producción de la escuela se conserva en el museo del Petit Palais de Aviñón. En un entorno más localizado se desarrolló la actividad de los llamados primitivos nizardos.

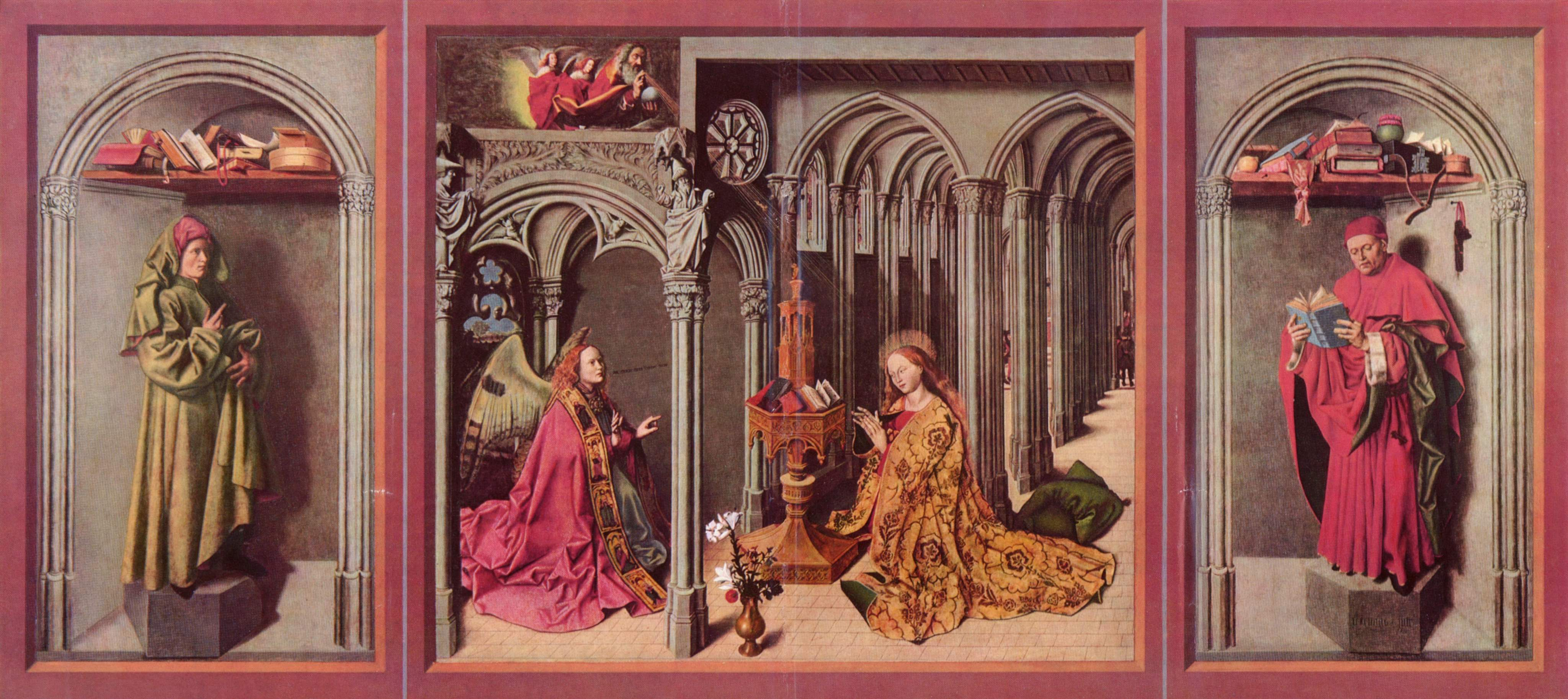
Anunciación de Aix,1443.
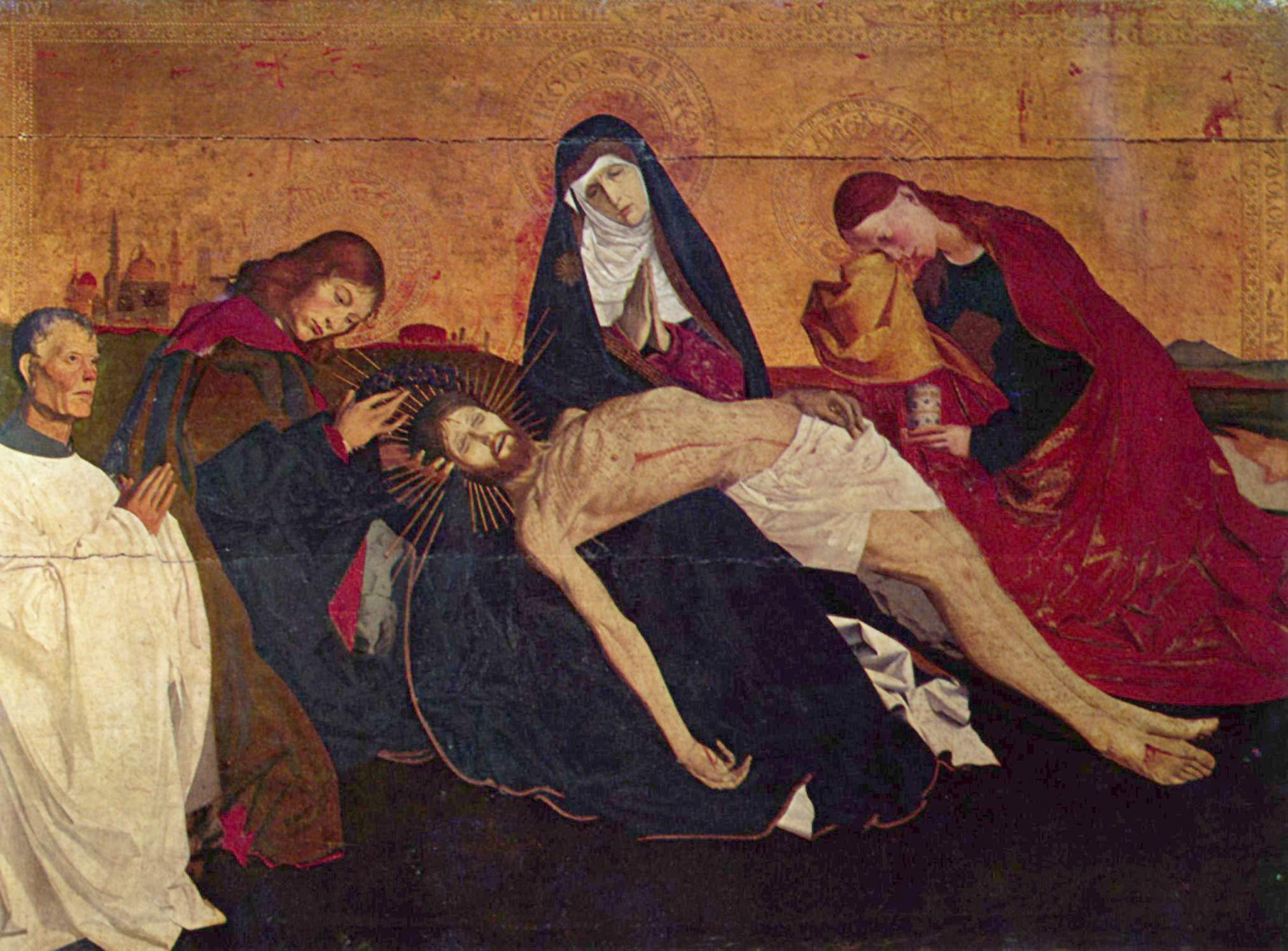
Pietà de Avignon o de Villeneuve-lès-Avignon, de Enguerrand Quarton, ca. 1455.
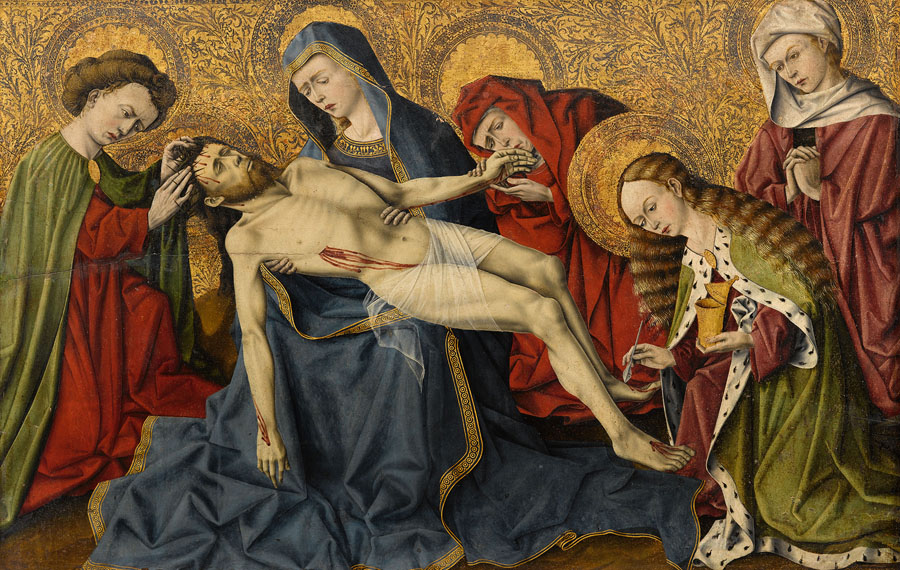
Piedad de Tarascón,

### Escuela de Tours y Escuela del Loira
En Tours se desarrolló un potente centro artístico en el siglo XV, la escuela de Tours, La mayor parte de cuya producción fue destruida durante las guerras de religión del siglo XVI. Su representante más destacado fue Jean Fouquet.
Los iluminadores de la Turena, de entre los que destaca Jean Poyer (activo desde 1465 o 1483 hasta antes de 1504, con taller en Tours), fusionan las innovaciones pictóricas y decorativas italianas y flamencas, y su estilo ha sido denominado como escuela del Loira. Perteneciente a la siguiente generación, también Jean Bourdichon (1456/1457-1520/1521) es encuadrado como perteneciente a la "escuela de Fouquet" o la "escuela de Tours".

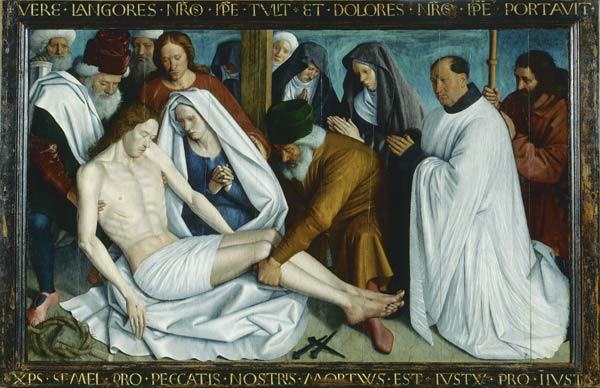
Pietà de Nouans, de Jean Fouquet, ca.  1460-1465.
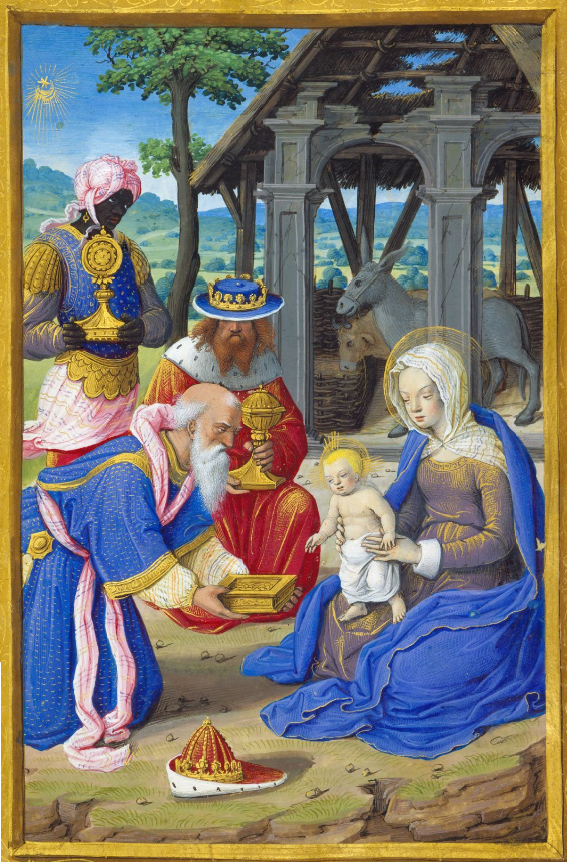
Adoración de los Magos en el Libro de horas de Enrique VIII, de Jean Poyer, ca. 1500.
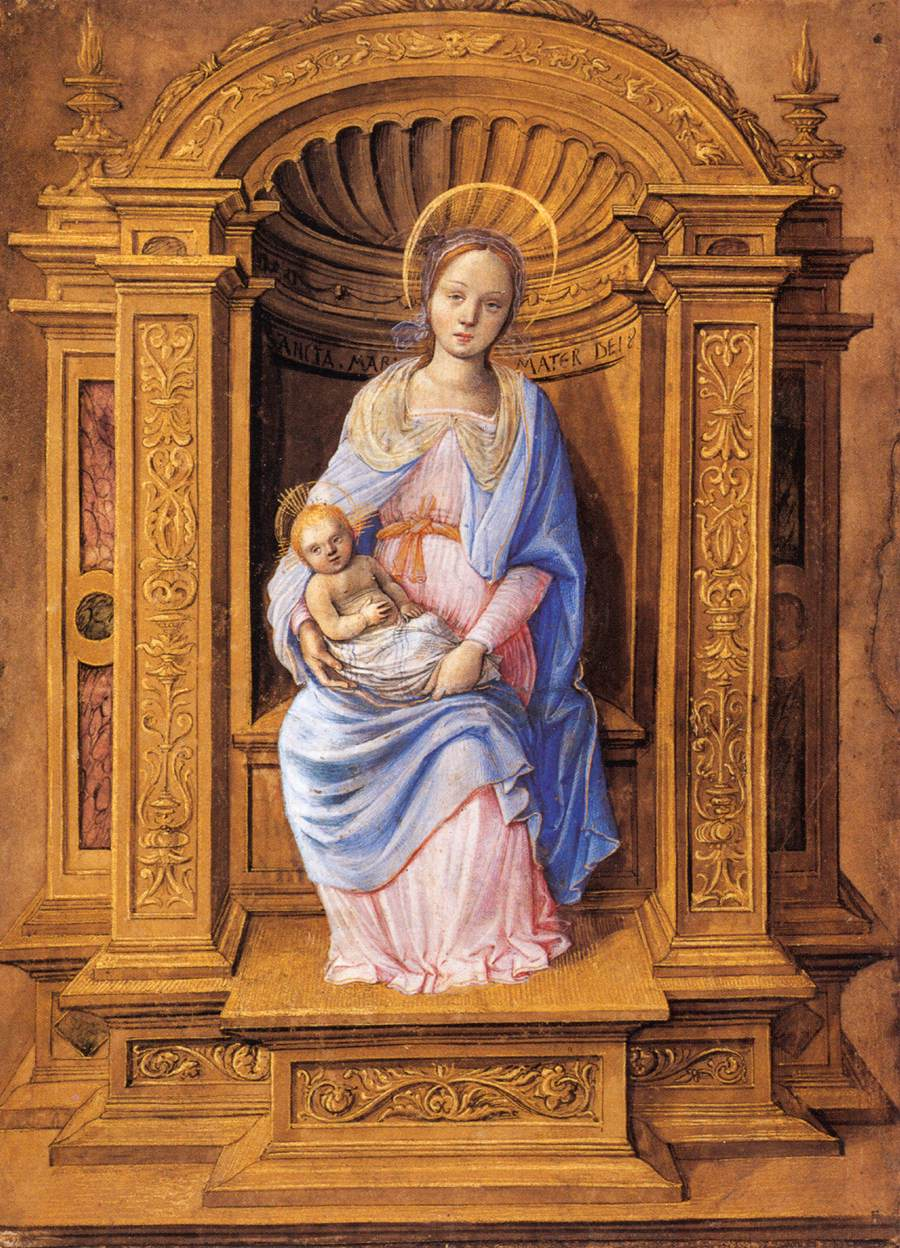
Virgen con el Niño, de Jean Poyer
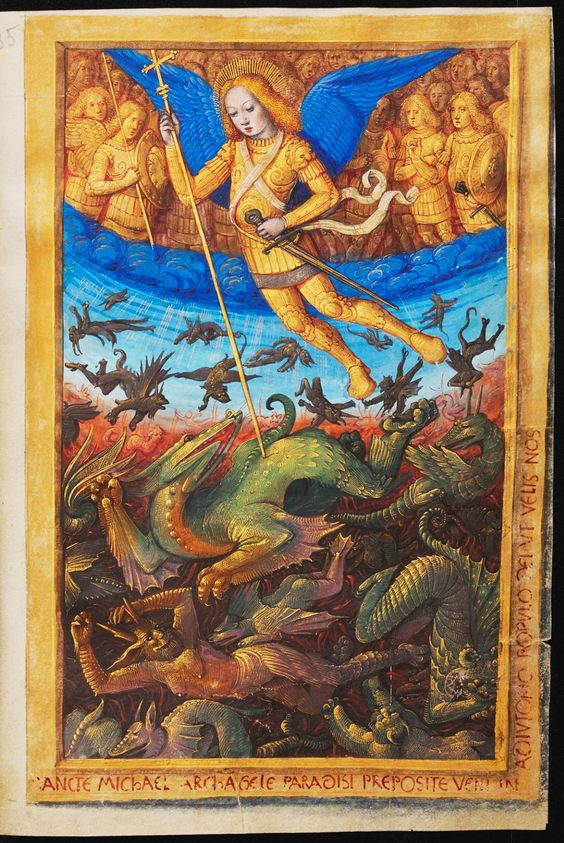
Ilustración del Libro de horas de Enrique de Valois, Museo Czartoryski, del círculo de Poyer, ca. 1500.
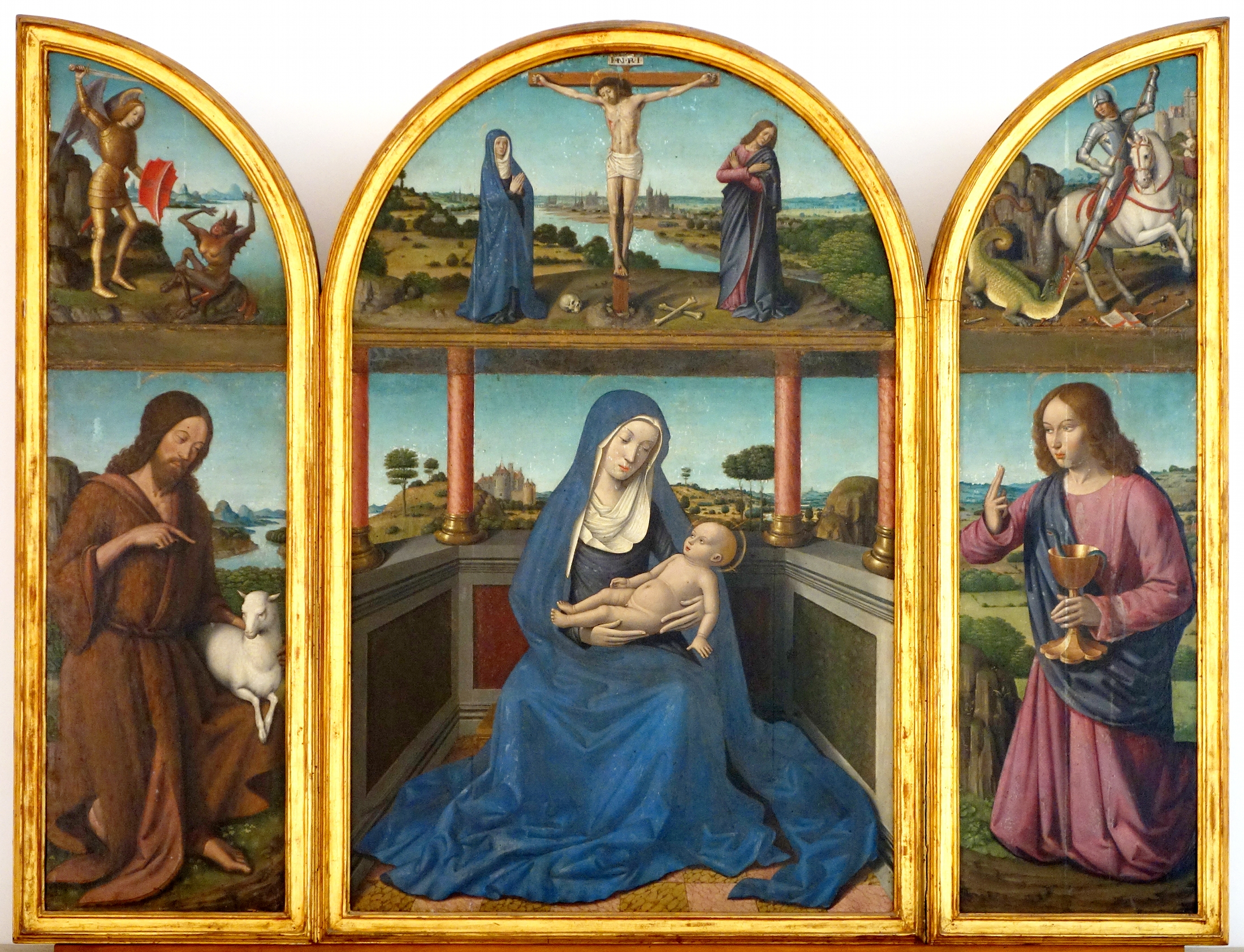
Retablo de la Cartuja de Certosa, de Jean Bourdichon, ca. 1500.

### Escuela de Amiens, de Picardía o del Norte de Francia
Existen algunas referencias a una Escuela de Amiens, de Picardía o del Norte de Francia, entre cuyos integrantes destacaría Simon Marmion (activo en Amiens entre 1449 y 1454, y en Valenciennes entre 1458 y su muerte en 1489), quien además de pintor sobre tabla, fue el más famoso iluminador que trabajaba en los territorios borgoñones y del Norte de Francia por esa época. Amiens, una ciudad provincial estratégicamente situada entre Francia y Flandes, se convirtió a mediados del siglo XV en un importante centro comercial, religioso y cultural; sus talleres de pintura en tabla y de iluminación de manuscritos, conectados con los núcleos más innovadores, intercambiaron ideas artísticas y modelos, formándose un estilo local.

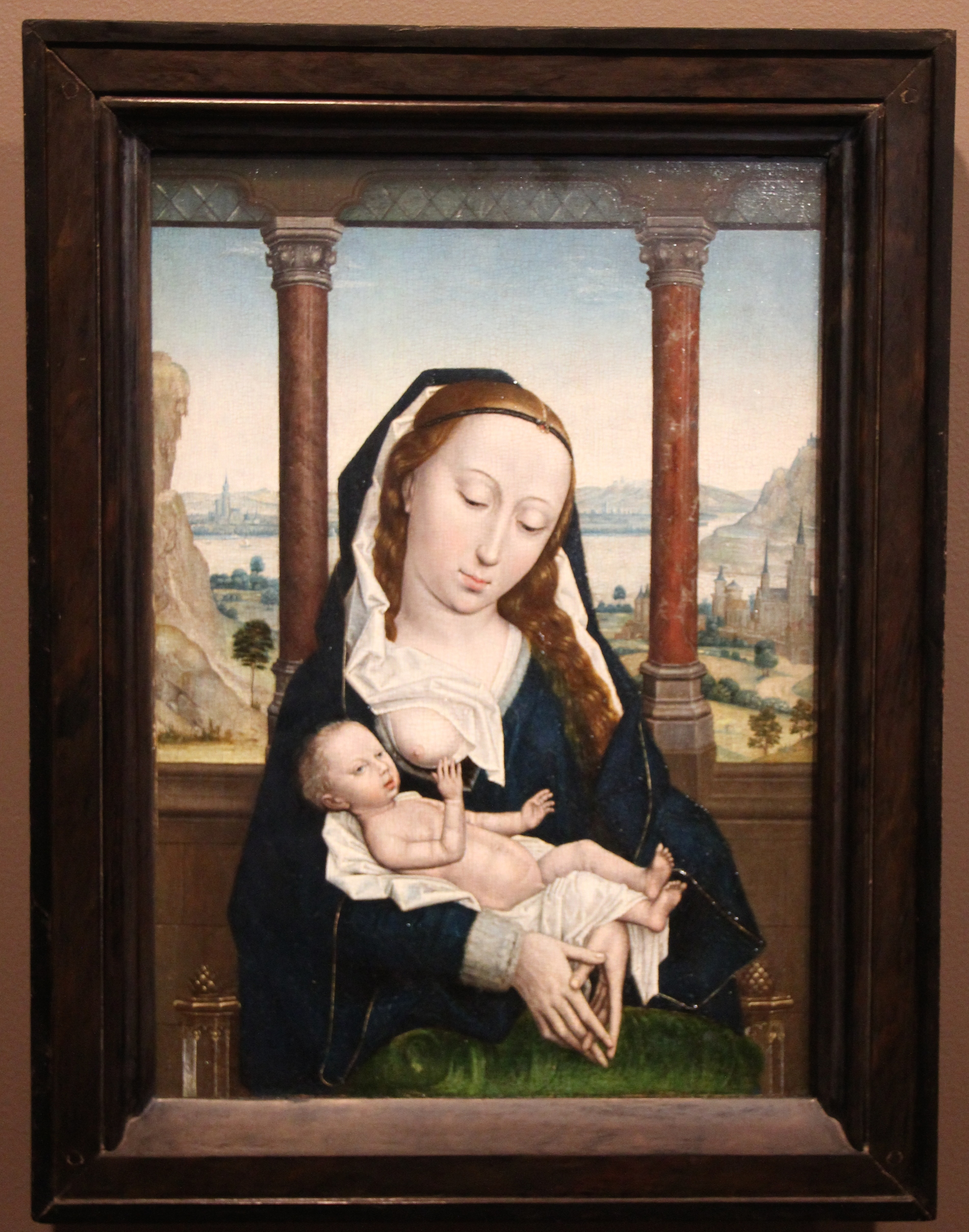
Virgen con el Niño, de Simon Marmion, ca. 1465-1475.
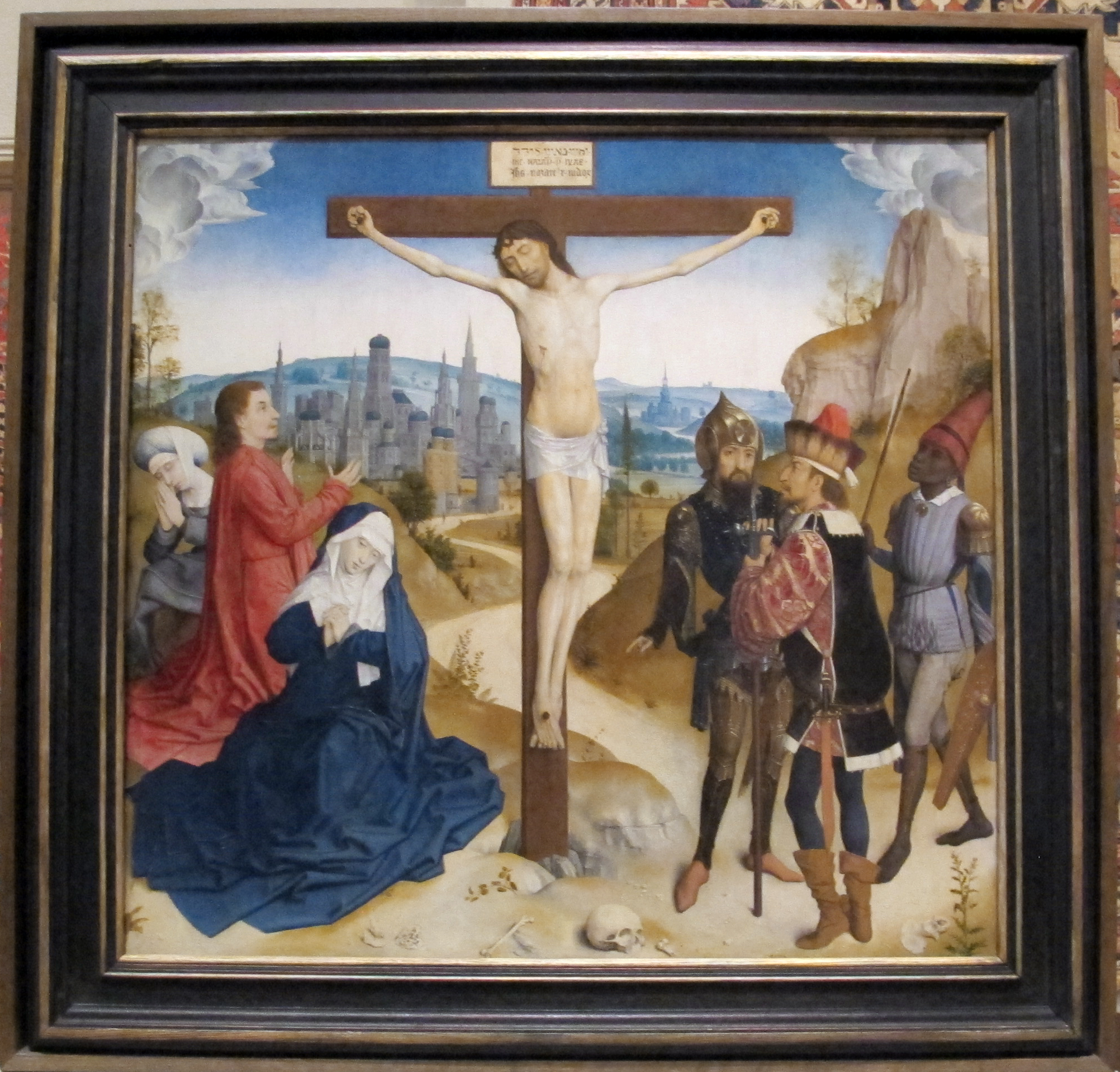
Crucifixión, atribuido a Simon Marmion, ca. 1470-1480.
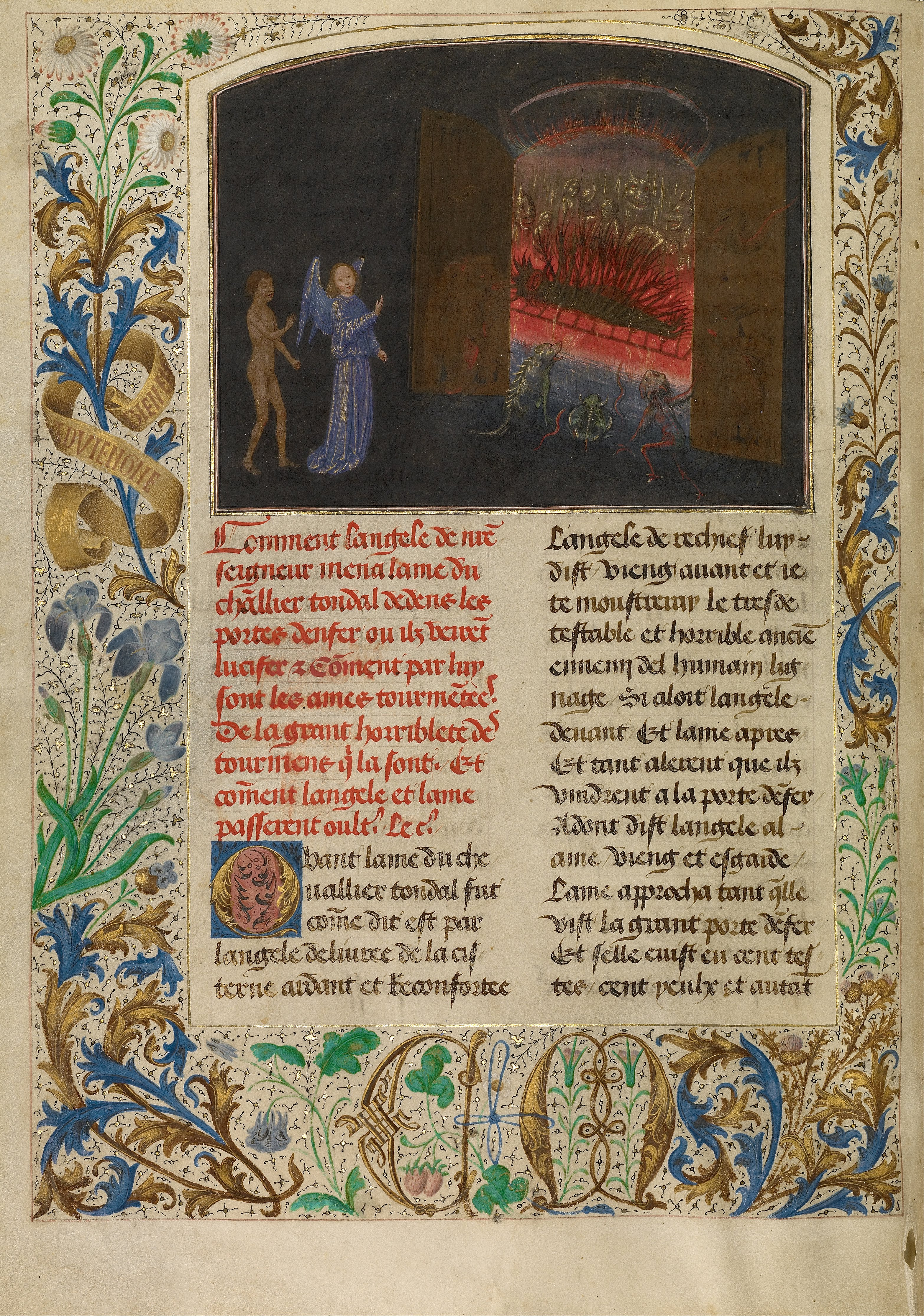
Puertas del Infierno, ilustración de las Visiones del caballero Tondal de Simon Marmion, ca. 1470.
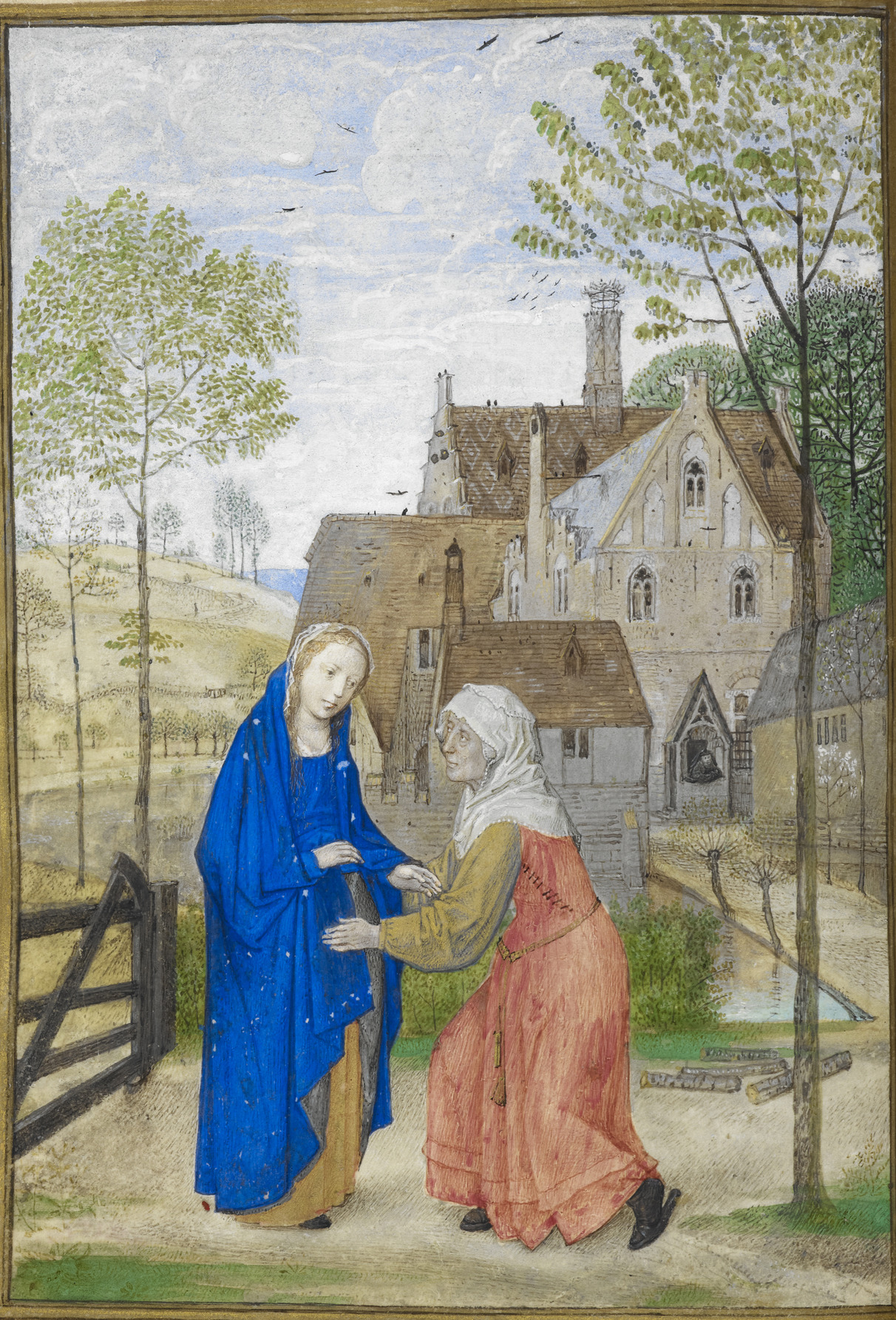
Visitación, ilustración de las Horas de Huth, de Simon Marmion, ca. 1480.

### Pintores franceses delsigloXV

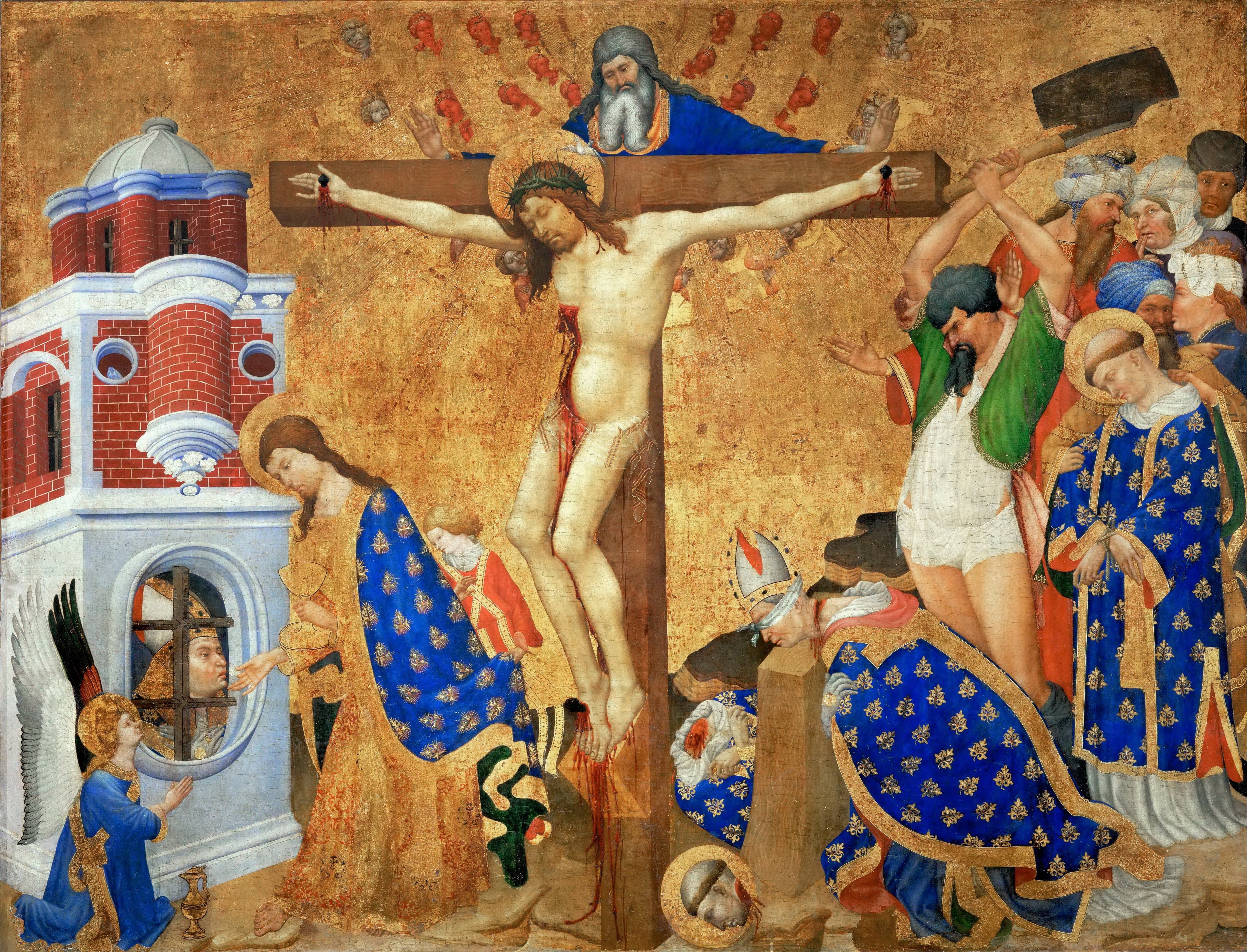
Retablo de saint Denis, de Henri Bellechose, ca. 1415-1416.

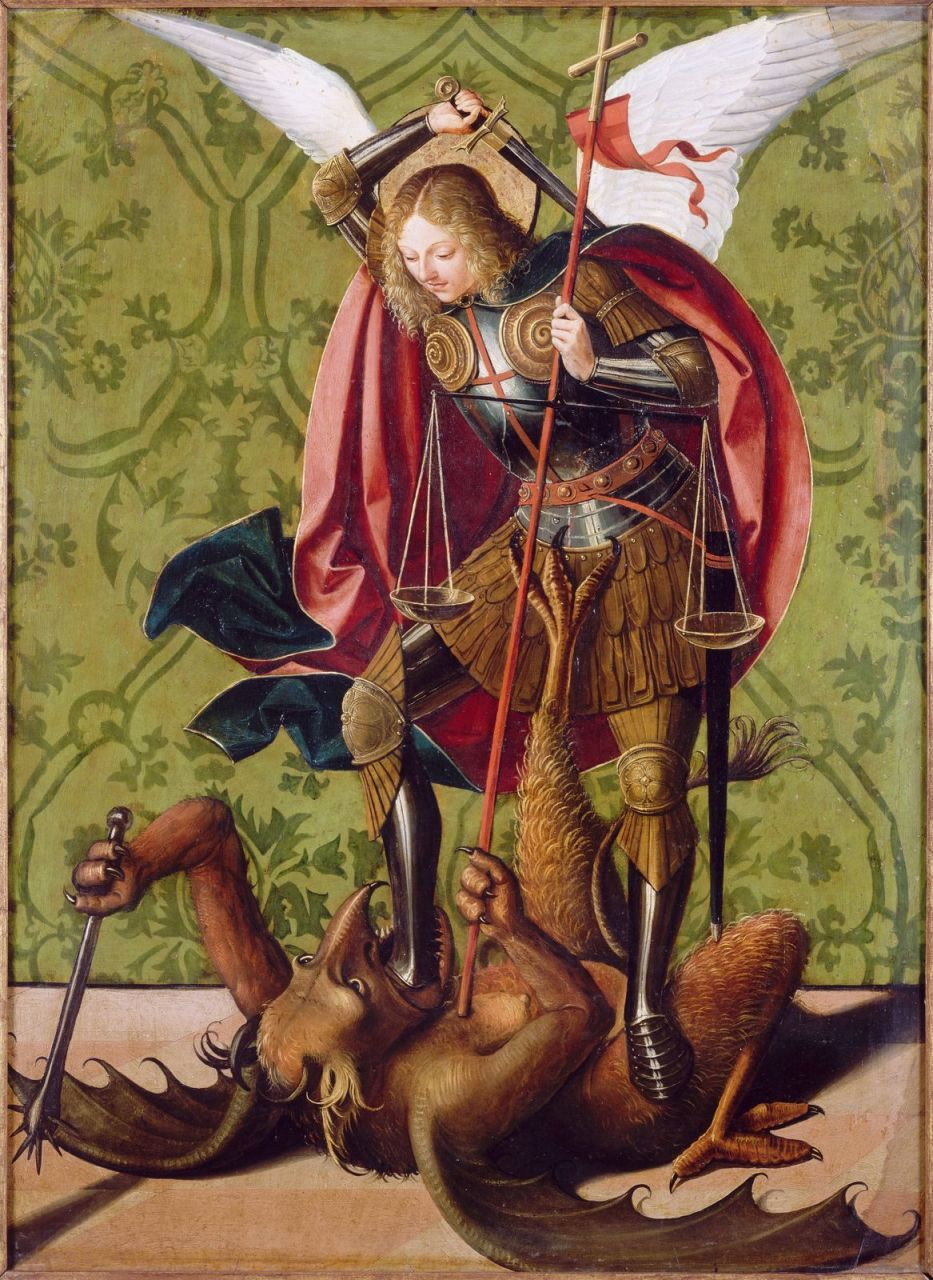
San Miguel venciendo al dragón, de Josse Lieferinxe, ca. 1493-1505.

(Se presentan por orden alfabético. Es de notar que las fuentes francesas suelen contar entre los pintores franceses los del Rosellón y la Cerdaña, que en la época formaban parte de la Corona de Aragón (como Arnaud Gassieso Nicolas Froment).
Colin de Amiens (o Colin de Ypres, identificado con el Maestro de Coëtivy), (iluminador de las Très Petites Heures d'Anne de Bretagne, ca. 1498, a quien se ha propuesto identificar con Juan de Ypres), Maestro de la Anunciación de Aix (cuya obra característica se fecha en 1443; se ha propuesto identificarlo con Barthélemy d'Eyck), Maestro de Bedford (autor de las Horas de Bedford -de datación debatida entre 1415 y 1430-, discípulo del Maestro de Boucicaut y maestro del Maestro de Dunois), Maestro de Jacques de Besançon (se ha propuesto su identificación con un tal François Barbier, muerto en 1501, cuyo padre, del mismo nombre, se identifica a su vez con el Maître François -no deben confundirse con Jean-Jacques-François Le Barbier, pintor de finales del XVIII-), Henri Bellechose (activo entre 1415-1445), Maestro de Boucicaut (autor de las Horas del mariscal de Boucicaut, 1410-1415), Jean Bourdichon, Maestro de la Ciudad de las damas (iluminó los manuscritos de Cristina de Pisan -La Cité des dames 1405), Maestro Claude (citado por Vasari como el autor de las vidrieras del Vaticano destruidas en 1527, junto a Guillaume de Marcillat), Maestro de Las Claras Mujeres (originario de Flandes, activo en París entre 1403 y 1415, ilumina para Juan I de Berry Des Cleres et Nobles Femmes, traducción del texto de Boccaccio De Mulieribus Claris -compárese con el castellano Libro de las claras e virtuosas mugeres, de Álvaro de Luna-), Maestro de la Coronación de la Virgen (autor de una ilulstración en un manuscrito de la Leyenda Áurea ca. 1399-1405), Hans Clemer (identificado con el Maestro de Elva -ciclo de frescos de 1493-, de origen flamenco, se relacionó en Aix con Josse Lieferinxe, trabajó en Provenza y Piamonte -últimas obras datadas ca. 1512-), Maestro de Coëtivy (Les Heures de l'amiral Prigent de Coëtivy, activo en la segunda mitad del siglo XV, se ha propuesto identificarle con Henri de Vulcop o con Colin d'Ypres -también llamado Colin d'Amiens-), Jean Colombe, Maestro de Dunois (fue pintor de tablas y miniaturas activo en París entre 1435-1466 -Horas de Dunois-, tuvo como maestro al Maestro de Bedford y como discípulos a Andrés de Ypres y al Maestro de Jean Rolin), Maestro de Dreux Budé (predecesor como iluminador del Maestro de Ana de Bretaña, se le identifica con Andrés de Ypres), Maestro de Egerton (activo en París entre 1405-1420, Horas Egerton), Barthélemy d'Eyck (escuela de Aviñón, identificado con el Maestro del cœur d'amour épris y con el Maestro del rey René, también se ha propuesto su identificación con el Maestro de la Anunciación de Aix), Jean Fouquet (escuela de Tours, Díptico de Melun, ca. 1450, Libro de horas de Étienne Chevalier, pintor de corte desde 1475), Nicolás Francés (activo en León entre 1434 y 1468), Claude Guinet, Guillaume Dombet,  Josse Lieferinxe (activo entre 1493 y 1503, identificado con el Maestro de San Sebastián), Jacob de Littemont (pintor de corte de Carlos VII y Luis XI, hasta 1475), Antoine de Lonhy, (de marcada influencia flamenca, se le identifica con el maestro de la Trinidad de Turín activo desde 1445 en Borgoña, pasó a Toulose, Barcelona, y entre 1470-1490, a Saboya y Piamonte; es tanto pintor como miniaturista y vitralista), Simon Marmion, ca. 1496-1497. próximo al estilo del Maestro de Boucicault), Maestro de Moulins (pintor flamenco activo en la corte de los duques de Borbón entre 1483 y 1500), Jean Perréal (pintor, arquitecto y escultor activo hasta ca. 1530 -en Lyon, Milan, Brou, Londres, Nantes, etc.-, se le identifica con Juan de París, iluminador en Bourges hasta ca. 1480), Jean Poyer (iluminador de la escuela del Loira, activo desde 1465 o 1483 hasta antes de 1504), Enguerrand Quarton (escuela de Aviñón, hasta 1466), Maestro del Retablo Beaussant (1470-1490), Maestro de Saint Gilles, Robinet Testard (pintor e ilustrador activo en Poitiers y Cognac entre 1471 y 1533, se identifica con el Maestro de Carlos de Angulema), Henri de Vulcop (autor de cartones para tapices, muerto en 1479), Maestro de Jean Rolin (originario de Flandes o Borgoña, activo en París entre 1440 y 1465 -Misal de Juan Rolin-, trabajó el taller del Maestro de Dunois y tuvo como discípulo al Maestro Francisco); los apellidados d'Ypres se enumeran en su propia sección, y aparecen en esta, como en otros casos, cuando se ha propuesto su identificación con un maestro anónimo.

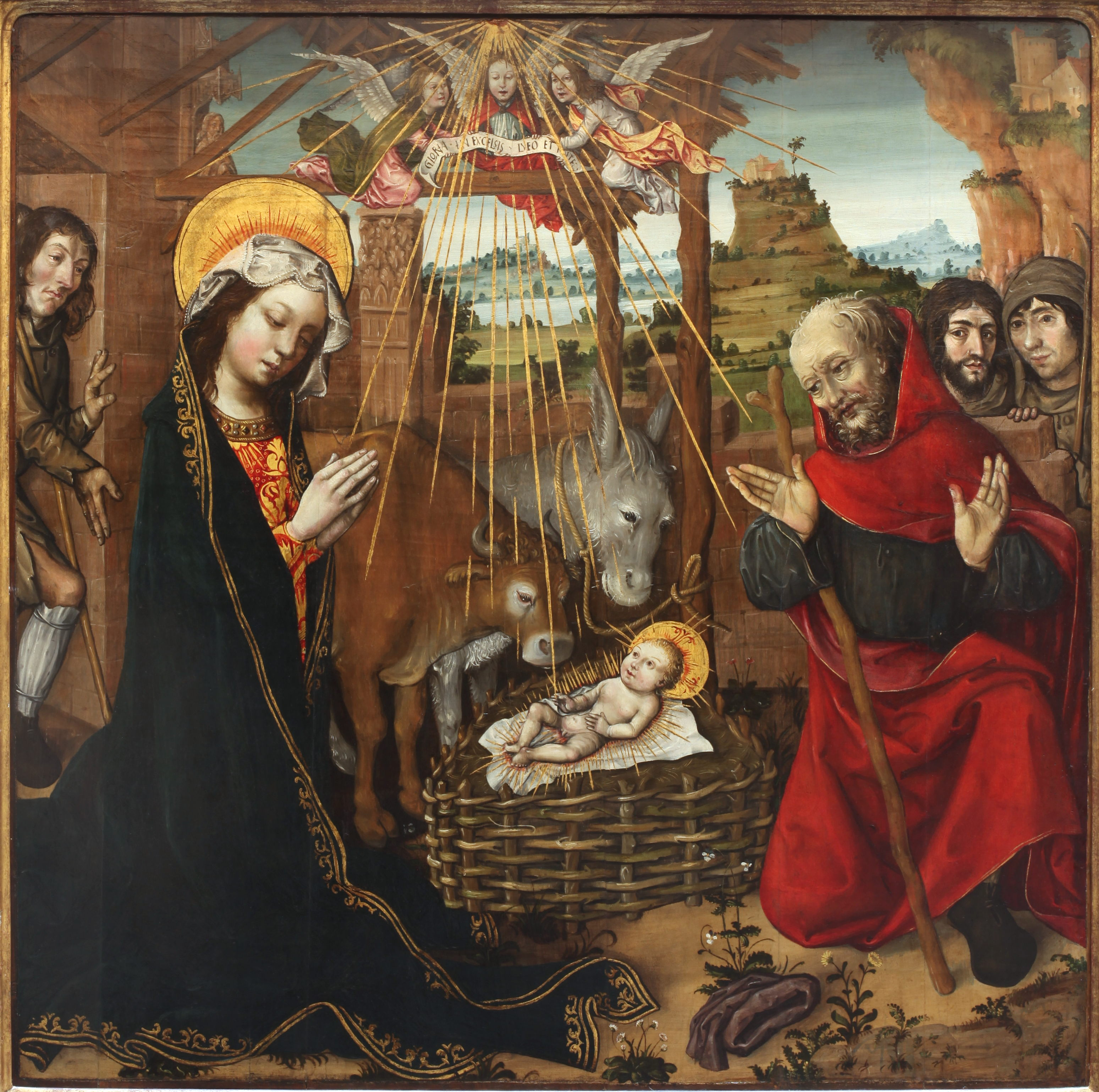
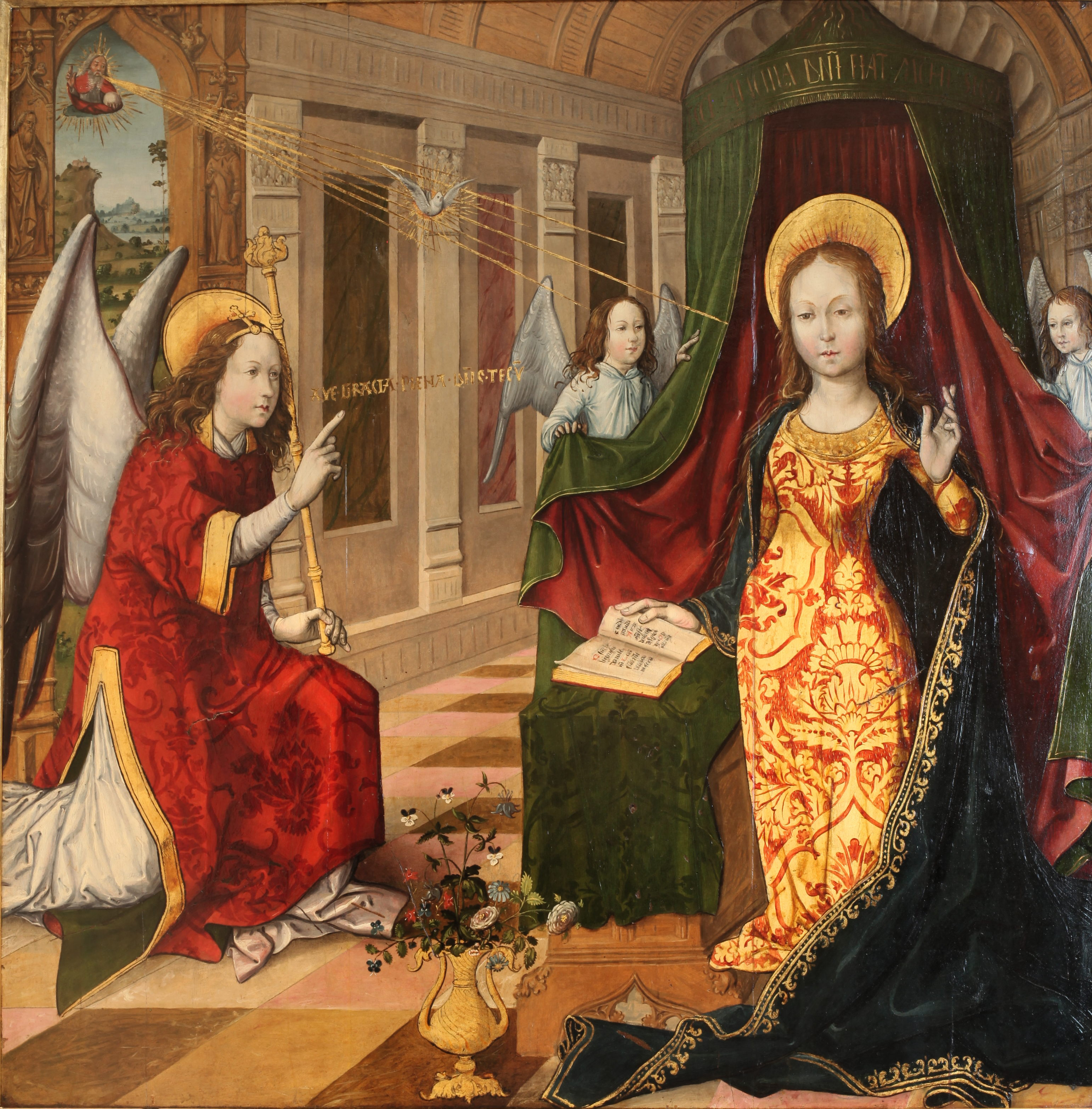
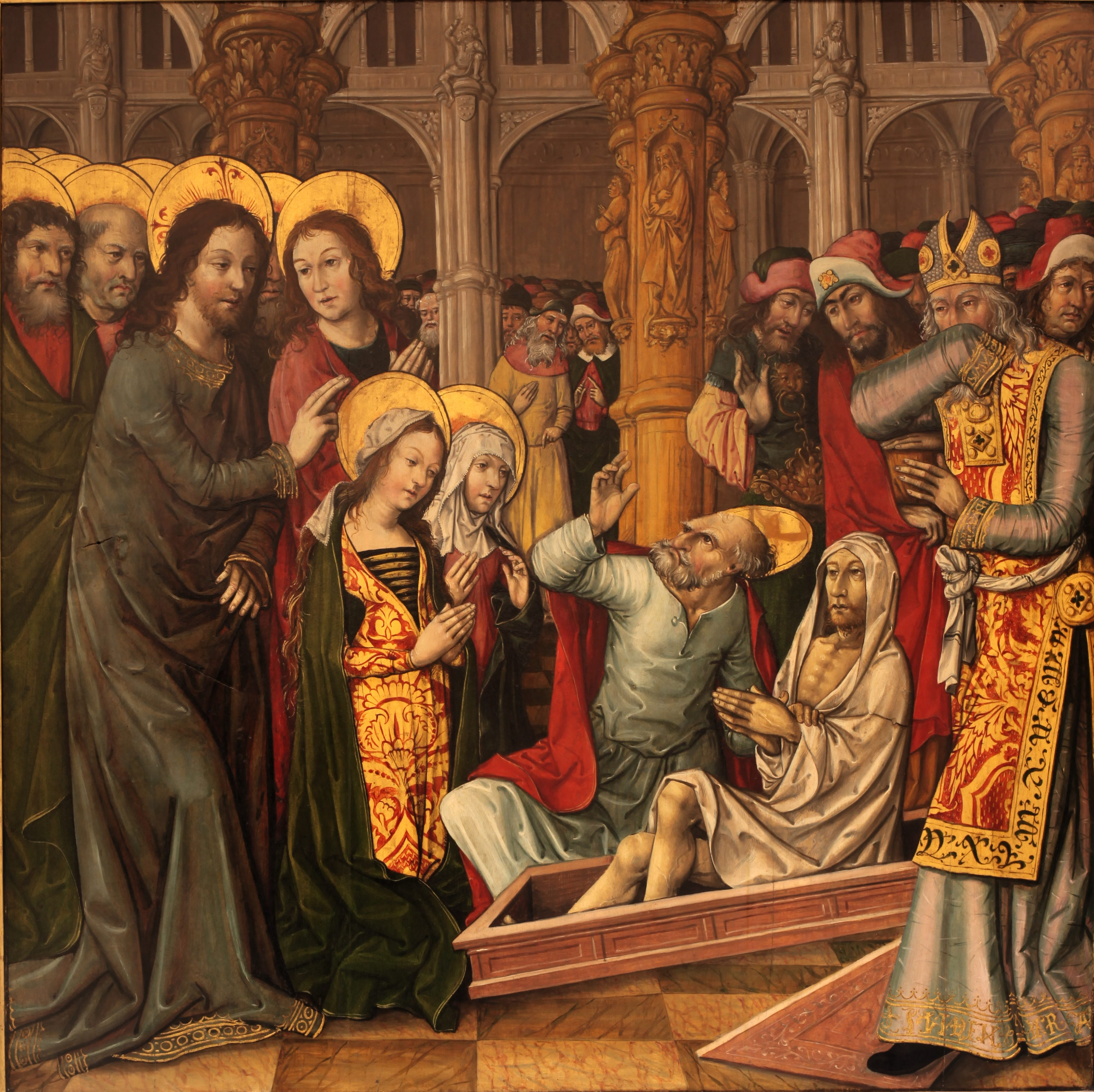
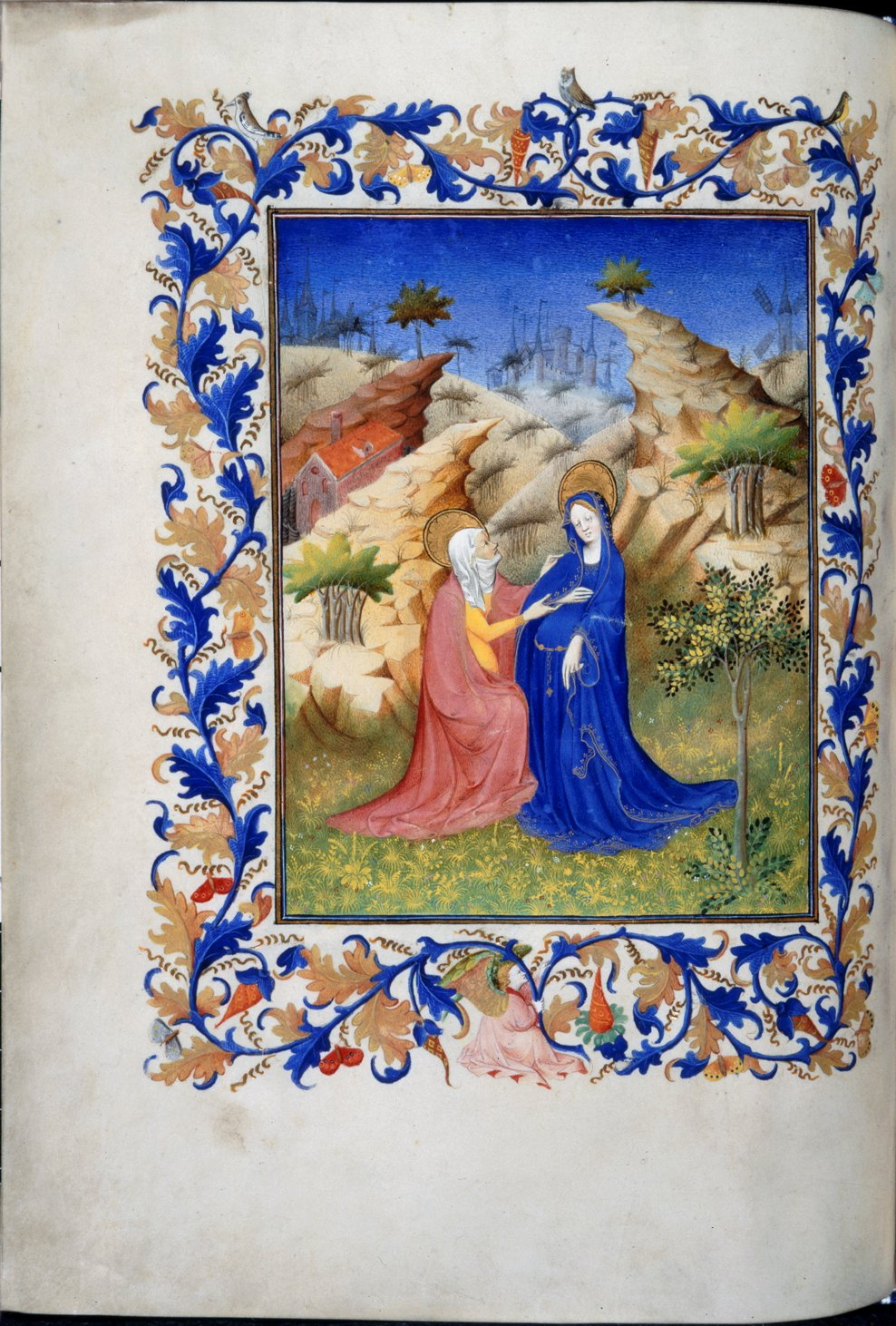
Visitación, f29v, atribuida al Maestro de Egerton
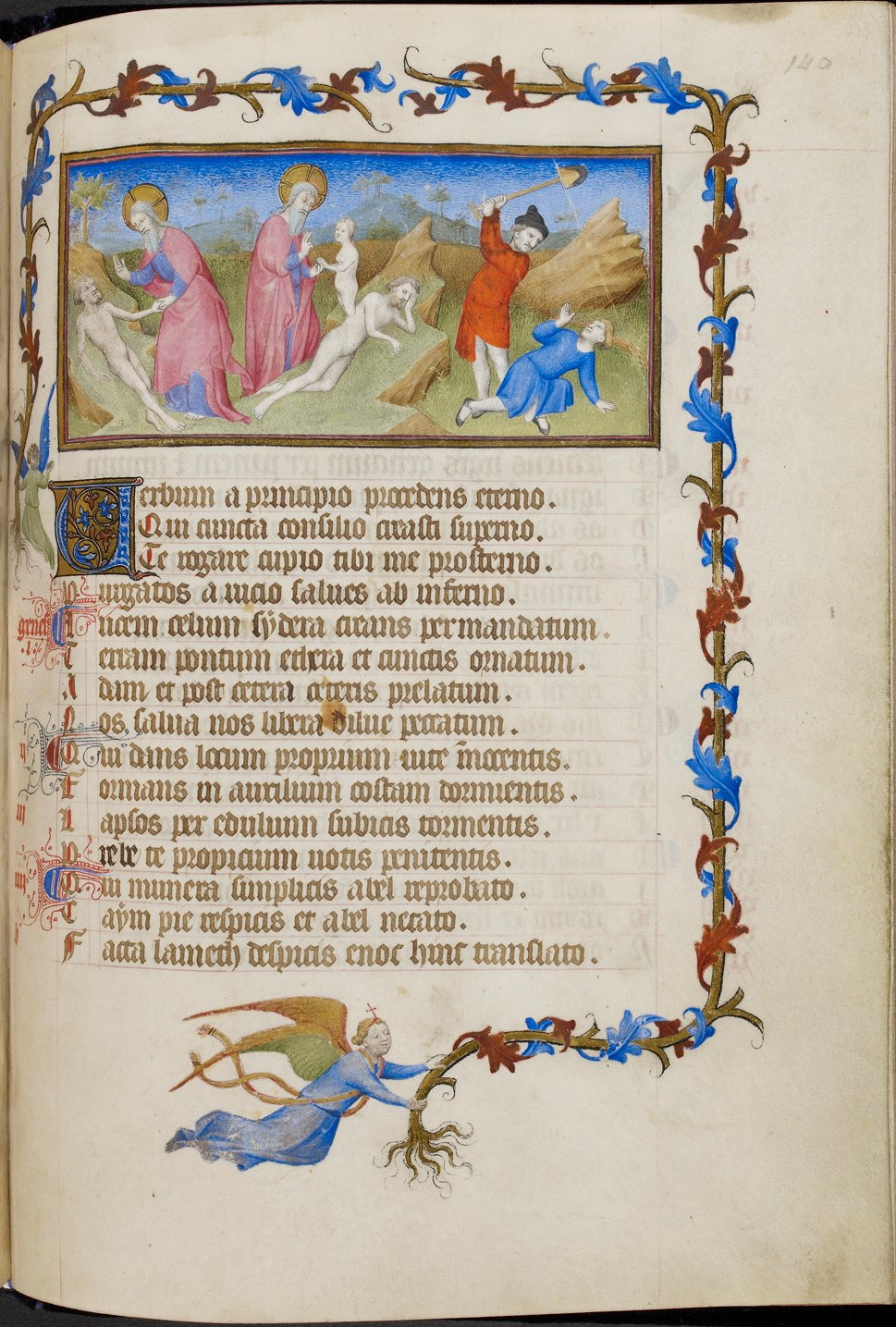
Escnas del Génesis, f140, atribuidas al Maître de la Mazarine

#### Familia d'Ypres
Los pintores de la familia d'Ypres dominaron la escena artística de París desde mediados del siglo XV. De padres a hijos se transmitían modelos y patronos. Eran pintores polivalentes, que realizaban tanto tablas como cartones para tapices, iluminaban manuscritos y se adaptaban a la nueva demanda de dibujos para la edición impresa. Parecen haber surgido a partir del taller del Maestro de Dunois.Su continuador sería Andrés de Ypres (André d'Ypres, identificado con el Maestro de Dreux Budé,activo en París desde 1450). Hijo de Andrés sería Colin de Ypres (también llamado Colin de Amiens, idenfificado con el Maestro de Coëtivy, activo de 1450 a 1485). Colin tuvo tres hijos: Jean (Juan de Ypres activo de 1490 a 1508 -año de su muerte-, documentado como maître-juré du métier de peintre à Paris en 1504, se identifica con el Maestro de Ana de Bretaña -ca. 1498- y con el Maestro de La caza del unicorno, 1495-1505), Louis (Luis de Ypres y Nicolas Dipre o d'Ypres (Nicolás de Ypres -Nicolas Dipre o Nicolas d'Ypres-, activo en Provenza).

### Escenas religiosas con donantes
El retrato pictórico está inicialmente vinculado a la figura de los donantes, los comitentes de una obra que se hacen representar, en posición orante, dentro de una composición religiosa, habitualmente acompañados de su santo patrón, independientemente de su correspondencia o no con el tema presentado (por ejemplo, en la convención denominada en Italia sacra conversazione). El gran nivel alcanzado por los primitivos flamencos (Virgen del canónigo Van der Paele, Jan van Eyck, 1436) los convirtió en modelo de los pintores franceses.

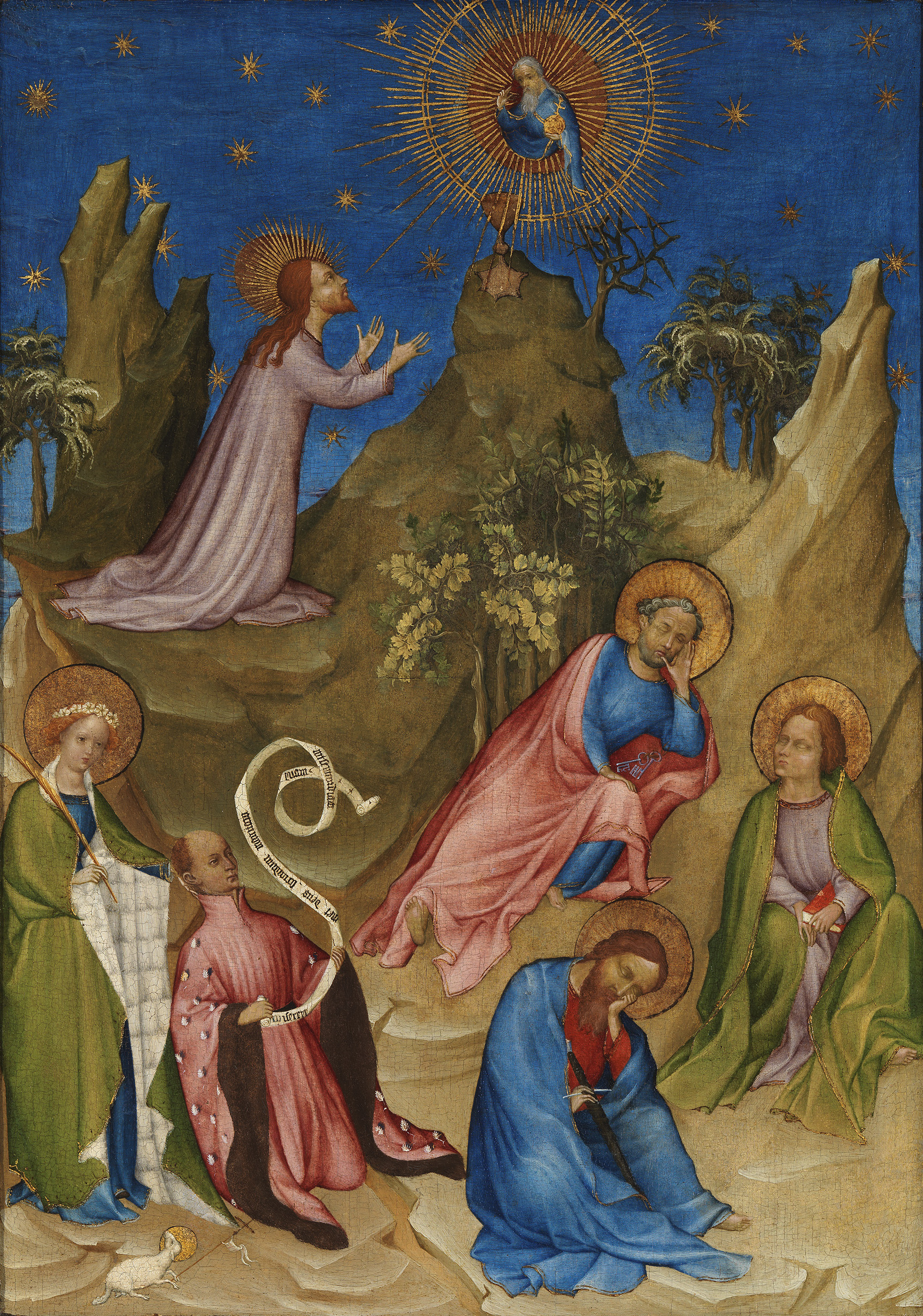
La Oración en el huerto con el donante Luis I de Orleans, ca. 1405-1408. Se ha propuesto su atribución a Colart de Laon.
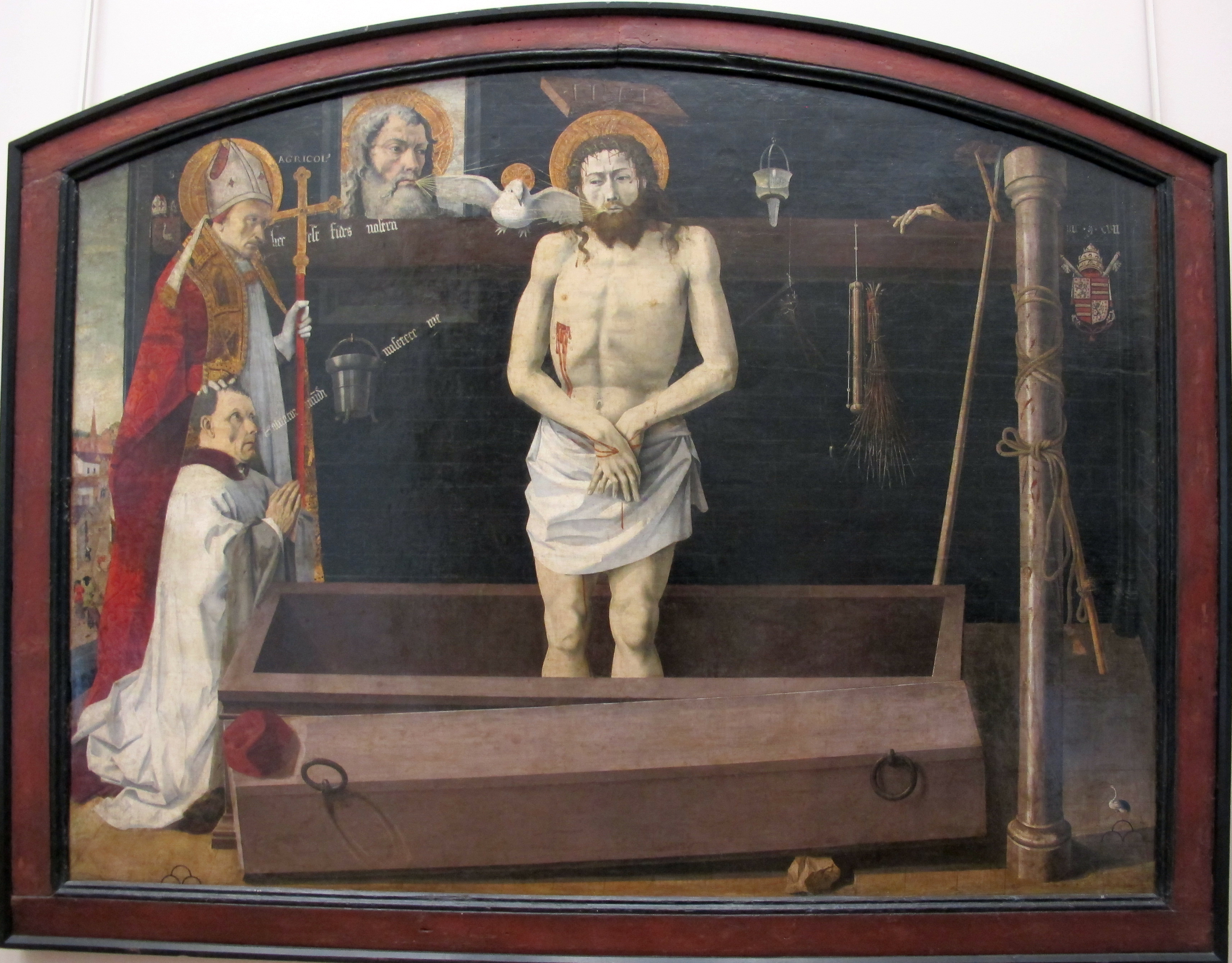
Retablo de Boulbon, Denominado así por provenir de la iglesia de Saint-Marcellin de Boulbon  (Bouches-du-Rhône); aunque allí había llegado por donación del cabildo de la iglesia de Saint-Agricol de Aviñón hacia 1530. ca. 1450.
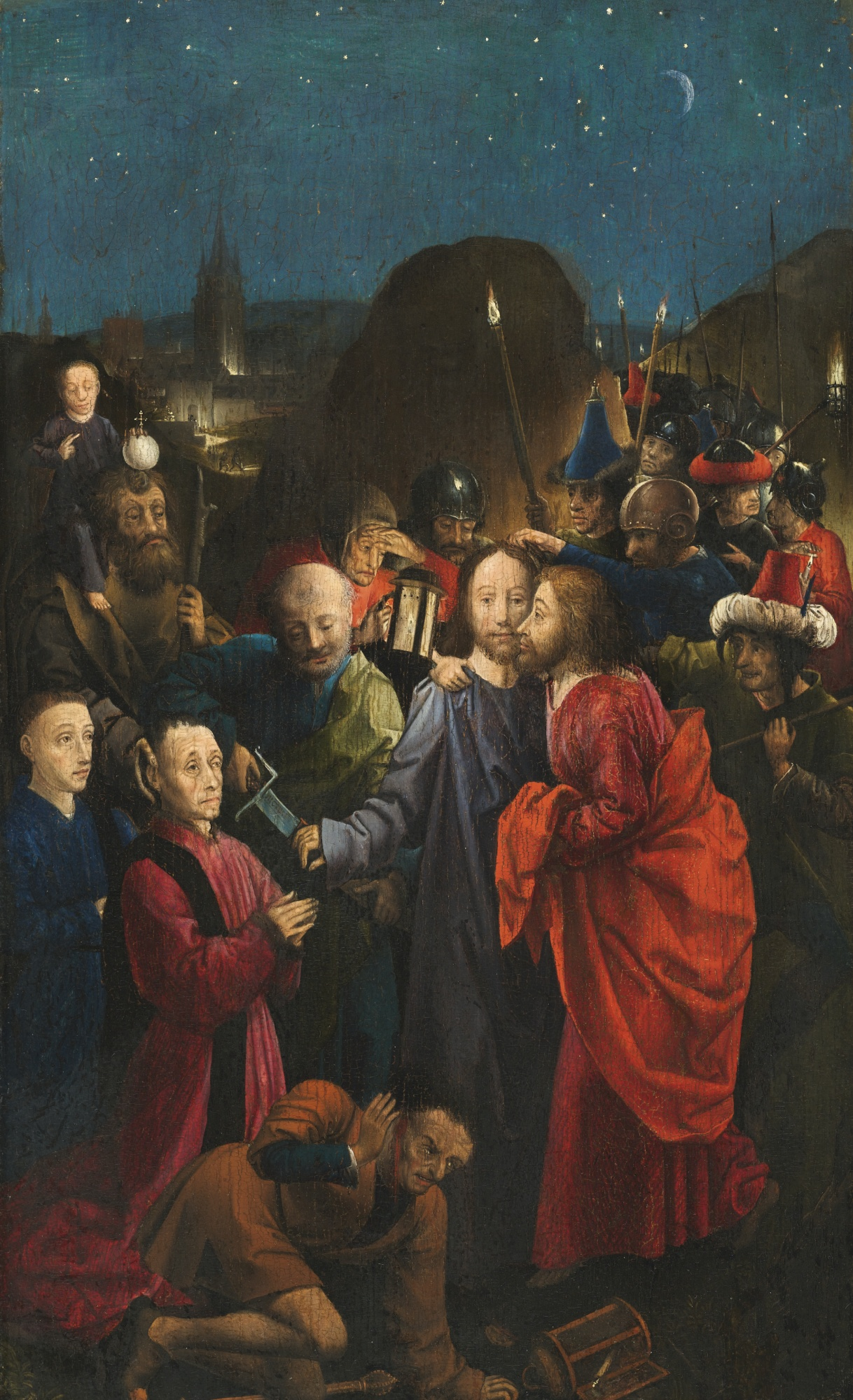
Prendimiento, panel izquierdo de un tríptico del Maestro de Dreux Budé, ca. 1450. En posición orante aparecen los comitentes, Dreux Budé y su hijo Jean.
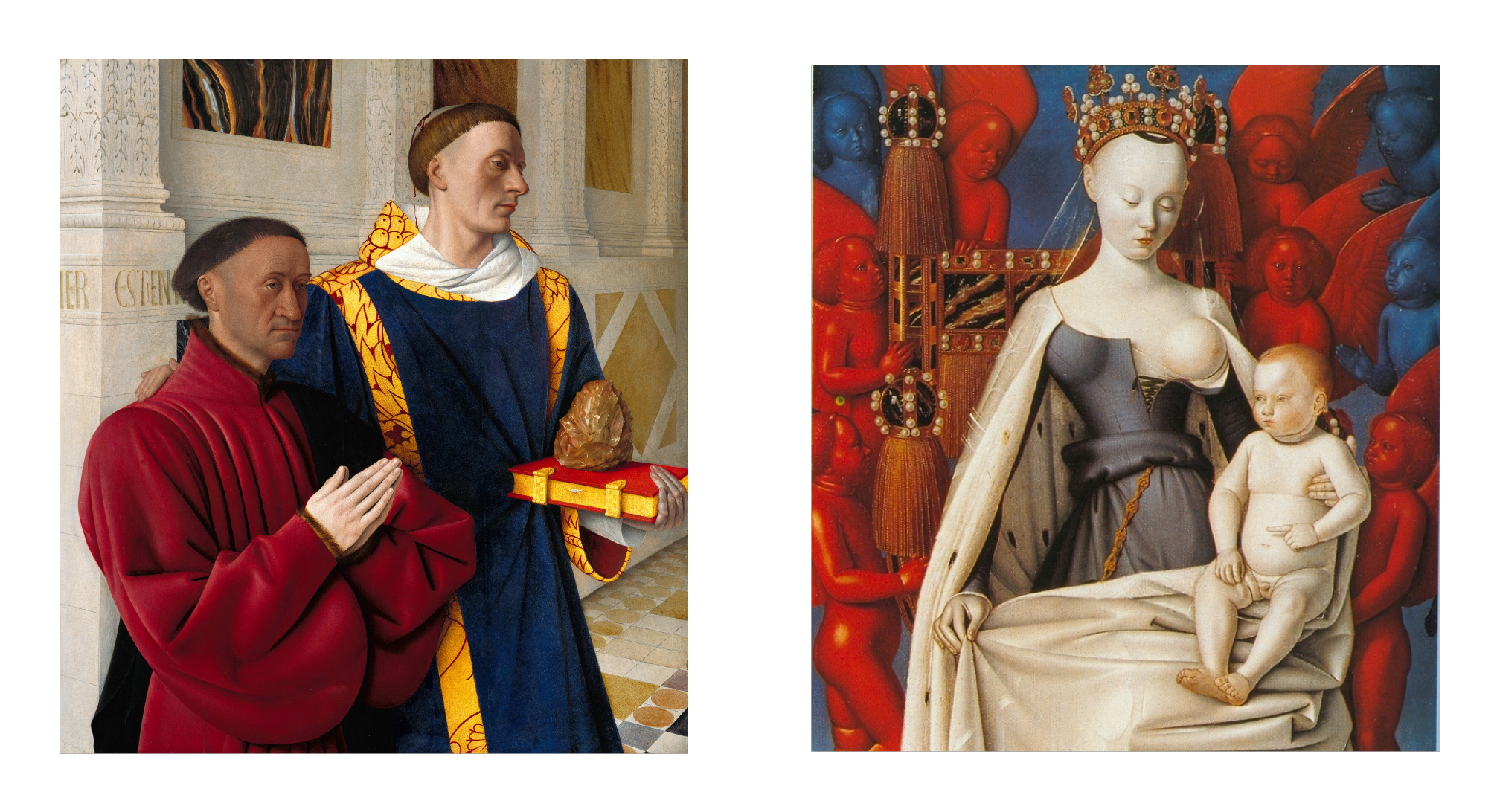
Díptico de Melun, de Jean Fouquet, 1452-1458. En el panel izquierdo, el comitente, Étienne Chevalier, en posición orante y presentado por el santo de su nombre; la Virgen del panel izquierdo se supone que reproduce los rasgos de Agnès Sorel, amante del rey Carlos VII, en cuya corte el comitente era ocupaba una alta posición.
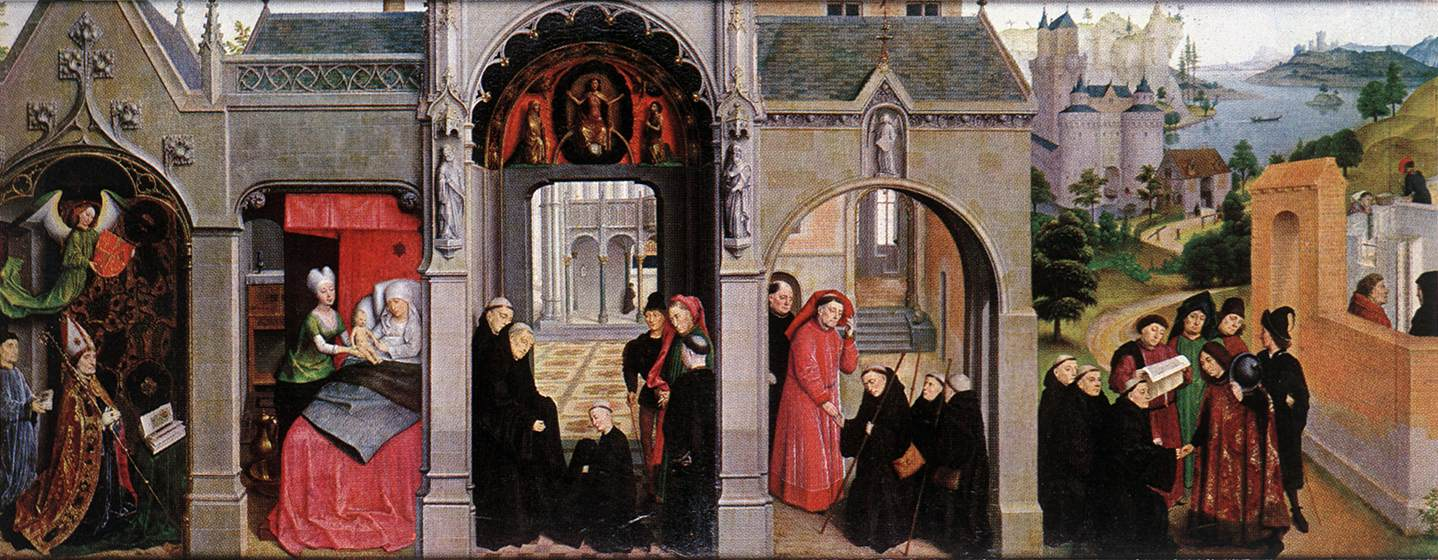
Detalle del Retablo de San Bertín ca. 1455-1459. A la izquierda se representa a Guillaume Fillastre, obispo de Tours y abad de Saint-Bertin de Saint-Omer, institución que encargó la obra.

### Retrato como género independiente

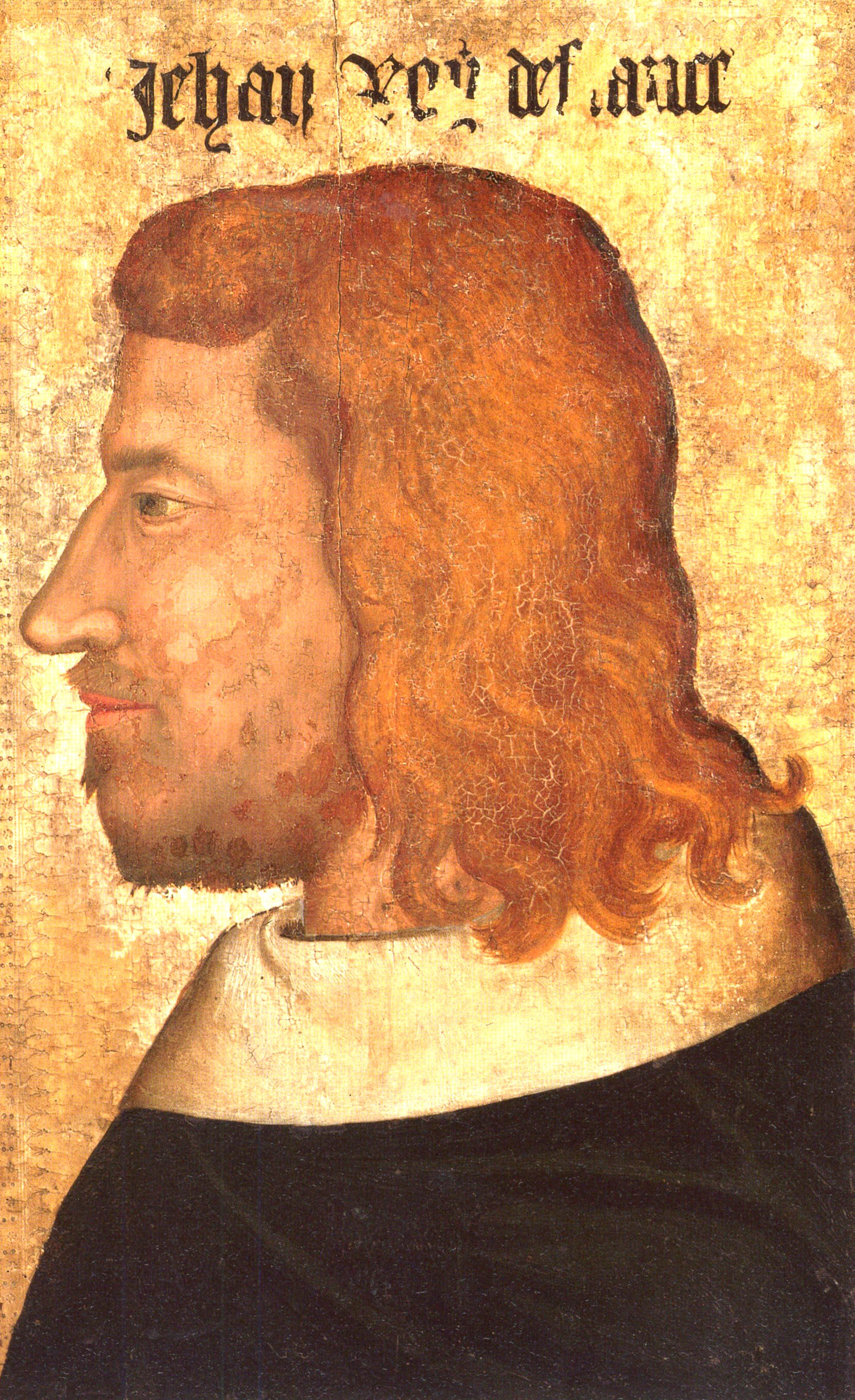
Retrato de Juan II de Francia,  anónimo, anterior a 1350; probablemente el primer ejemplo de retrato pictórico como obra independiente.
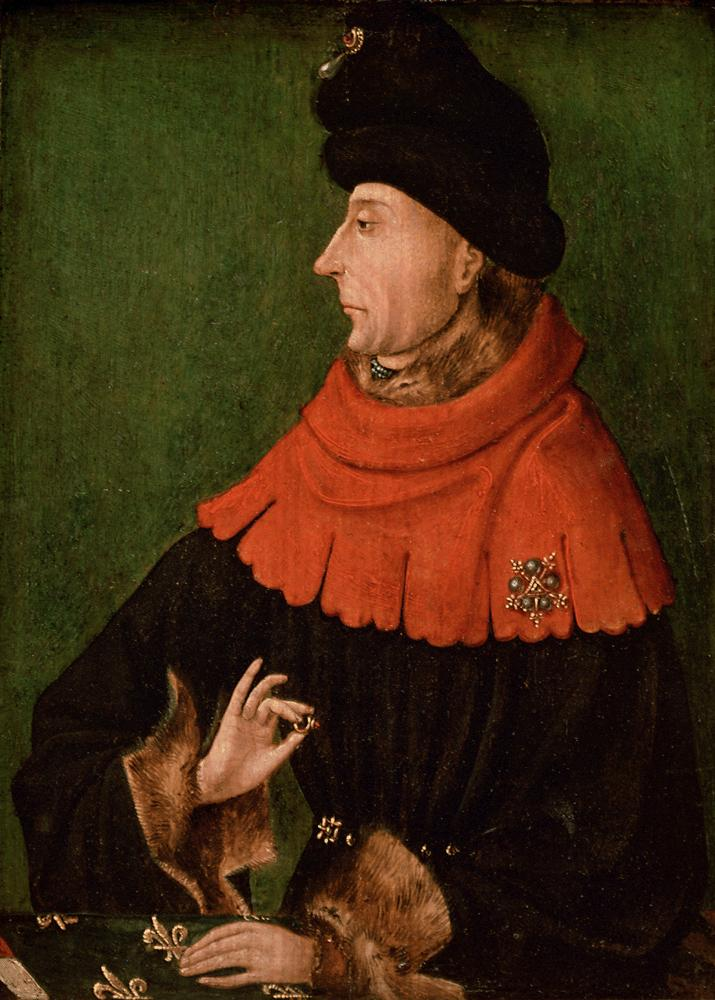
Copia del Retrato de Juan "sin Miedo", anónimo franco-borgoñón, 1404-1405.
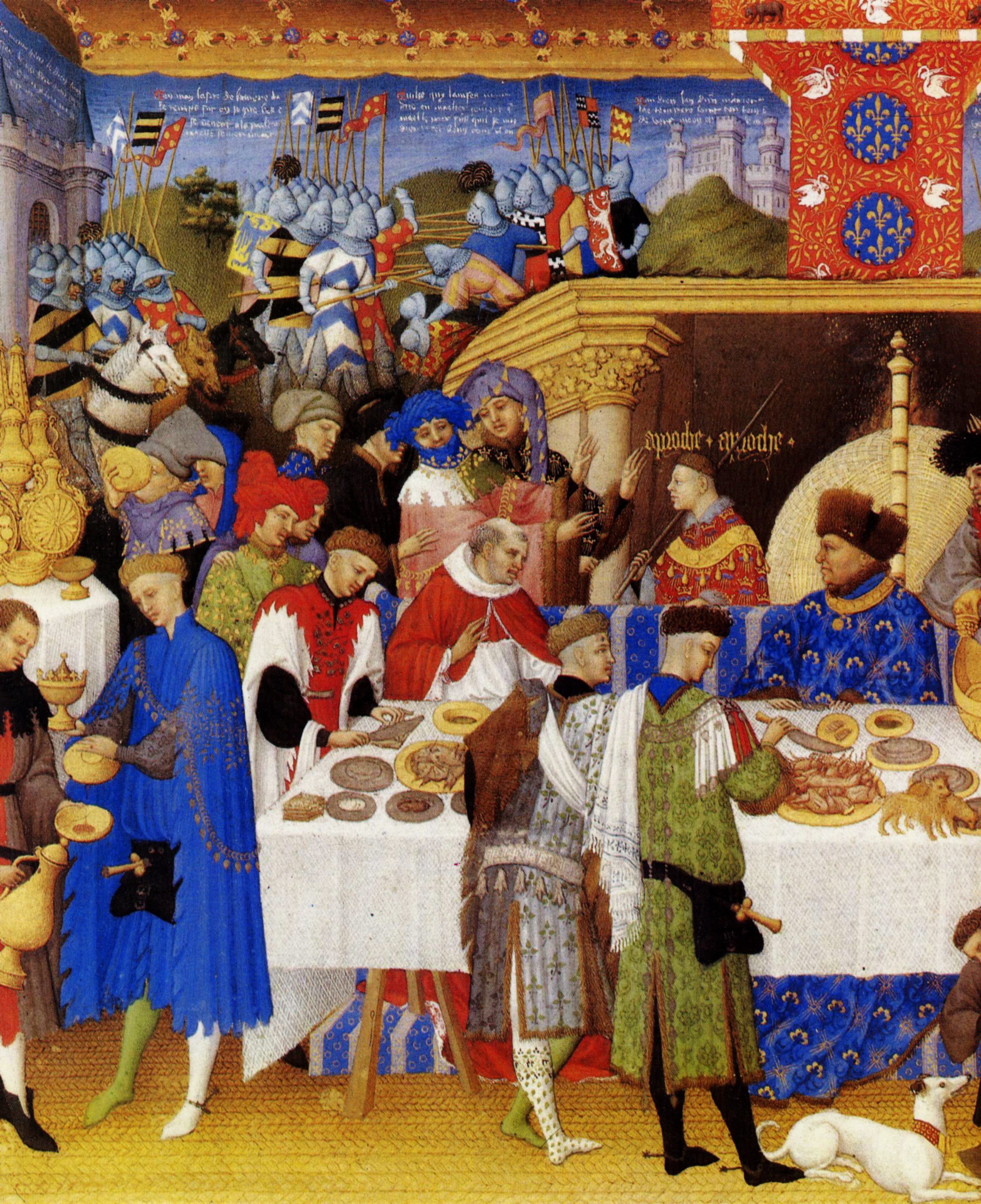
Ilustrando el calendario de Enero de Las muy ricas horas del duque de Berry (hermanos Limbourg, 1411-1416), se retrata al comitente en una escena profana, invitando a su mesa a sus allegados. Las paredes de la estancia están cubiertas de tapices que representan la Guerra de Troya.
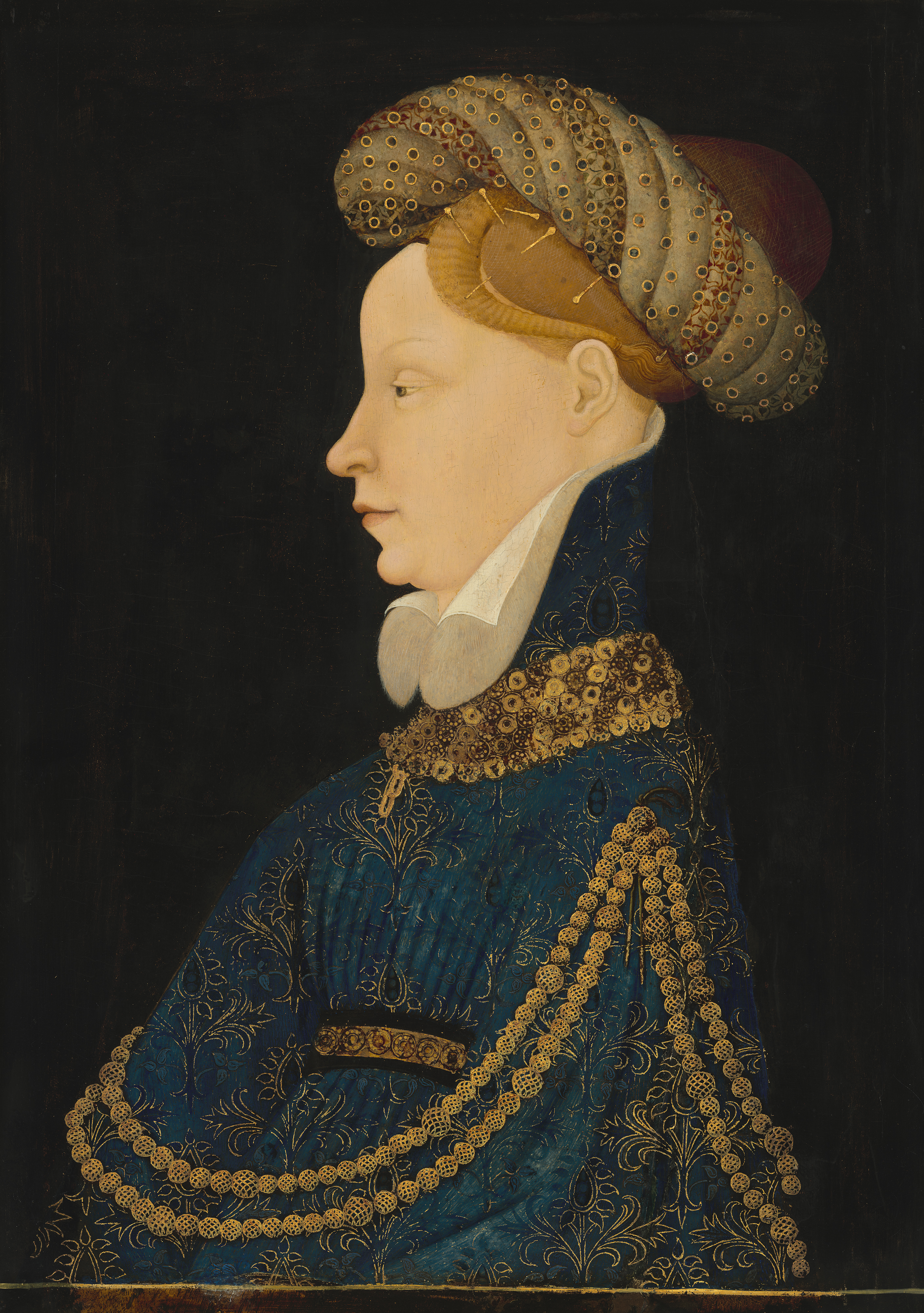
Retrato de dama, escuela franco-flamenca, ca. 1420.
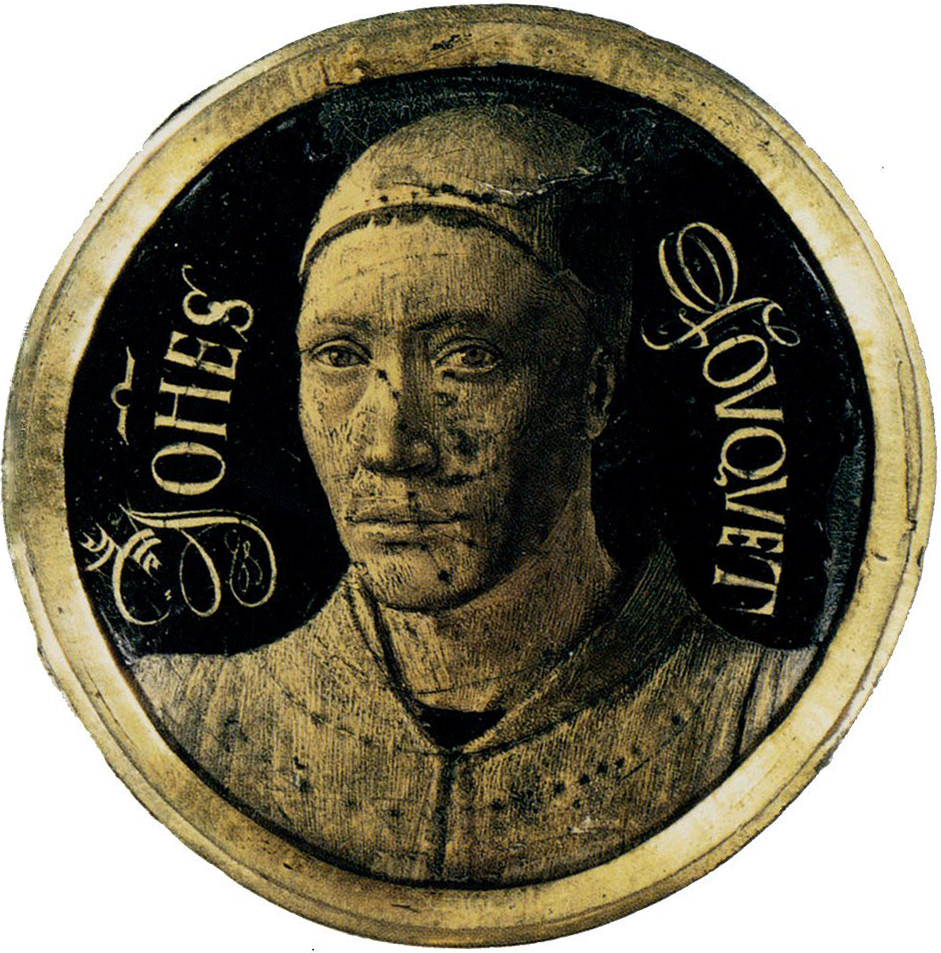
Autorretrato de Jean Fouquet, ca. 1450. Sería uno de los medallones del Díptico de Melun.

### Iluminación de manuscritos
En el campo de la miniatura fue significativo la llegada a Francia, a principios del siglo XIII, de un grupo de iluminadores normandos que trabajaron a ambos lados del Canal de la Mancha, caracterizados por un típico fondo de retícula y formas lineales, de ascendencia bizantina y románica. En la época del Gótico lineal destacan las ilustraciones del Salterio de Ingeburgo, el Salterio de la Reina Blanca de Castilla en la época del Gótico internacional, Las muy ricas horas del duque de Berry, de los hermanos Limbourg (1410-1416), el Livre du cœur d'amour épris, de Barthélemy d'Eyck, o las Grandes horas de Ana de Bretaña, de Jean Bourdichon (1503-1508), ya enlazando con la iluminación renacentista.
La iluminación sigue en París, en el último tercio del siglo XIII y en el siglo XIV, la brillante carrera de... Jean Pucelle. Antes de él, otro iluminador merece también ser mencionado: el Maestro Honoré..  Un Breviario de Felipe el Hermoso (Biblioteca Nacional) y, sobre todo, la Somme le Roi (Museo Británico en Londres) han podido ser relacionadas con su producción a partir de un análisis estilístico. En el primero, muestra una paleta muy sutil con un dibujo muy suelto, que le permite esbozar los personajes con un gran vigor. Rompe con la técnica tradicional del colorido plano en beneficio de colores modulados. Esta opción se confirma en el segundo manuscrito que ofrece escenas compuestas con mucha sutileza. ... en el Norte, donde se realizan obras en lengua vulgar, se añade una cierta fantasía que caracteriza los marginalia, es decir, los dibujos al margen que pronto harán furor. La más famosa de estas obras es el Libro de horas de la condesa Yolanda de Soissons (hacia 1280-1290). En el Este y, sobre todo en Lorena, el dibujo es más firme, como en el Tratado de Cetrería, firmado por Simón de Orleans para Jean de Dampierre. En el siglo XIV, en París, el estilo del Maestro Honoré se impuso hasta mediados de siglo, gracias a la actividad de su yerno Richard de Verdun...  La Biblia de Jean de Papeleu (Biblioteca del Arsenal) y la  Vida de Saint Denis, en 1317, dan testimonio de ello. El iluminador de este último manuscrito añadió dos elementos nuevos a la tradición: sentido plástico y voluntad de reproducir los monumentos existentes.
Entre 1440 y 1520, al alba del Renacimiento, en una época donde el manuscrito seguía siendo uno de los soportes privilegiados de la creación pictórica, [trabajan] los grandes maestros de la iluminación: Fouquet, Marmion, el Maestro del rey René, Bourdichon, etc.
El foco se centra en los artistas activos en París, un renombrado centro artístico no sólo de Francia sino de Europa. En la segunda mitad del siglo XV, la región del Loira se convirtió en la principal residencia de la corte francesa, y Tours tomó el papel principal en la producción de manuscritos de lujo; con centros relacionados como Bourges y Rouen ... Los primeros talleres laicos de producción de manuscritos aparecieron en París en el siglo XII, pero el número de artesanos se multiplicó rápidamente en el siglo XIII, y sirvió no sólo al clero, al profesorado universitario y a la nobleza, sino también a las clases profesionales y mercantiles. A pesar de los estragos de la Guerra de los Cien Años (1338-1453) y la Peste Negra (1348), el negocio de los libros continuó en París en el siglo XIV debido al gran interés de los reyes y príncipes Valois, notablemente el rey ilustrado Carlos V (reinado 1364-1380). Durante el reinado de Carlos VI (1380-1422), París fue el centro comercial y universitario más importante de Europa, atrayendo artistas de troda Francia y Europa. París jugó un papel central hasta 1420, cuando tras el Tratado de Troyes los ingleses tomaron la capital y Normandía. Muchos artistas partieron a provincias junto con sus patronos franceses, creando espontáneamente nuevos centros por todo el reino. ... Al final del siglo XIV la iluminación de manuscritos parisina estaba todavía influenciada por Jean Pucelle, un artista activo en el primer tercio del siglo XIV y cuyo más importante seguidor, Jean Le Noir, que vivió hasta la década de 1370. En el reiado de Carlos V (1364-1380), el taller más productivo de París, no obstante, era el dirigido por el Maestro de la Biblia de Jean de Sy [también llamado Maestro de los bosquecillos (boqueteaux) y Maestro de los árboles-paraguas (umbrella-trees)]... Mientras la historia de la pintura en otros países está también representada por obras de gran formato, la historia de la pintura de la Francia medieval y del Renacimiento temprano se ha preservado principalmente en libros iluminados. ... El duque Juan I de Berry, ... fue un comitente excepcional de manuscritos iluminados. Atrajo a muchos artista a su corte, incluyendo al pintor de los Países Bajos del Sur Jacquemart de Hesdin, que entró a su servicio a comienzos de la década de 1380. Los más famosos son los tres hermanos Limbourg que vinieron desde la ciudad de Nimega (en los Países Bajos del Norte) y entraron al servicio de Berry en 1404 ... Los Limbourg trabajaron principalmente en el castillo de Juan en Bicêtre, en las afueras de París. Además, Juan de Berry ordenó manuscritos de los principales iluminadores de París como el Maestro del Paramento de Narbona Compró los mejores manuscritos disponibles y recibió muchos como regalo de sus parientes y amigos. Con los años el duque de Berry reunió una legendaria biblioteca de cerca de 300 manuscritos, pero sus magníficos libros de horas siguen siendo todavía las piezas cúspide. ... A la vuelta del siglo, la iluminación de manuscritos en París sufrió cambios radicales. Una nueva generación de artistas, especialmente el Maestro de Boucicaut fue el pionero en innovaciones de luz y perspectiva. El Maestro de las Iniciales de Bruselas, que vino del norte de Italia a trabajar en París durante la primera década del siglo XV, introdujo entre los artistas locales nuevas ideas para agrandar el campo pictórico y usar hojas coloreadas de acanto para decorar los márgenes. ... hacia el final de la Guerra de los Cien Años, Rouen se convirtió en el centro de la administración inglesa y atrajo artistas como el Maestro Fastolf de Paris. ... Alrededor de mediados del siglo XV ... Tours como capital regia ocupaba ahora un papel líder en la producción de manuscritos iluminados, coincidiendo con la actividad de los más importantes artistas franceses de mediados del siglo XV, Jean Fouquet, que fue a Italia e introdujo elementos del Renacimiento italiano en la pintura francesa. La influencia de Fouquet todavía se siente en la obra de la siguiente generación de iluminadores de Tours, tales como Jean Bourdichon y Jean Poyer, y también inspiró a artistas de otros centros, como Jean Colombe en Bourges. ... en Paris ... dos distintas familias de artistas, cada una de las cuales alcanzó tres generaciones, dominaron la segunda mitad del siglo XV. La primera tríada, que prolongó y adaptó la tradición del Maestro de Bedford, comenzó con el Maestro de Jean II Rolin seguido por el documentado pintor François [o Maestro François y finalmente por el Maestro de Jacques de Besançon. La segunda tríada, que aparentemente se originó en el Norte de Francia o en el sur de los Países Bajos [Flandes] pero se asentó en París alrededor de 1450, comenzó con el Maestro de Dreux Budé, seguido por el Maestro de Coëtivy y, en la siguiente generación por el Maestro de la Rosa del Apocalipsis de la Sainte-Chapelle. Mientras la primera sucesión de artistas es conocida exclusivamente por trabajos hechos para el mercado de libros, la segunda familia también trabajó en otros medios, ejecutando pinturas en tabla y muro, tapices y vidrieras. A pesar de la influencia de artistas extranjeros a comienzos del siglo, la iluminación de libros en el París del siglo XV muestra una fuerte continuidad artística en la sucesión of talleres establecidos, que se inician con los logros de los maestros de Boucicaut y de Mazarino y terminan con el productivo Maestro de Jacques de Besançon.

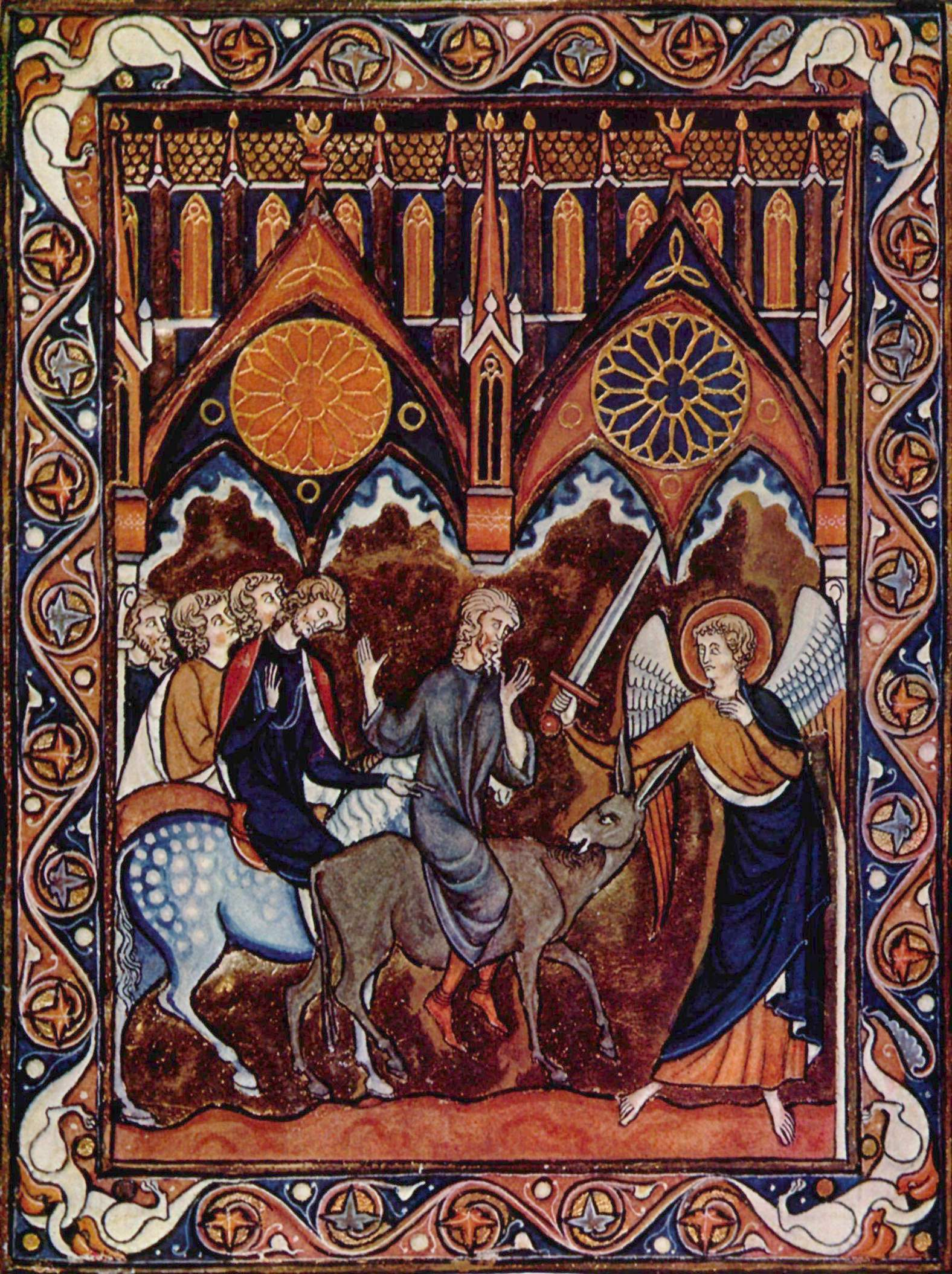
Salterio de San Luis.
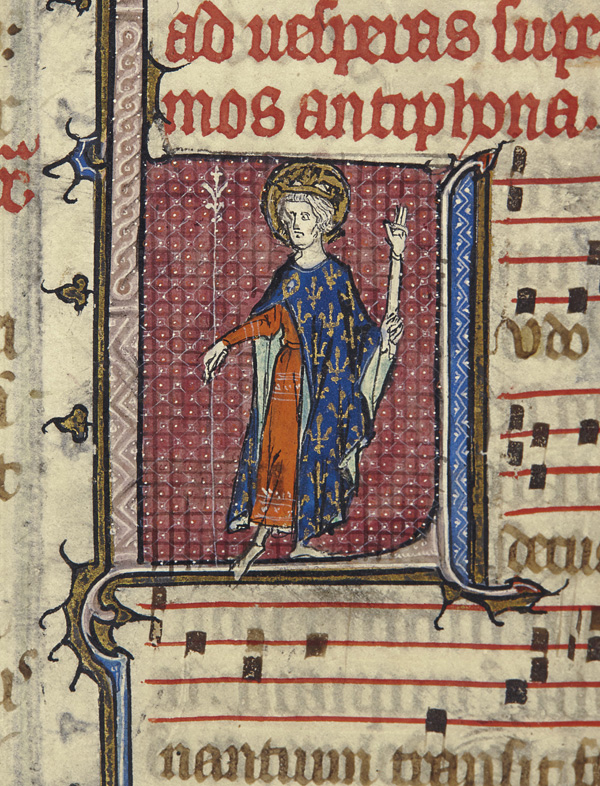
San Luis en Majestad, ilustración del Breviario real de San Luis de Poissy, 1310-1315.
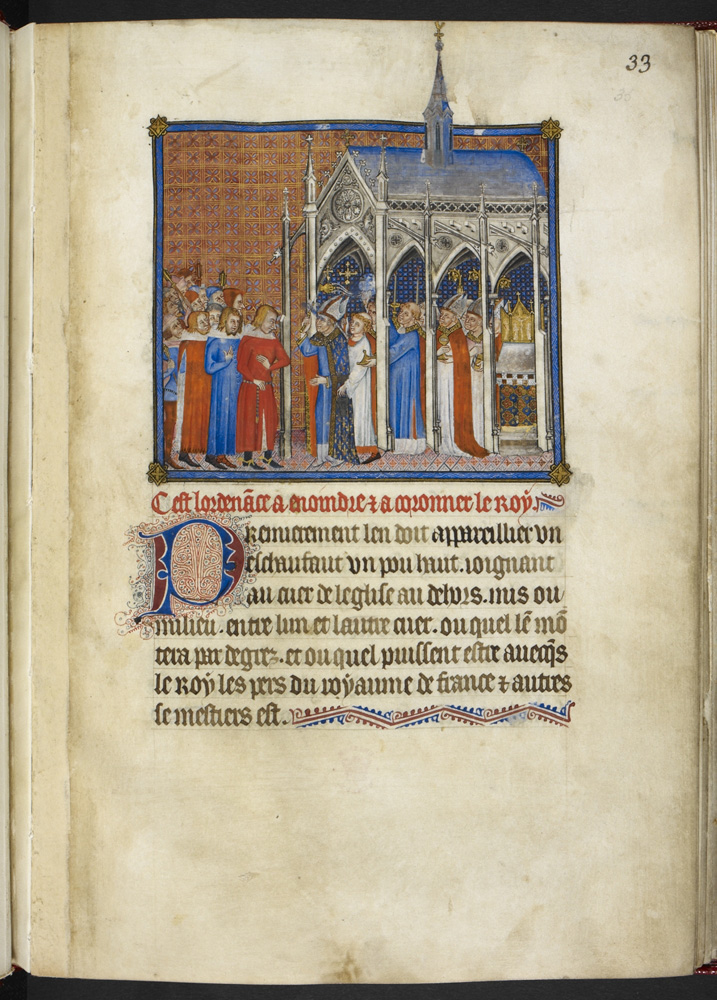
Carlos, bendecido por el obispo de Reims a su llegada a la catedral, ilustración del Libro de la coronación [livre de sacre] de Carlos V, del maestro homónimo 1365-1380.
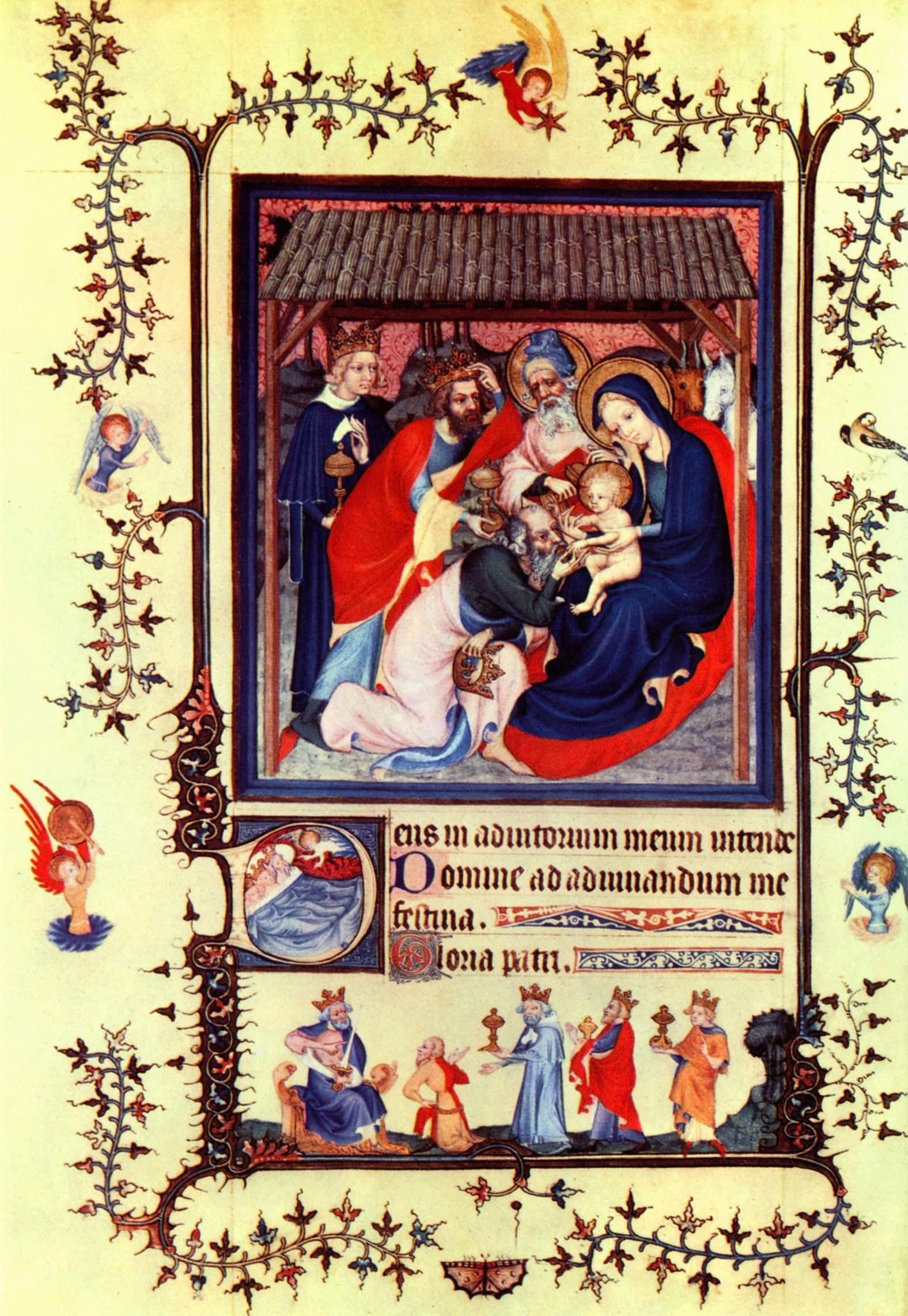
Adoración de los Magos, atribuida al Maestro del Paramento de Narbona,1389-1409.
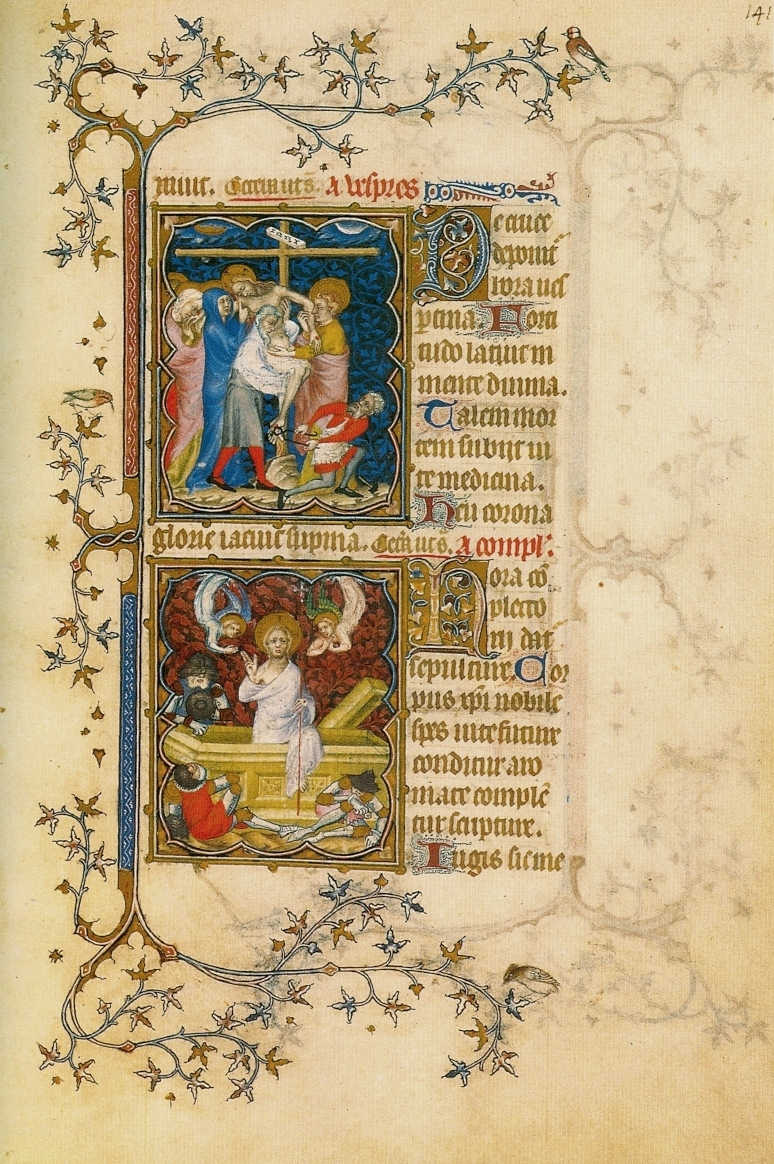
Las pequeñas horas de Jean de Berry, 1375-1390. Entre sus iluminadores estarían Jean Le Noir, otro artista anónimo y los hermanos Limbourg (a los que únicamente se atribuye una miniatura).

## Vidrieras
El gran desarrollo de las vidrieras, además de responder a las posibilidades estructurales permitidas por el aligeramiento de los muros y el aumento de la altura, se adecuaba estrechamente a las elaboraciones ideológicas y estéticas en cuanto a la función de la luz en el arte: la teología de la luz benedictina (Bernardo de Claraval y el propio Suger, abad de San Denis).
Los maestros vidrieros (vitralistes) franceses de la época no eran únicamente artesanos vidrieros, sino pintores que también realizaban obras de pintura en otras técnicas; como Guillaume Dombet.

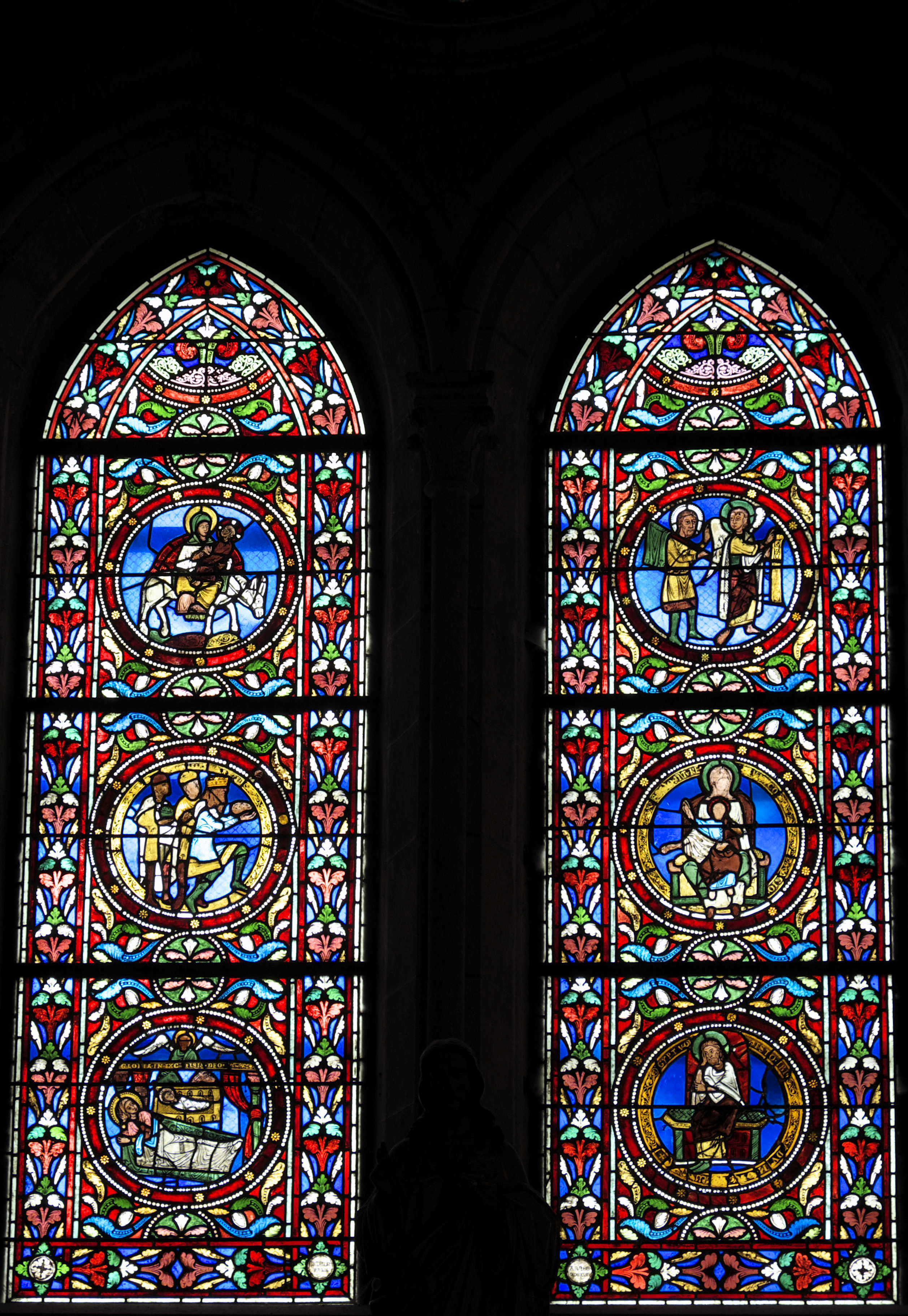
Vitrales de la colegiata de Notre-Dame-en-Vaux de Châlons-en-Champagne,  ca. 1160-1180, restauradas en el siglo XIX.
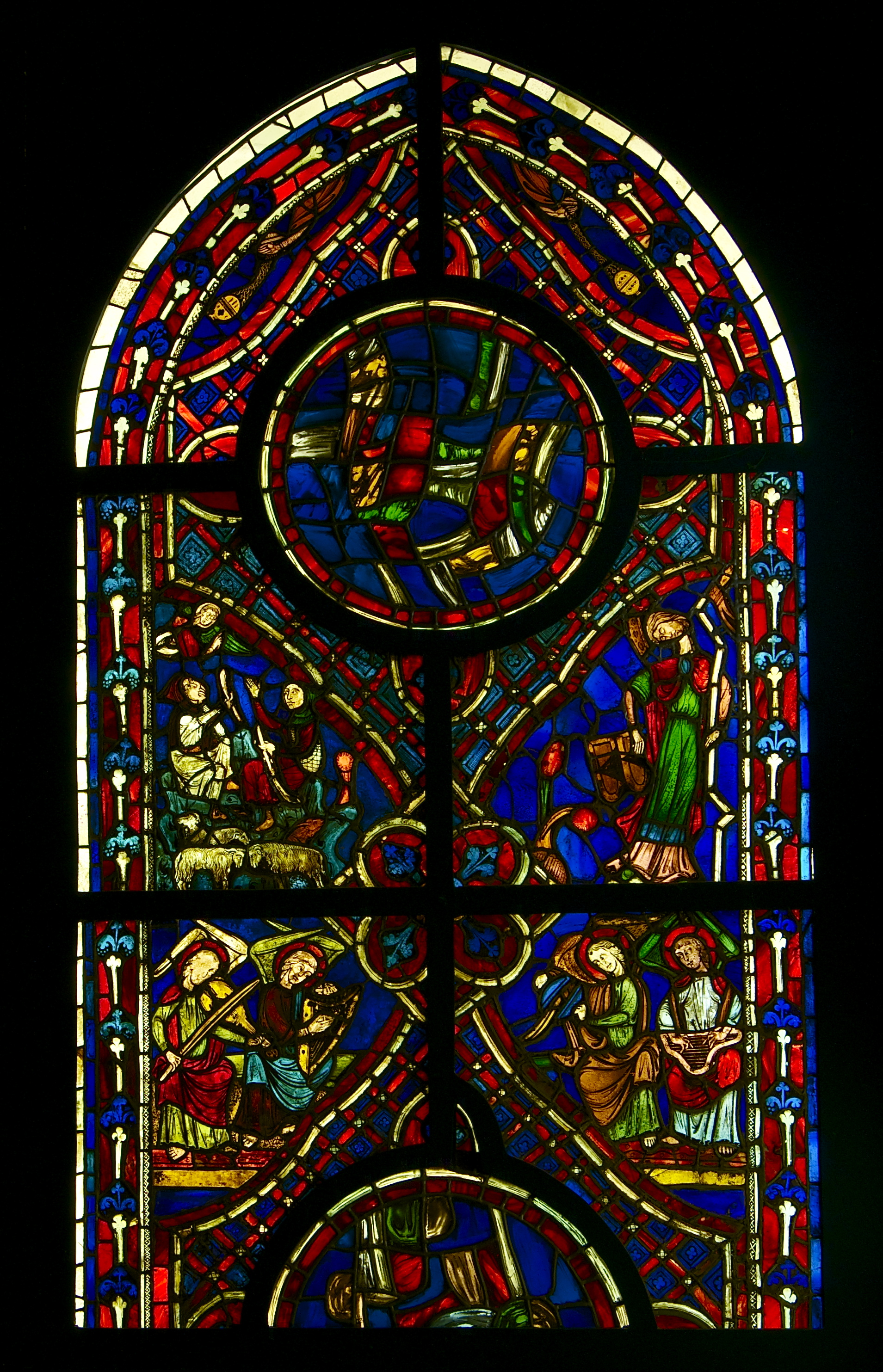
Anunciación a los pastores, caída de la Sinagoga y ángeles tocando instrumentos de cuerda, vitral proveniente de Varennes-Jarcy, ca. 1220-1230, actualmente en el Musée National du Moyen-Âge.
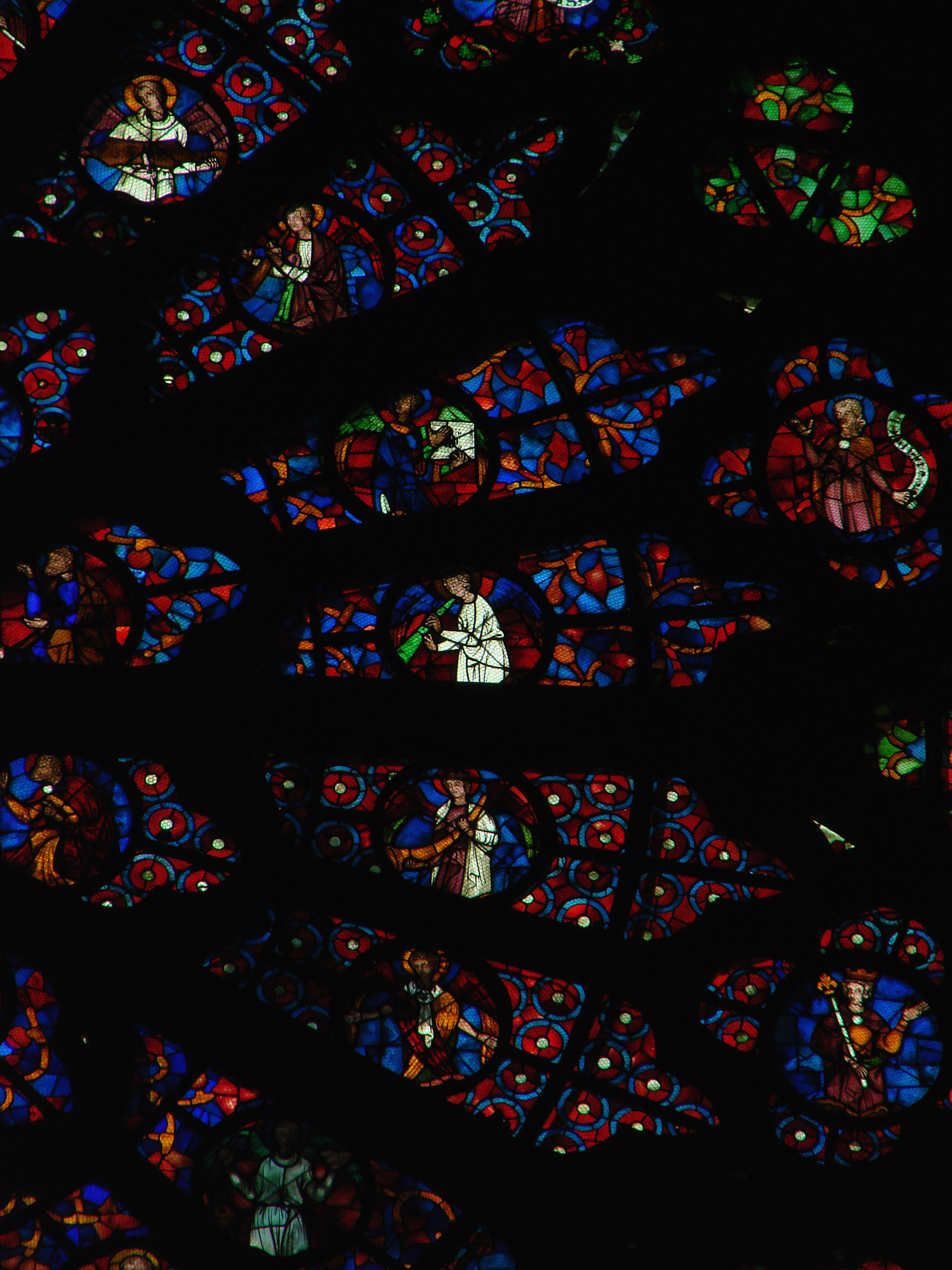
Detalle del gran rosetón occidental de la catedral de Reims.
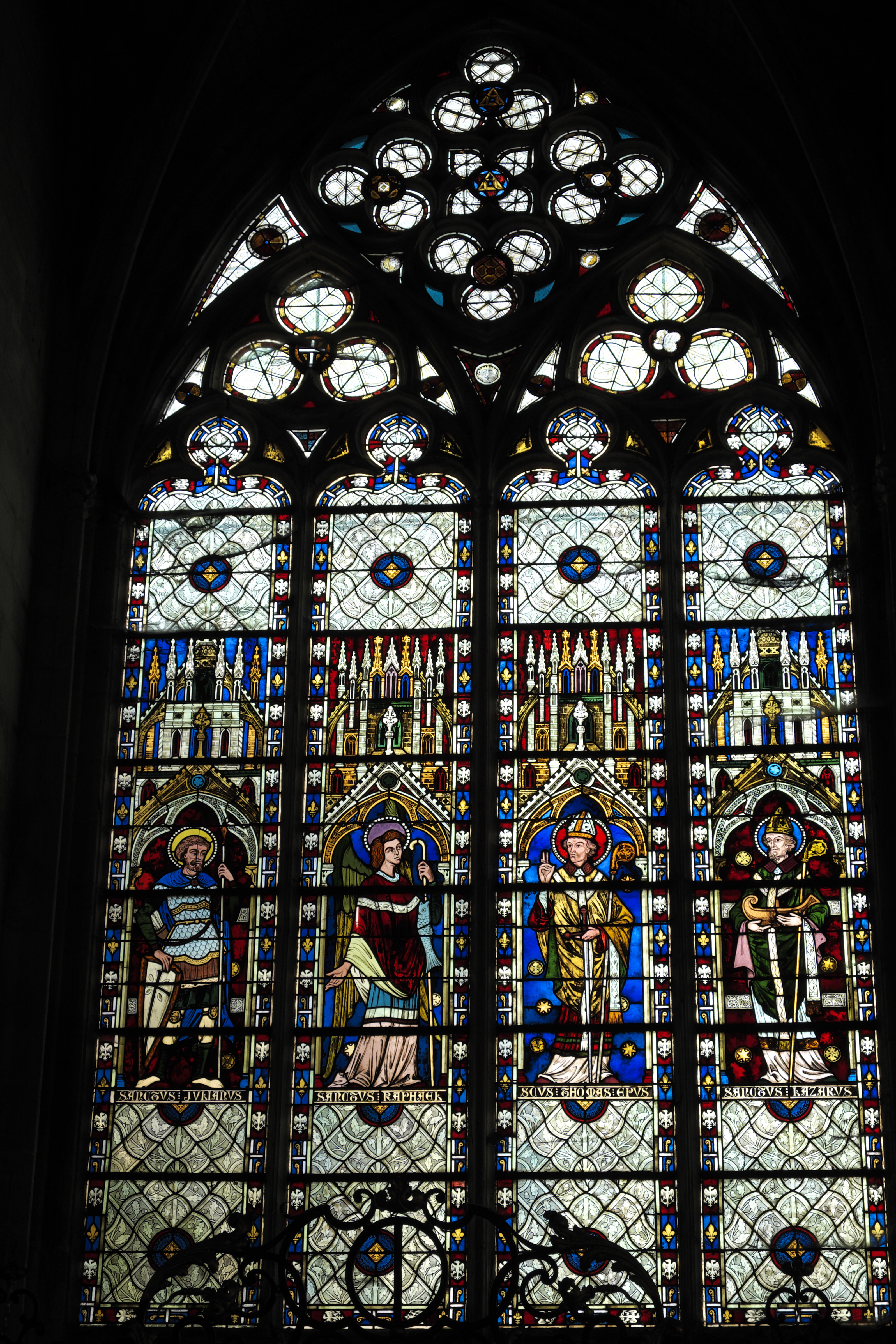
Vitrales de la catedral de Sens, siglo XIV.
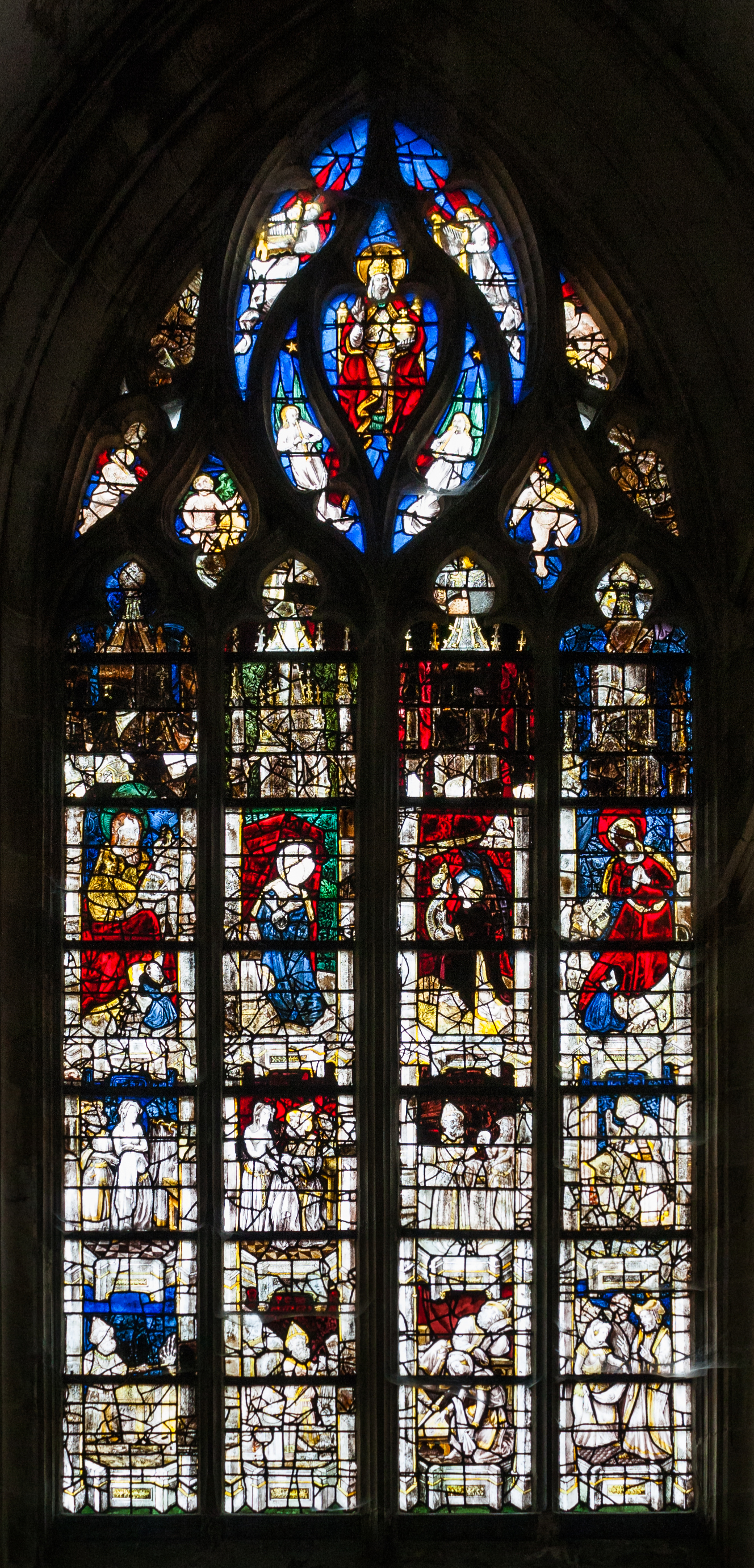
Anunciación y el milagro de las palanquillas? en Notre Dame de Carentan, siglo XV

Vasari cita a dos maestros franceses como autores de las vidrieras del Vaticano destruidas en 1527: el Maestro Claude y Guillaume de Marcillat. Considerado como "el último gran maestro vidriero de la Edad Media", Jean Lecuyer incorpora las formas del Renacimiento tras un viaje a Italia y trabaja en Bourges entre 1532-1556. André Chastel ve en las vidrieras del siglo XVI la respuesta francesa a los frescos italianos.
Las vidrieras de la zona oriental de la actual Francia, en la época perteneciente al Estado borgoñón o al Sacro Imperio Germánico, están en la órbita de la escuela de Estrasburgo, como por ejemplo las de la catedral de Estrasburgo, las de Santa Walburga de Walbourg o las de San Guillermo de Estrasburgo; alguna de ellas atribuidas a Peter Hemmel de Andlau (activo entre 1447 y 1501), que se ha propuesto identificar con el Maestro de Walbourg.
A partir de mediados del siglo XIII se estableció una nueva relación entre las zonas coloreadas y las grisallas, que tienden a adquirir importancia.  ... la capilla de la Virgen, construida por Pierre de Monteuil, en el coro de la abadía parisina de Saint-Germain-des-Prés, tuvo un papel determinante en esta nueva estética. Surgida en París, se impuso rápidamente en las regiones vecinas o más lejanas. ... muchos monumentos siguieron ligados a fórmulas anteriores (Saint-Sulpice-de-Faviéres, abadía de Fécamp, coro de Clermont-Ferrand). Todas estas obras muestran un manierismo más o menos acentuado, un gusto basado en las curvas tanto en la forma de los personajes como en el dibujo de la ropa, y un aclaramiento generalizado de la paleta. Sin embargo, otros monumentos contemporáneos que mucho debían a las relaciones mantenidas por los artistas con el medio parisino asumen plenamente la nueva concepción. En las gigantescas vidrieras que adornan el coro de Saint Urbain de Troyes, los paneles rectangulares parecerían perdidos si la grisalla no estuviese realzada por puntos coloreados. El efecto es también sobrecogedor en la nave del Santo Padre de Chartres sic ¿San Pedro de Chartres?, donde el arquitecto creó un marcado ritmo entre las vidrieras de color y las de la grisalla. La región ... más rica es Normandía. ... coro de la catedral de Évreux, Saint-Ouen de Rouen, catedral de Rouen, abadía de Jumiéges. ... Los colores pierden su intensidad para armonizarse con las grisallas; el dibujo hace gala de una poderosa implantación y su modalidad es vigorosa. El manierismo se exacerba en gesto afectados. ... introducción del amarillo de plata. Aplicado en la parte posterior del cristal, con el pincel, sin la mediación de ningún disolvente, este color añade a los colores naturales del cristal una modificación sustancial. La paleta se enriquece. Utilizada por primera vez en el curso del segundo decenio del siglo XIII ... se generaliza en el siguiente XIV.

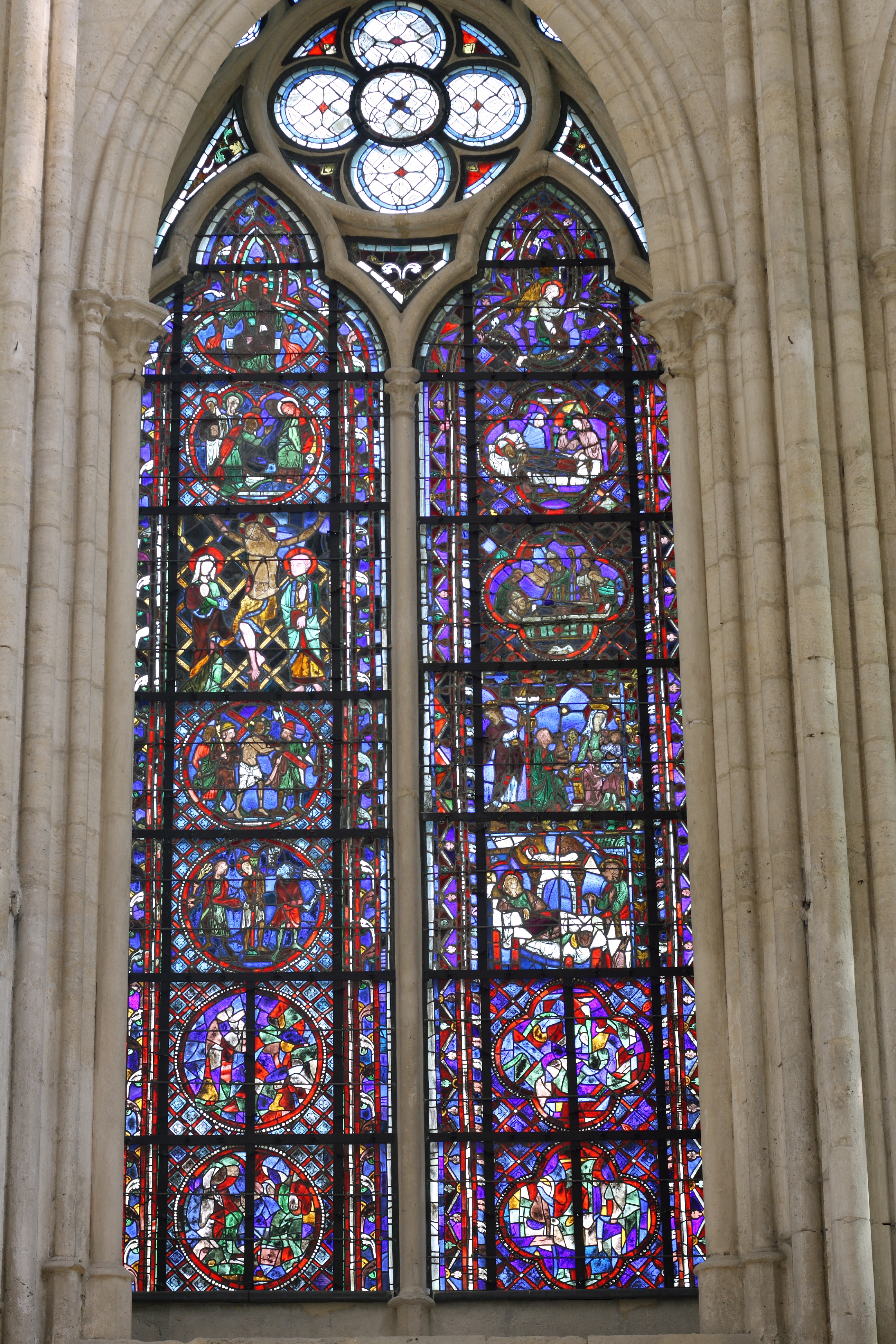
Favières.
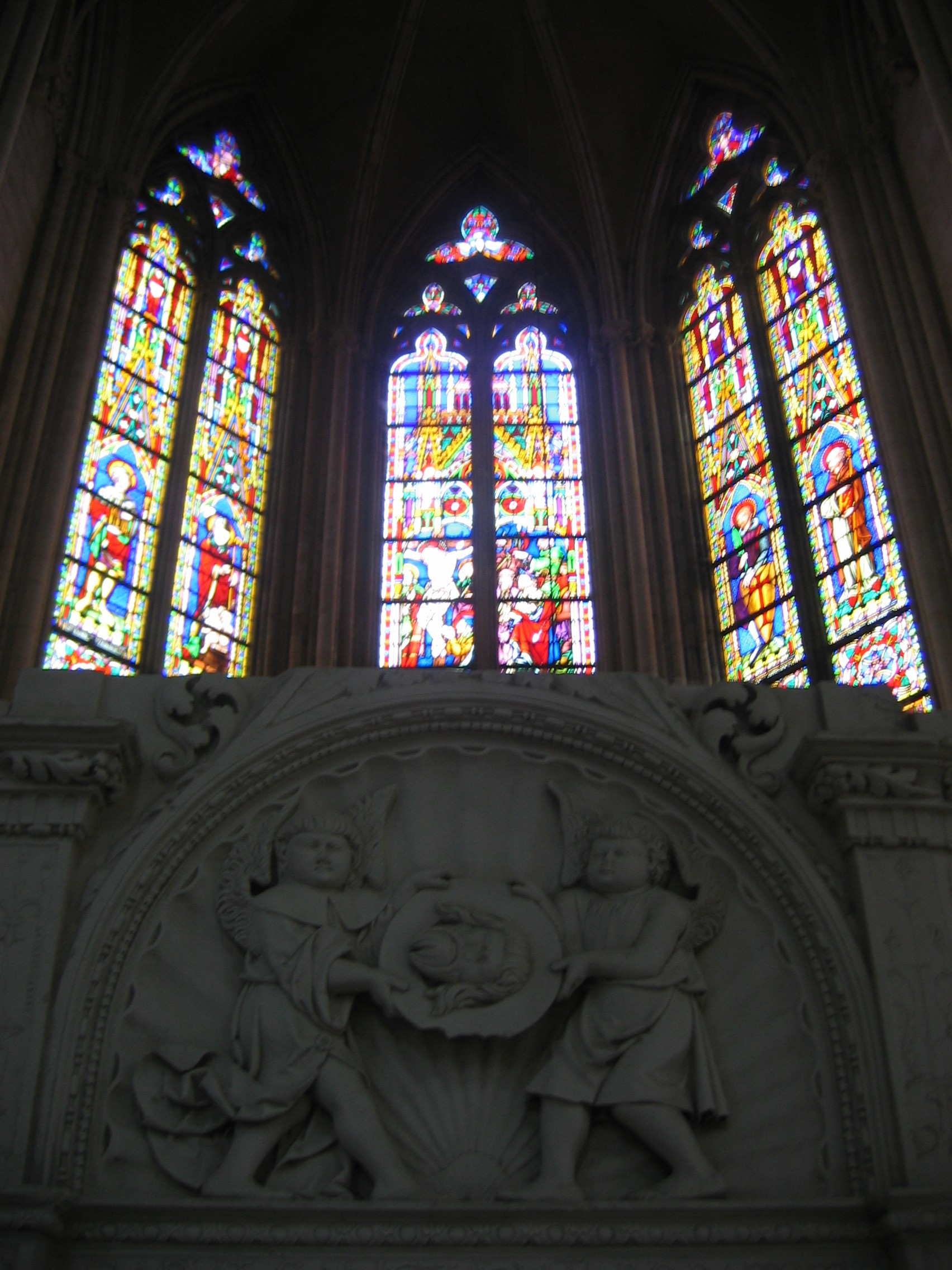
Fécamp.
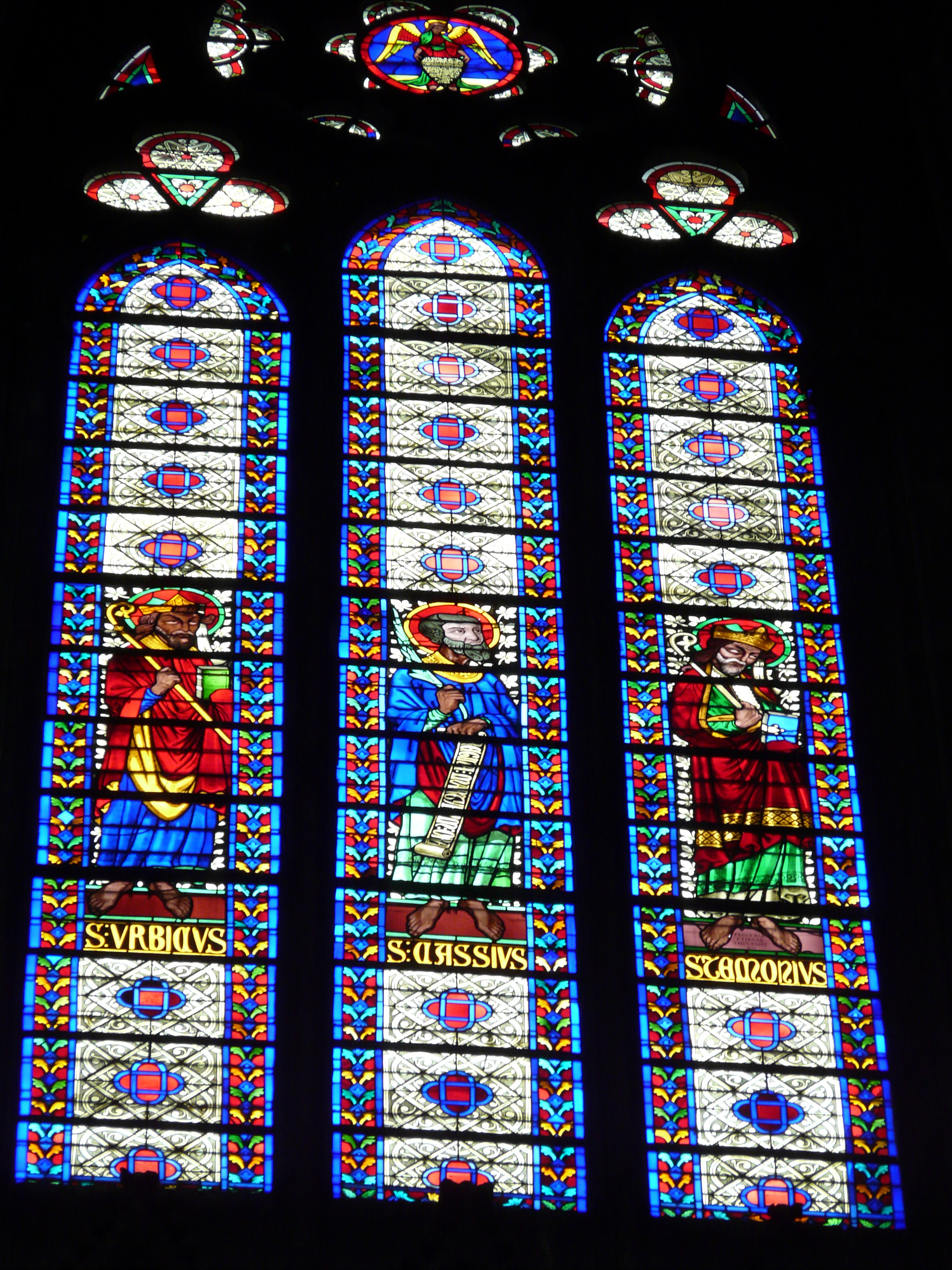
Clermont-Ferrand.
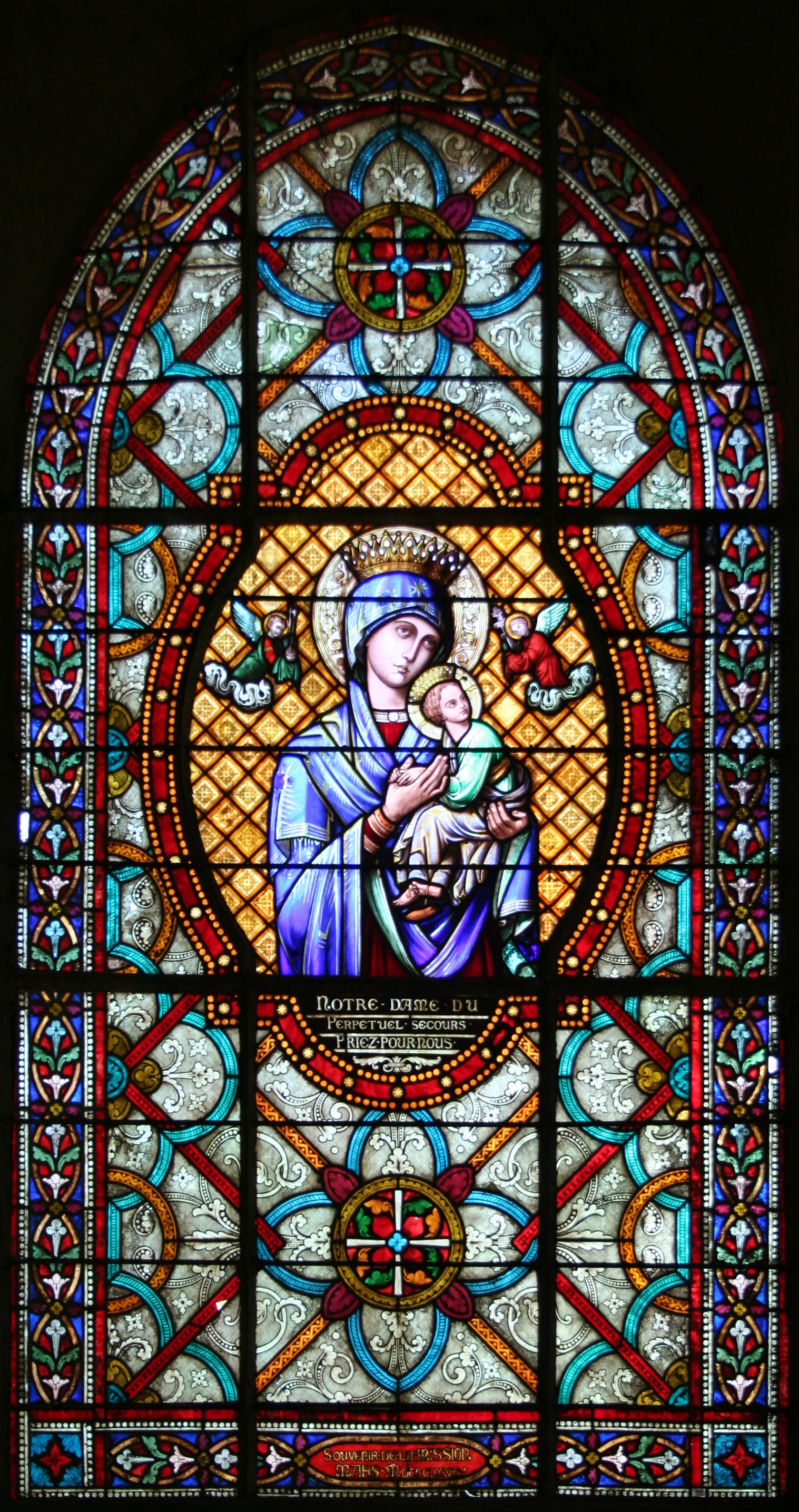
San Pedro de Chartres.
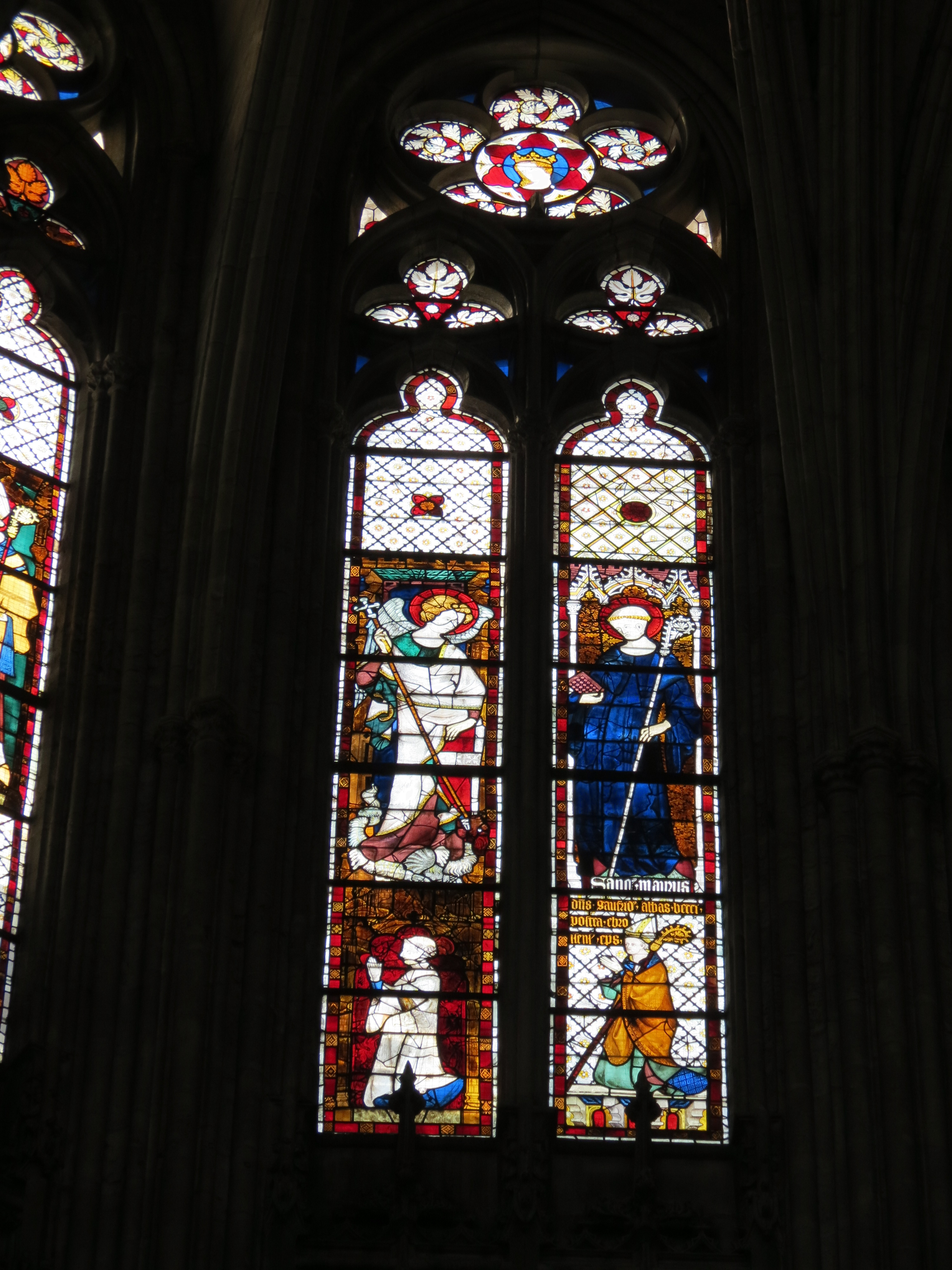
Coro de Évreux.

## Tapices
Los primeros tapices pudieron haberse hecho en Alemania, pero la industria no floreció allí. Inglaterra exportaba su lana a Flandes y no fomentó la producción local hasta la fundación de Mortlake en 1619. Lo mismo puede decirse para España hasta el siglo XVIII. En Italia no hubo obras importantes hasta el siglo XVI [...] (de hecho, los cartones de Rafael -1515- marcan un cambio radical en el carácter del diseño de los tapices, y los puristas consideran esa fecha el comienzo del declive en ese arte) [...] Flandes y Francia fueron los mayores productores y abastecían a todo el mundo civilizado [sic]. El famoso tapiz de Angers fue encargado a los talleres parisinos de Nicolas Bataille en 1378. Había talleres en ciudades más pequeñas, como Aubusson, donde se decía que la industria había nacido de los sarracenos cautivos por Carlos Martel. Los talleres flamencos, en territorio del Estado borgoñón, sobrepasaron a todos los demás, dando trabajo a un número de artesanos que no se superó hasta [la época de los talleres industriales]. Los centros principales fueron Tournai, Bruselas y Arrás. ... Salvo unos pocos ejemplares, es imposible datar con certeza [los tapices medievales]; y la mayor parte de los diseñadores de cartones no se conocen por su nombre.
A lo largo del siglo XV los talleres de Tournai y Arrás van desplazando a los de París. Hay dos excepcionales ejemplos, ya en la transición al Renacimiento, a finales del siglo XV y comienzos del XVI, cuyos cartones se han atribuido a un Maestro de la caza del unicornio que se ha propuesto identificar con el Maestro de Ana de Bretaña; mientras que el taller no ha podido ser establecido, aunque se consideran flamencos (probablemente alguno de Bruselas o Lieja).

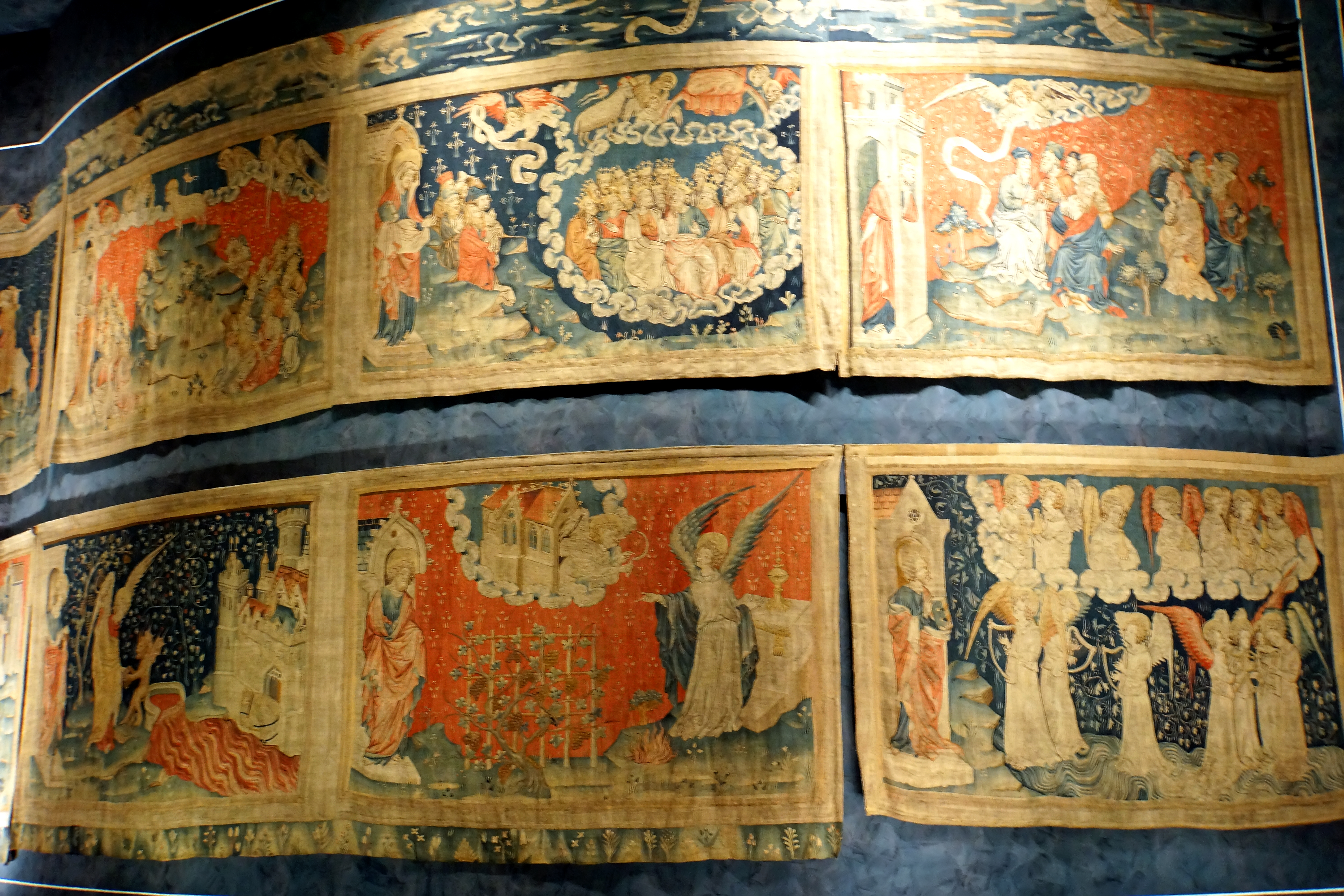
Detalle del Tapiz del Apocalipsis exhibido en el castillo de Angers, ca. 1378.
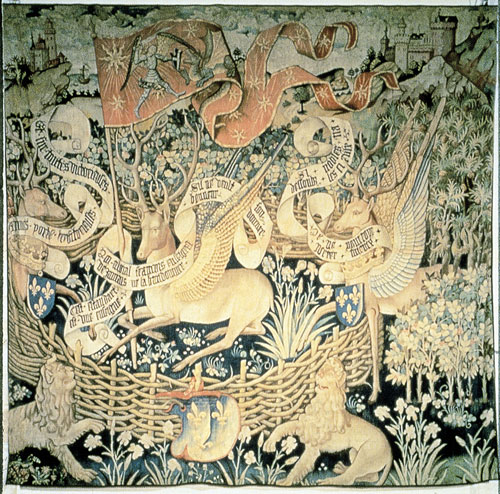
Tapiz de los ciervos alados, de un taller del norte de Francia o de Flandes, mediados del siglo XV.
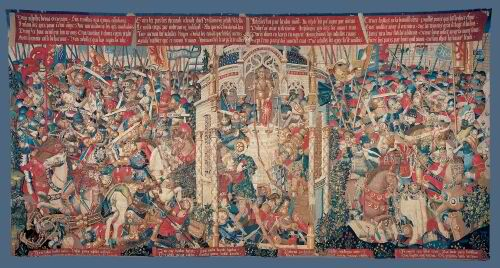
Muerte de Aquiles, ca. 1475-1495, cartón del Maestro de Coëtivy, ca. 1465.
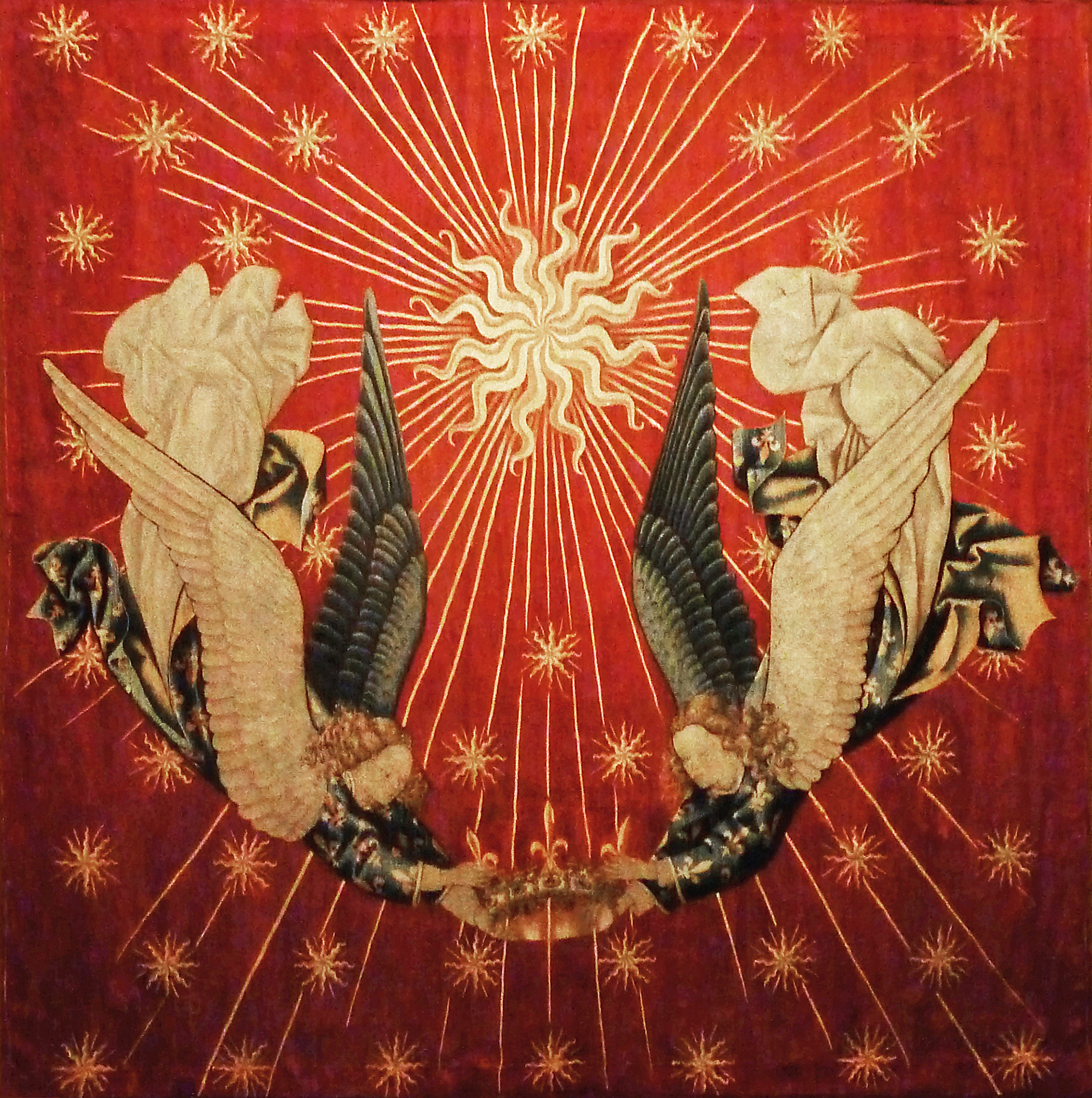
Dais de Carlos VII,[43] cartón atribuido a Jacob de Littemont, segundo cuarto del siglo XV.
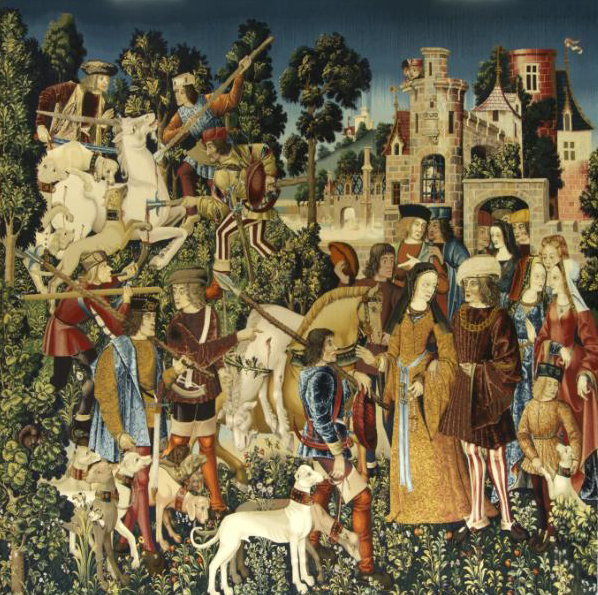
La caza del unicornio

## Orfebrería

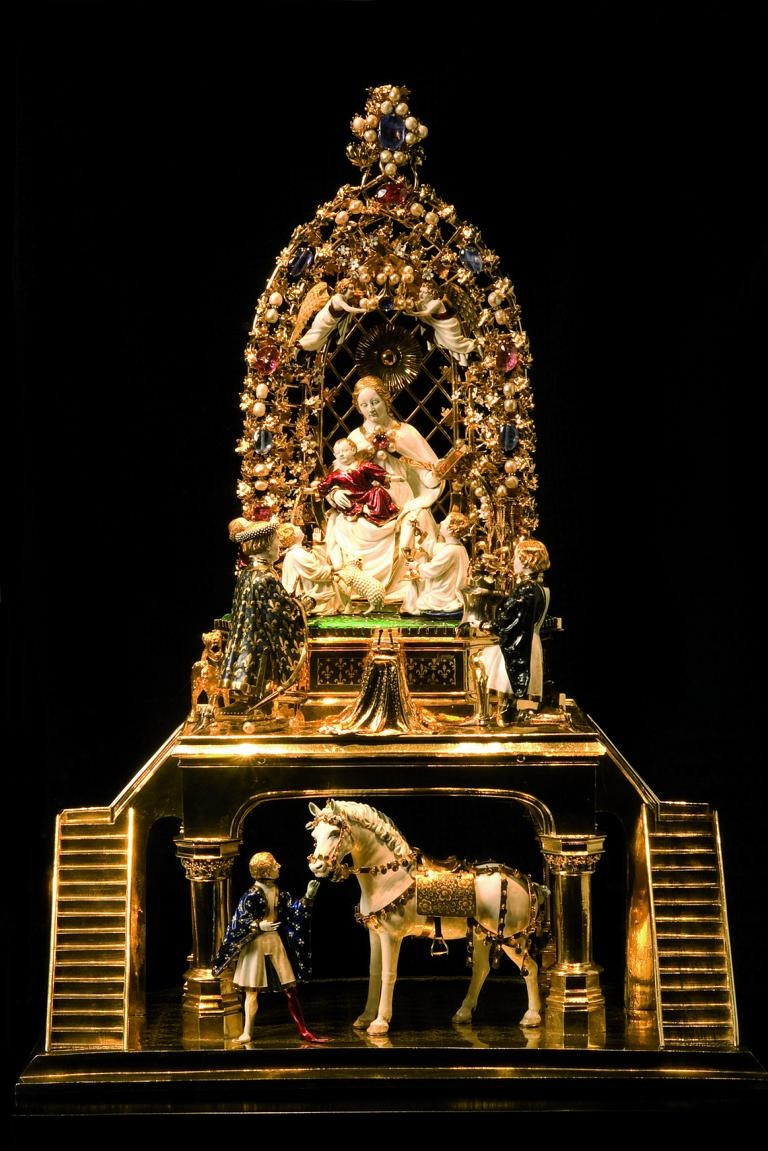
El corcel dorado.

Bajo el reinado de Carlos VI (1380-1422), aunque la situación política y económica en Francia se hacía cada vez más difícil, París se afirmó como un ámbito intelectual y artístico de primer orden. ... París, capital del reino de Francia, se convirtió en el tránsito entre el siglo XIV y XV en el centro intelectual y artístico más floreciente de Europa. A pesar de los problemas de la Guerra de los Cien Años, los encargos de los mecenas más fastuosos suscitaron el desarrollo de un arte precioso y refinado, y favorecieron las innovaciones iconográficas y estilísticas. Los mejores artistas salidos del medio parisino o llegados del extranjero dieron libre curso a su talento. ...  La pintura de manuscritos y los esmaltes sobre oro constituyen los puntos fuertes de tal florilegio. ... Los esmaltes sobre oro figuran personajes sagrados o profanos, remarcables por su suntuosidad y su refinamiento, constituyen una maravillosa visión de la orfebrería de la época. ... Otros dominios [confluyentes] son ... las técnicas y artes practicados por entonces en París, como la pintura, la escultura y el textil. ... El Louvre, una de las principales residencias de Carlos VI y su mujer Isabel de Baviera, acoge una parte prestigiosa de las colectiones reales, ...

## Viollet-le-Duc y el Neogótico
La tendencia historicista del Romanticismo del siglo XIX provocó un interés desmedido por la Edad Media (medievalismo), que en el campo de las artes se centró en el Gótico (Neogótico). En Francia, el movimiento se identifica con la prolífica actividad de Eugène Viollet-le-Duc, quien, además de obras de nueva planta, realizó numerosas restauraciones con un criterio muy intervencionista, que pretendía reflejar su concepto de lo que "debería ser" el espíritu del Gótico.

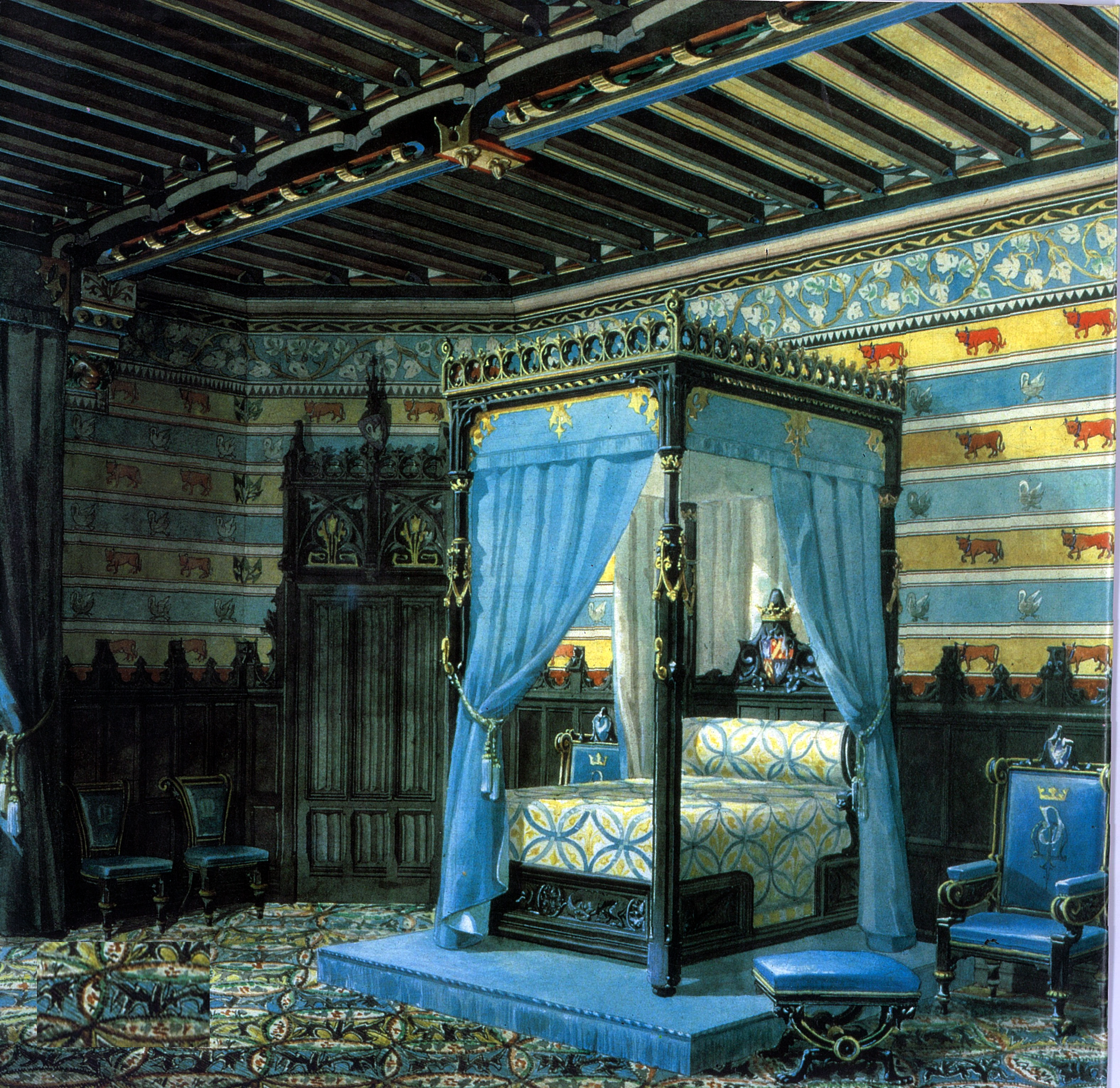
Proyecto de dormitorio en el château de Roquetaillade.
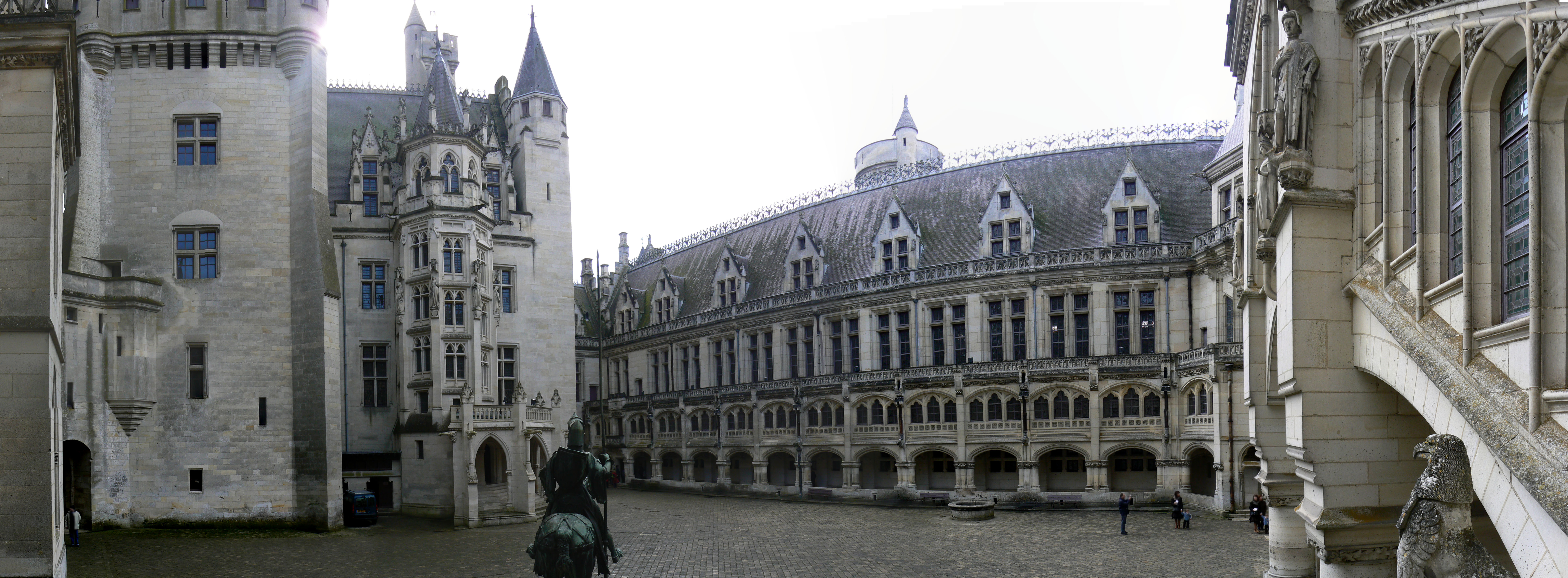
Patio del château de Pierrefonds.
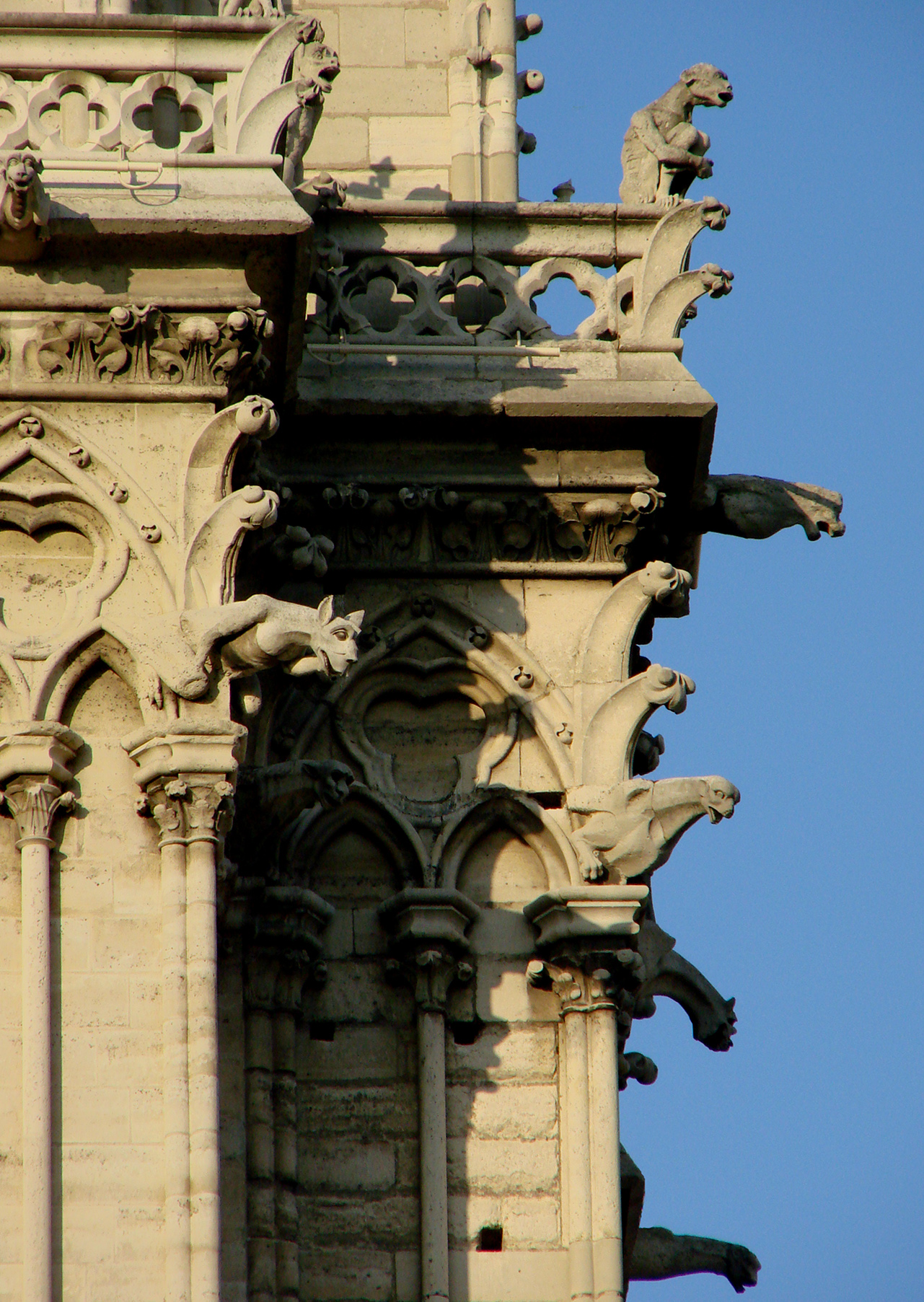
Gárgolas de Notre Dame de París.